# Amici di Maria De Filippi (ventiquattresima edizione)
La ventiquattresima edizione del talent show musicale Amici di Maria De Filippi è andata in onda dal 29 settembre 2024 al 9 marzo 2025 per la sua fase iniziale (pomeridiano) e dal 22 marzo al 18 maggio 2025 per la fase finale (serale) con la conduzione di Maria De Filippi.
La striscia quotidiana è andata in onda su Canale 5 in fascia pomeridiana dal lunedì al venerdì dalle ore 16:10 alle 16:40, per la quinta volta senza la presenza dei supporters, sostituiti dalla voce fuori campo di Maria De Filippi. 
| Vincitori                 | Vincitori         |
| ------------------------- | ----------------- |
| Amici 24                  | Daniele Doria     |
| Canto                     | Trigno            |
| Premio delle Radio        | Trigno            |
| Premio Enel della Critica | Antonia Nocca     |
| Premio Unicità Oreo       | Antonia Nocca     |
| Premio Spotify Singles    | Antonia Nocca     |
| Premio Estathé Zero       | Alessia Pecchia   |
| Premio Estathé Zero       | Nicolò Filippucci |
| Premio Marlù              | [ N 2 ]           |

## Regolamento

### Fase iniziale - pomeridiano
Ottenimento del banco
Per l'ingresso nella scuola di Amici, gli aspiranti al banco hanno la possibilità di ottenere la felpa che simboleggia un posto di concorrente all'interno del programma attraverso diverse modalità:
- Il giorno della formazione della classe, dopo una serie di casting svolti e passati precedentemente, i candidati si presentano davanti alla commissione (o di ballo o di canto) e dopo un'esibizione di presentazione vengono sottoposti al giudizio dei professori, che possono assegnare il banco o meno. In caso di preferenza condivisa da parte dei professori rispetto ai candidati, saranno proprio questi ultimi a decidere in quale team entrare.
- Tramite una sfida contro uno degli allievi della classe giudicata da un commissario esterno (le sfide sono automatiche per gli ultimi classificati della gara settimanale e possono avvenire anche per decisione di uno dei professori o per provvedimento disciplinare nei confronti di un allievo)
- Nel corso del programma a seguito della richiesta di un professore di poter dare un banco diretto al candidato dopo parere favorevole della produzione e votazione favorevole (a maggioranza) dal resto della commissione composta dal corpo docente.

Mantenimento del banco ed eliminazione
Gara settimanale
A partire dalla seconda puntata gli allievi sono chiamati a riconfermare il proprio banco dopo aver sostenuto la gara di puntata, giudicata da personaggi dello spettacolo (cantanti, ballerini, conduttori televisivi etc.); in ogni gara (dalla seconda alla diciassettesima settimana) l'ultimo in classifica va in sfida contro un candidato individuato dalla produzione. A partire dalla diciottesima settimana i primi classificati, sempre nella gara settimanale, possono tentare l'accesso al serale.
Eliminazione
L'eliminazione dei concorrenti avviene mediante tre modalità:
- Per decisione del proprio professore di riferimento.
- Per sostituzione da parte del proprio professore con un nuovo allievo.
- A seguito della sconfitta in una sfida.

Accesso al serale
In un primo momento il passaggio al serale per gli allievi avviene solo sotto decisione del/la proprio/a insegnante, tramite scelta diretta o a seguito di una verifica fatta dallo/a stesso/a, ma a seguito di una richiesta fatta alla produzione (e poi accettata) questo avviene solo ed esclusivamente attraverso la totalità del consenso con un sì, degli insegnanti della categoria di appartenenza. L'accesso al serale esenta il/la concorrente dalla gara settimanale, e può essere annullato dal/la proprio/a professore/ssa di riferimento, in qualsiasi momento.

### Fase finale - serale
La puntata è suddivisa in tre partite, ciascuna delle quali è giocata tra due squadre, al meglio dei 3 punti. Al termine della prima partita i professori o i ragazzi (o entrambe le parti costituenti la squadra vincente) faranno due/tre nomi (a seconda di come viene richiesto dalla produzione) tra i concorrenti della squadra perdente che andranno a sfidarsi in un ballottaggio con eliminazione diretta fino alla seconda puntata, provvisoria dalla terza puntata. Al termine della seconda partita (e allo stesso modo per la terza manche) i tre concorrenti, nominati e a rischio eliminazione, si sfidano tra loro per decretare l’eliminato provvisorio.
Al termine della puntata, gli eliminati provvisori si sfidano in un ultimo ballottaggio per decretare l'eliminazione definitiva di un concorrente. A giudicare le singole sfide e i ballottaggi è solo ed esclusivamente la giuria.
Per decidere chi inizia la prima manche si svolge durante la settimana una piccola gara svolta da un componente di canto e uno di ballo per ogni squadra, giudicati da due commissari esterni per categoria: chi ottiene la media più alta ottiene il boccino. A partire dalla sesta puntata, la stessa gara viene svolta anche in puntata (questa volta sotto giudizio della giuria), per decretare il vincitore del boccino riguardante anche la seconda e terza partita. Inoltre la squadra che conduce la partita ha la possibilità di scegliere la squadra da affrontare e nelle varie sfide chi e quali prove schierare (guanti di sfida compresi), anche della squadra opposta, a cui spetta in maniera esclusiva indicare il contenuto della prova o tutt'al più un o più concorrente/i da affiancare a quello schierato dalla squadra avversaria.

## Corpo docente e concorrenti
Vincitore
     Secondo classificato
     Finalista
     Eliminato/a
     Ritirato/a
N.B. : Con il simbolo  vengono contraddistinti gli allievi ammessi alla fase serale del programma
| Canto                                              | Canto                                              | Canto                                              |                         | Ballo                                                  | Ballo                                                  | Ballo                                                  |
| Professori                                         | Professori                                         | Professori                                         | Professori              | Professori                                             | Professori                                             | Professori                                             |
| -------------------------------------------------- | -------------------------------------------------- | -------------------------------------------------- | ----------------------- | ------------------------------------------------------ | ------------------------------------------------------ | ------------------------------------------------------ |
| - Rudy Zerbi - Lorella Cuccarini - Anna Pettinelli | - Rudy Zerbi - Lorella Cuccarini - Anna Pettinelli | - Rudy Zerbi - Lorella Cuccarini - Anna Pettinelli |                         | - Alessandra Celentano - Deborah Lettieri - Emanuel Lo | - Alessandra Celentano - Deborah Lettieri - Emanuel Lo | - Alessandra Celentano - Deborah Lettieri - Emanuel Lo |
| Concorrenti                                        |                                                    |                                                    |                         |                                                        |                                                        |                                                        |
| Posizione                                          | Nome                                               | Disciplina                                         |                         | Posizione                                              | Nome                                                   | Disciplina                                             |
| 2                                                  | Trigno (Pietro Bagnadentro)                        | cantautorato                                       | 1                       | Daniele Doria                                          | ballo                                                  |                                                        |
| 4                                                  | Antonia Nocca                                      | cantautorato                                       | 3                       | Alessia Pecchia                                        | latino                                                 |                                                        |
| 6                                                  | Nicolò Filippucci                                  | cantautorato                                       | 5                       | Francesco Fasano                                       | classico                                               |                                                        |
| 7                                                  | Jacopo Sol (Jacopo Pio Porporino)                  | cantautorato                                       | 8                       | Chiara Bacci                                           | classico                                               |                                                        |
| 9                                                  | Senza Cri (Cristiana Carella)                      | cantautorato                                       | 10                      | Francesca Bosco                                        | ballo                                                  |                                                        |
| 11                                                 | Chiamamifaro (Angelica Cristiana Gori)             | cantautorato                                       | 13                      | Raffaella Mitaritonna                                  | latino                                                 |                                                        |
| 12                                                 | Luk3 (Luca Pasquariello)                           | cantautorato                                       | 15                      | Asia De Figlio                                         | hip-hop                                                |                                                        |
| 14                                                 | Vybes (Gabriel Monaco)                             | cantautorato                                       | 16                      | Dandy (Daniele Cipriano)                               | hip-hop                                                |                                                        |
| Deddè (Gabriele Giuseppe Mazza)                    | Deddè (Gabriele Giuseppe Mazza)                    | cantautorato                                       | Antonio Affortunato     | Antonio Affortunato                                    | ballo                                                  |                                                        |
| Mollenbeck (Samuele Mollenbeck)                    | Mollenbeck (Samuele Mollenbeck)                    | cantautorato                                       | Giorgia Conti           | Giorgia Conti                                          | hip-hop                                                |                                                        |
| Ilan Muccino                                       | Ilan Muccino                                       | cantautorato                                       | Alessio Di Ponzio       | Alessio Di Ponzio                                      | hip-hop                                                |                                                        |
| Diego Lazzari                                      | Diego Lazzari                                      | cantautorato                                       | Teodora Olivia Martinez | Teodora Olivia Martinez                                | classico                                               |                                                        |
| Alena Casarino                                     | Alena Casarino                                     | cantautorato                                       | Rebecca Ferreri         | Rebecca Ferreri                                        | ballo                                                  |                                                        |
|                                                    |                                                    |                                                    | Sienna Osborne          | Sienna Osborne                                         | ballo                                                  |                                                        |
| Gabriele Baio                                      | Gabriele Baio                                      | ballo                                              |                         |                                                        |                                                        |                                                        |

## Fase iniziale - pomeridiano
Il programma, condotto da Maria De Filippi, è andato in onda nella sua fase iniziale su Canale 5 dal 29 settembre 2024 al 9 marzo 2025 con lo speciale della domenica pomeriggio in onda dalle 14:00 alle 16:00. La classe è composta da 16 allievi (8 cantanti e 8 ballerini), non suddivisi in squadre (motivo per il quale possiedono tutti un'unica felpa dello stesso colore: celeste durante la fase iniziale) ma a team per professori di riferimento, in base alla categoria di appartenenza. I concorrenti vivono insieme in una sola casa, situata nelle vicinanze dello studio del programma. 

### Tabellone dello svolgimento
RZ   Team di Rudy Zerbi

  LC   Team di Lorella Cuccarini

  AP   Team di Anna Pettinelli
  AC   Team di Alessandra Celentano

  DL   Team di Deborah Lettieri

  EL   Team di Emanuel Lo
  O   Ottiene il banco

  M   Mantiene il banco

  S   Sfida per classifica/prof/provvedimento disciplinare

  –   Non si esibisce, rinconfermato/a
  G   Giudizio sospeso

  A   Accede al serale / Concorrente al serale

  E   Eliminato/a

  R   Ritirato/a
| Concorrente | Concorrente  | Settimane   | Settimane   | Settimane   | Settimane   | Settimane   | Settimane   | Settimane   | Settimane   | Settimane   | Settimane   | Settimane   | Settimane   | Settimane   | Settimane   | Settimane   | Settimane   | Settimane   | Settimane   | Settimane   | Settimane   | Settimane   | Settimane   | Settimane   | Settimane | Settimane | Settimane | Settimane | Settimane |
| Concorrente | Concorrente  | 1           | 1           | 2           | 3           | 4           | 5           | 6           | 7           | 7           | 8           | 8           | 9           | 10          | 10          | 11          | 12          | 12          | 13          | 13          | 14          | 15          | 16          | 17          | 18        | 19        | 20        | 21        | 22        |
| ----------- | ------------ | ----------- | ----------- | ----------- | ----------- | ----------- | ----------- | ----------- | ----------- | ----------- | ----------- | ----------- | ----------- | ----------- | ----------- | ----------- | ----------- | ----------- | ----------- | ----------- | ----------- | ----------- | ----------- | ----------- | --------- | --------- | --------- | --------- | --------- |
| AC          | Alessia      | O           | O           | M           | M           | M           | G           | M           | S           | G           | M           | M           | M           | M           | M           | M           | M           | M           | M           | M           | M           | M           | M           | M           | A         | A         | A         | A         | A         |
| RZ          | Antonia      | Non in gara | Non in gara | Non in gara | Non in gara | Non in gara | Non in gara | Non in gara | Non in gara | Non in gara | O           | O           | M           | M           | M           | M           | S           | S           | M           | M           | M           | M           | M           | M           | A         | A         | A         | A         | A         |
| EL          | Asia         | Non in gara | Non in gara | Non in gara | Non in gara | Non in gara | Non in gara | Non in gara | Non in gara | Non in gara | Non in gara | Non in gara | Non in gara | Non in gara | Non in gara | Non in gara | Non in gara | Non in gara | Non in gara | Non in gara | Non in gara | Non in gara | Non in gara | O           | M         | A         | A         | A         | A         |
| AC          | Chiara       | O           | O           | M           | M           | M           | M           | –           | G           | G           | G           | G           | –           | S           | S           | M           | M           | M           | M           | M           | M           | M           | M           | M           | M         | A         | A         | A         | A         |
| EL          | Francesco    | Non in gara | Non in gara | Non in gara | Non in gara | Non in gara | Non in gara | Non in gara | Non in gara | Non in gara | Non in gara | Non in gara | Non in gara | Non in gara | Non in gara | Non in gara | Non in gara | Non in gara | Non in gara | Non in gara | Non in gara | Non in gara | Non in gara | M           | M         | A         | A         | A         | A         |
| AP          | Nicolò       | O           | O           | M           | M           | M           | M           | M           | M           | M           | M           | M           | M           | M           | M           | M           | S           | S           | M           | M           | S           | M           | S           | M           | M         | A         | A         | A         | A         |
| DL          | Francesca    | Non in gara | Non in gara | Non in gara | Non in gara | Non in gara | Non in gara | Non in gara | M           | M           | M           | M           | M           | M           | M           | M           | M           | M           | M           | M           | M           | M           | G           | M           | M         | M         | A         | A         | A         |
| RZ          | Jacopo Sol   | Non in gara | Non in gara | Non in gara | Non in gara | Non in gara | Non in gara | Non in gara | Non in gara | Non in gara | Non in gara | Non in gara | Non in gara | Non in gara | Non in gara | Non in gara | M           | M           | M           | M           | M           | M           | M           | M           | M         | –         | A         | A         | A         |
| RZ          | Chiamamifaro | Non in gara | Non in gara | Non in gara | O           | M           | M           | M           | S           | S           | M           | M           | M           | M           | M           | M           | S           | S           | M           | M           | M           | M           | M           | M           | M         | M         | M         | A         | A         |
| AC          | Daniele      | O           | O           | M           | M           | M           | M           | M           | G           | G           | G           | G           | M           | M           | M           | M           | M           | M           | M           | M           | M           | M           | M           | M           | –         | –         | –         | A         | A         |
| DL          | Raffaella    | Non in gara | Non in gara | Non in gara | Non in gara | Non in gara | Non in gara | Non in gara | Non in gara | Non in gara | Non in gara | Non in gara | Non in gara | Non in gara | Non in gara | Non in gara | Non in gara | Non in gara | Non in gara | Non in gara | Non in gara | Non in gara | Non in gara | Non in gara | O         | M         | –         | A         | A         |
| DL          | Dandy        | Non in gara | Non in gara | Non in gara | Non in gara | Non in gara | Non in gara | Non in gara | Non in gara | Non in gara | O           | O           | M           | M           | M           | S           | M           | M           | S           | S           | M           | S           | M           | M           | M         | –         | –         | –         | A         |
| LC          | Luk3         | O           | O           | M           | M           | M           | S           | M           | S           | S           | M           | M           | S           | M           | S           | M           | M           | M           | –           | –           | M           | M           | M           | M           | M         | M         | M         | M         | A         |
| LC          | Senza Cri    | O           | O           | M           | S           | M           | M           | M           | M           | M           | M           | M           | M           | M           | M           | M           | M           | M           | M           | M           | –           | –           | M           | M           | M         | M         | –         | M         | A         |
| AP          | Trigno       | O           | O           | M           | M           | S           | M           | G           | M           | M           | M           | M           | M           | M           | M           | S           | M           | S           | M           | M           | G           | G           | M           | S           | M         | M         | M         | M         | A         |
| RZ          | Vybes        | O           | O           | M           | M           | M           | M           | M           | M           | M           | S           | S           | M           | M           | M           | M           | S           | S           | M           | S           | M           | M           | M           | M           | M         | M         | M         | M         | A         |
| AP          | Deddè        | Non in gara | Non in gara | Non in gara | Non in gara | Non in gara | Non in gara | Non in gara | Non in gara | Non in gara | Non in gara | Non in gara | Non in gara | Non in gara | Non in gara | Non in gara | O           | O           | M           | M           | M           | S           | M           | M           | M         | M         | M         | M         | E         |
| DL          | Antonio      | Non in gara | Non in gara | Non in gara | Non in gara | Non in gara | Non in gara | Non in gara | Non in gara | Non in gara | Non in gara | Non in gara | Non in gara | Non in gara | Non in gara | Non in gara | Non in gara | Non in gara | Non in gara | Non in gara | Non in gara | O           | M           | S           | M         | E         |           |           |           |
| LC          | Mollenbeck   | Non in gara | Non in gara | Non in gara | Non in gara | Non in gara | Non in gara | Non in gara | Non in gara | Non in gara | Non in gara | Non in gara | Non in gara | Non in gara | Non in gara | O           | M           | M           | S           | S           | M           | M           | M           | M           | M         | E         |           |           |           |
| EL          | Giorgia      | Non in gara | Non in gara | Non in gara | Non in gara | Non in gara | Non in gara | Non in gara | Non in gara | Non in gara | Non in gara | Non in gara | Non in gara | Non in gara | Non in gara | Non in gara | Non in gara | Non in gara | O           | O           | S           | M           | S           | E           |           |           |           |           |           |
| EL          | Alessio      | O           | O           | M           | M           | M           | M           | M           | M           | M           | M           | M           | M           | M           | M           | M           | S           | S           | M           | M           | M           | M           | R           |             |           |           |           |           |           |
| AP          | Ilan         | O           | O           | M           | M           | M           | M           | S           | M           | M           | M           | M           | M           | M           | M           | M           | S           | S           | M           | M           | E           |             |             |             |           |           |           |           |           |
| DL          | Teodora      | O           | O           | M           | S           | M           | S           | M           | M           | M           | M           | M           | S           | –           | –           | –           | –           | –           | E           | E           |             |             |             |             |           |           |           |           |           |
| LC          | Diego        | O           | O           | M           | M           | M           | M           | M           | M           | M           | M           | M           | M           | S           | S           | E           |             |             |             |             |             |             |             |             |           |           |           |           |           |
| DL          | Rebecca      | O           | O           | M           | M           | S           | M           | M           | M           | M           | S           | E           |             |             |             |             |             |             |             |             |             |             |             |             |           |           |           |           |           |
| EL          | Sienna       | O           | O           | S           | M           | M           | M           | S           | E           | E           |             |             |             |             |             |             |             |             |             |             |             |             |             |             |           |           |           |           |           |
| RZ          | Alena        | O           | O           | S           | E           |             |             |             |             |             |             |             |             |             |             |             |             |             |             |             |             |             |             |             |           |           |           |           |           |
| DL          | Gabriele     | O           | R           |             |             |             |             |             |             |             |             |             |             |             |             |             |             |             |             |             |             |             |             |             |           |           |           |           |           |

### Svolgimento delle puntate
Ogni settimana gli allievi sostengono una gara giudicata da personaggi dello spettacolo (cantanti, ballerini, conduttori televisivi etc.). In ogni gara l'ultimo in classifica va in sfida (dalla seconda fino alla diciassettesima settimana) mentre il primo classificato (a partire dalla diciottesima settimana) può tentare l'accesso al serale.
Legenda:

Allievo/a candidato al serale

Allievo/a in sfida
Sfide
Ogni settimana affrontano una sfida contro un candidato esterno individuato dalla produzione gli ultimi classificati nel canto e nel ballo dell'ultima gara settimanale. Inoltre ogni professore può decidere di mettere in sfida un allievo di un altro professore contro un candidato da lui individuato. Le sfide possono infine avvenire come provvedimento disciplinare per decisione del proprio professore di riferimento. Le sfide sono sempre giudicate da un commissario esterno. Le sfide avvenute nel corso del programma sono (dove non diversamente specificato le sfide sono avvenute per il posizionamento nella gara settimanale).
Esami per l'accesso al serale
A partire dalla diciottesima settimana si svolgono gli esami di accesso per la fase serale del programma, svolti dai professori nei confronti degli allievi, in base alla categoria di appartenenza.
 Sì ottenuto come preferenza per l'accesso al serale
 No provvisorio ottenuto come preferenza per l'accesso al serale
 No definitivo ottenuto come preferenza per l'accesso al serale
| Settimana 1 | Settimana 1 | Settimana 1 | Settimana 1 | Settimana 1 | Settimana 1 | Settimana 1 | | Settimana 2 | Settimana 2 | Settimana 2 | Settimana 2 | Settimana 2 | Settimana 2 | Settimana 2  |
| Ballo | Ballo | Ballo | | Canto | Canto | Canto | Classifica di ballo di Eleonora Abbagnato | Classifica di ballo di Eleonora Abbagnato | Classifica di ballo di Eleonora Abbagnato | | Classifica di canto di Gigi D'Alessio | Classifica di canto di Gigi D'Alessio | Classifica di canto di Gigi D'Alessio |              |
| Allievo | Esibizione | Team | Allievo | Esibizione | Team | Allievo | Esibizione | Pos. | Allievo | Esibizione | Pos. | | |              |
| Alessia | Sesso e samba | A. Celentano | Ilan | Inverno (inedito) | R. Zerbi | Teodora | Calling You | 1° | Nicolò | Beautiful things | 1° | | |              |
| Alessia | Sway | A. Celentano | Ilan | Hold back the river | R. Zerbi | Daniele | Crazy | 2° | Vybes | Sciamu a ballare | 2° | | |              |
| Chiara | (You make me feel like) A natural woman | A. Celentano | Vybes | Standard (inedito) | R. Zerbi | Chiara | Est-ce que tu m'aimes? | 3° | Ilan | Amore che vieni, amore che vai | 3° | | |              |
| Daniele | Mine | A. Celentano | Alena | Autogrill (inedito) | R. Zerbi | Rebecca | Marzo | 4° | Senza Cri | Luna | 4° | | |              |
| Alessio | Cash In Cash Out | E. Lo | Diego | Vorrei chiamarti (inedito) | R. Zerbi | Alessio | Ra ta ta | 5° | Trigno | Use somebody | 5° | | |              |
| Sienna | Toxic | E. Lo | Senza Cri | Madrid (inedito) | L. Cuccarini | Alessia | Si antes te hubiera conocido | 6° | Luk3 | Mary | 6° | | |              |
| Gabriele | Amandoti | D. Lettieri | Luk3 | Parigi in motorino (inedito) | L. Cuccarini | Sienna | Me against the music | 7° | Diego | La musica non c'è | 7° | | |              |
| Rebecca | Ashes | D. Lettieri | Trigno | Maledetta Milano (inedito) | A. Pettinelli | | | | Alena | Niente canzoni d'amore | 8° | | |              |
| Teodora | Vecina Viejecita (Bulerías) | D. Lettieri | Nicolò | Lose control | A. Pettinelli | | | | | | | | |              |
| Note | Note | Note | Note | Note | Note | Note | Note | Note | Note | Note | Note | Note | Note |              |
| Gabriele si ritira per motivi personali | Gabriele si ritira per motivi personali | Gabriele si ritira per motivi personali | Gabriele si ritira per motivi personali | Gabriele si ritira per motivi personali | Gabriele si ritira per motivi personali | Gabriele si ritira per motivi personali | Alessia esegue Tu si na cosa grande come compito assegnato da D. Lettieri | Alessia esegue Tu si na cosa grande come compito assegnato da D. Lettieri | Alessia esegue Tu si na cosa grande come compito assegnato da D. Lettieri | Alessia esegue Tu si na cosa grande come compito assegnato da D. Lettieri | Alessia esegue Tu si na cosa grande come compito assegnato da D. Lettieri | Alessia esegue Tu si na cosa grande come compito assegnato da D. Lettieri | Alessia esegue Tu si na cosa grande come compito assegnato da D. Lettieri |              |
| Luk3 e Senza Cri decidono di entrare a far parte del team di L. Cuccarini, scegliendo tra il suo e quello di A. Pettinelli | Luk3 e Senza Cri decidono di entrare a far parte del team di L. Cuccarini, scegliendo tra il suo e quello di A. Pettinelli | Luk3 e Senza Cri decidono di entrare a far parte del team di L. Cuccarini, scegliendo tra il suo e quello di A. Pettinelli | Luk3 e Senza Cri decidono di entrare a far parte del team di L. Cuccarini, scegliendo tra il suo e quello di A. Pettinelli | Luk3 e Senza Cri decidono di entrare a far parte del team di L. Cuccarini, scegliendo tra il suo e quello di A. Pettinelli | Luk3 e Senza Cri decidono di entrare a far parte del team di L. Cuccarini, scegliendo tra il suo e quello di A. Pettinelli | Luk3 e Senza Cri decidono di entrare a far parte del team di L. Cuccarini, scegliendo tra il suo e quello di A. Pettinelli | Sienna esegue L'appuntamento come compito assegnato da D. Lettieri | Sienna esegue L'appuntamento come compito assegnato da D. Lettieri | Sienna esegue L'appuntamento come compito assegnato da D. Lettieri | Sienna esegue L'appuntamento come compito assegnato da D. Lettieri | Sienna esegue L'appuntamento come compito assegnato da D. Lettieri | Sienna esegue L'appuntamento come compito assegnato da D. Lettieri | Sienna esegue L'appuntamento come compito assegnato da D. Lettieri |              |
| Ilan decide di entrare a far parte del team di R. Zerbi, scegliendo tra il suo e quello di A. Pettinelli | | | | | | | | | | | | | |              |
| | | | | | | | | | | | | | |              |
| Settimana 3 | Settimana 3 | Settimana 3 | Settimana 3 | Settimana 3 | Settimana 3 | Settimana 3 | | Settimana 4 | Settimana 4 | Settimana 4 | Settimana 4 | Settimana 4 | Settimana 4 | Settimana 4  |
| Classifica di ballo di Kledi Kadiu | Classifica di ballo di Kledi Kadiu | Classifica di ballo di Kledi Kadiu | | Classifica di canto di Fiorella Mannoia | Classifica di canto di Fiorella Mannoia | Classifica di canto di Fiorella Mannoia | Classifica di ballo di Rossella Brescia | Classifica di ballo di Rossella Brescia | Classifica di ballo di Rossella Brescia | | Classifica di canto di Arisa | Classifica di canto di Arisa | Classifica di canto di Arisa |              |
| Allievo | Esibizione | Pos. | Allievo | Esibizione | Pos. | Allievo | Esibizione | Pos. | Allievo | Esibizione | Pos. | | |              |
| Daniele | Burnitup! | 1° | Nicolò | Sono solo parole | 1° | Daniele | Solo | 1° | Diego | Offeso | 1° | | |              |
| Alessia | Paso doble | 2° | Trigno | Ragazza triste | 2° | Alessia | We will rock you | 2° | Luk3 | Se bruciasse la città | 2° | | |              |
| Rebecca | L'amore in bocca | 3° | Ilan | Free fallin | 3° | Chiara | Shape of my heart | 3° | Chiamamifaro | A mano a mano | 3° | | |              |
| Chiara | Fame | 4° | Diego | Bisogna imparare ad amarsi | 4° | Sienna | It's ok i'm ok | 4° | Nicolò | Rossetto e caffè | 4° | | |              |
| Alessio | Die with a smile | 5° | Vybes | Albachiara | 5° | Alessio | Chunky | 5° | Ilan | Iron Sky | 5° | | |              |
| Teodora | Malo | 6° | Luk3 | Nu juorno buono | 6° | Rebecca | Sempre sarai | 6° | Vybes | Lose Yourself | 6° | | |              |
| | | | Senza Cri | Splash | 7° | | | | Trigno | Amore disperato | 7° | | |              |
| Note | Note | Note | Note | Note | Note | Note | Note | Note | Note | Note | Note | Note | Note |              |
| Rebecca esegue Espresso come compito assegnato da A. Celentano | Rebecca esegue Espresso come compito assegnato da A. Celentano | Rebecca esegue Espresso come compito assegnato da A. Celentano | Rebecca esegue Espresso come compito assegnato da A. Celentano | Rebecca esegue Espresso come compito assegnato da A. Celentano | Rebecca esegue Espresso come compito assegnato da A. Celentano | Rebecca esegue Espresso come compito assegnato da A. Celentano | Sienna esegue Love in the dark come prova di sbarramento (a seguito della proposta di eliminazione ricevuta) | Sienna esegue Love in the dark come prova di sbarramento (a seguito della proposta di eliminazione ricevuta) | Sienna esegue Love in the dark come prova di sbarramento (a seguito della proposta di eliminazione ricevuta) | Sienna esegue Love in the dark come prova di sbarramento (a seguito della proposta di eliminazione ricevuta) | Sienna esegue Love in the dark come prova di sbarramento (a seguito della proposta di eliminazione ricevuta) | Sienna esegue Love in the dark come prova di sbarramento (a seguito della proposta di eliminazione ricevuta) | Sienna esegue Love in the dark come prova di sbarramento (a seguito della proposta di eliminazione ricevuta) |              |
| Nicolò esegue Abissale come compito assegnato da R. Zerbi | Nicolò esegue Abissale come compito assegnato da R. Zerbi | Nicolò esegue Abissale come compito assegnato da R. Zerbi | Nicolò esegue Abissale come compito assegnato da R. Zerbi | Nicolò esegue Abissale come compito assegnato da R. Zerbi | Nicolò esegue Abissale come compito assegnato da R. Zerbi | Nicolò esegue Abissale come compito assegnato da R. Zerbi | Diego esegue (I can't get no) Satisfaction come compito assegnato da A. Pettinelli | Diego esegue (I can't get no) Satisfaction come compito assegnato da A. Pettinelli | Diego esegue (I can't get no) Satisfaction come compito assegnato da A. Pettinelli | Diego esegue (I can't get no) Satisfaction come compito assegnato da A. Pettinelli | Diego esegue (I can't get no) Satisfaction come compito assegnato da A. Pettinelli | Diego esegue (I can't get no) Satisfaction come compito assegnato da A. Pettinelli | Diego esegue (I can't get no) Satisfaction come compito assegnato da A. Pettinelli |              |
| Sfide | Sfide | Sfide | Sfide | Sfide | Sfide | Sfide | Luk3 esegue Eyes Closed come compito assegnato da A. Pettinelli | Luk3 esegue Eyes Closed come compito assegnato da A. Pettinelli | Luk3 esegue Eyes Closed come compito assegnato da A. Pettinelli | Luk3 esegue Eyes Closed come compito assegnato da A. Pettinelli | Luk3 esegue Eyes Closed come compito assegnato da A. Pettinelli | Luk3 esegue Eyes Closed come compito assegnato da A. Pettinelli | Luk3 esegue Eyes Closed come compito assegnato da A. Pettinelli |              |
| Sienna che balla su Lose My Breath vince la sfida giudicata da Garrison Rochelle contro Matias che balla su Beggin | Sienna che balla su Lose My Breath vince la sfida giudicata da Garrison Rochelle contro Matias che balla su Beggin | Sienna che balla su Lose My Breath vince la sfida giudicata da Garrison Rochelle contro Matias che balla su Beggin | Sienna che balla su Lose My Breath vince la sfida giudicata da Garrison Rochelle contro Matias che balla su Beggin | Sienna che balla su Lose My Breath vince la sfida giudicata da Garrison Rochelle contro Matias che balla su Beggin | Sienna che balla su Lose My Breath vince la sfida giudicata da Garrison Rochelle contro Matias che balla su Beggin | Sienna che balla su Lose My Breath vince la sfida giudicata da Garrison Rochelle contro Matias che balla su Beggin | Sfide | Sfide | Sfide | Sfide | Sfide | Sfide | Sfide |              |
| Alena che canta Autogrill (inedito) perde la sfida giudicata da Charlie Rapino contro Chiamamifaro che canta Amarcord (inedito). Chiamamifaro entra quindi nella scuola eliminando Alena.                                                         | Alena che canta Autogrill (inedito) perde la sfida giudicata da Charlie Rapino contro Chiamamifaro che canta Amarcord (inedito). Chiamamifaro entra quindi nella scuola eliminando Alena.                                                         | Alena che canta Autogrill (inedito) perde la sfida giudicata da Charlie Rapino contro Chiamamifaro che canta Amarcord (inedito). Chiamamifaro entra quindi nella scuola eliminando Alena.                                                         | Alena che canta Autogrill (inedito) perde la sfida giudicata da Charlie Rapino contro Chiamamifaro che canta Amarcord (inedito). Chiamamifaro entra quindi nella scuola eliminando Alena.                                                         | Alena che canta Autogrill (inedito) perde la sfida giudicata da Charlie Rapino contro Chiamamifaro che canta Amarcord (inedito). Chiamamifaro entra quindi nella scuola eliminando Alena.                                                         | Alena che canta Autogrill (inedito) perde la sfida giudicata da Charlie Rapino contro Chiamamifaro che canta Amarcord (inedito). Chiamamifaro entra quindi nella scuola eliminando Alena.                                                         | Alena che canta Autogrill (inedito) perde la sfida giudicata da Charlie Rapino contro Chiamamifaro che canta Amarcord (inedito). Chiamamifaro entra quindi nella scuola eliminando Alena.                                                         | Teodora che balla su La foule vince la sfida giudicata da Francesca Bernabini contro Giorgia che balla su Guataquí.                                                                                              | Teodora che balla su La foule vince la sfida giudicata da Francesca Bernabini contro Giorgia che balla su Guataquí.                                                                                              | Teodora che balla su La foule vince la sfida giudicata da Francesca Bernabini contro Giorgia che balla su Guataquí.                                                                                              | Teodora che balla su La foule vince la sfida giudicata da Francesca Bernabini contro Giorgia che balla su Guataquí.                                                                                              | Teodora che balla su La foule vince la sfida giudicata da Francesca Bernabini contro Giorgia che balla su Guataquí.                                                                                              | Teodora che balla su La foule vince la sfida giudicata da Francesca Bernabini contro Giorgia che balla su Guataquí.                                                                                              | Teodora che balla su La foule vince la sfida giudicata da Francesca Bernabini contro Giorgia che balla su Guataquí.                                                                                              |              |
| | | | | | | | Senza Cri che canta Madrid (inedito) vince la sfida giudicata da Federica Abbate contro Bosa che canta Meglio della cioccolata (inedito).                                                                        | | | | | | |              |
| | | | | | | | | | | | | | |              |
| Settimana 5 | Settimana 5 | Settimana 5 | Settimana 5 | Settimana 5 | Settimana 5 | Settimana 5 | | Settimana 6 | Settimana 6 | Settimana 6 | Settimana 6 | Settimana 6 | Settimana 6 | Settimana 6  |
| Classifica di ballo di Virna Toppi | Classifica di ballo di Virna Toppi | Classifica di ballo di Virna Toppi | | Classifica di canto di Amadeus | Classifica di canto di Amadeus | Classifica di canto di Amadeus | Classifica di ballo di Oriella Dorella | Classifica di ballo di Oriella Dorella | Classifica di ballo di Oriella Dorella | | Classifica di canto di Michelangelo e Noemi | Classifica di canto di Michelangelo e Noemi | Classifica di canto di Michelangelo e Noemi |              |
| Allievo | Esibizione | Pos. | Allievo | Esibizione | Pos. | Allievo | Esibizione | Pos. | Allievo | Inedito | Pos. | | |              |
| Daniele | Galassie | 1° | Nicolò | Knocking on heaven's door | 1° | Daniele | Amore disperato | 1° | Chiamamifaro | Perché? | 1° | | |              |
| Alessia | Fever | 2° | Ilan | O forse sei tu | 2° | Alessio | Paprika | 2° | Vybes | Standard | 1° | | |              |
| Alessio | Zeri in più (Locura) | 3° | Senza Cri | Malibù | 3° | Alessia | Mi tierra | 3° | Senza Cri | Madrid | 2° | | |              |
| Sienna | Because of you | 4° | Vybes | Makumba | 4° | Rebecca | SOS | 4° | Diego | Il cielo è viola | 3° | | |              |
| Chiara | Fire in me | 5° | Diego | I'm yours | 5° | Sienna | Niente di male | 5° | Nicolò | Non mi dimenticherò | 4° | | |              |
| Teodora | Mil pasos | 6° | Chiamamifaro | Giudizi universali | 6° | | | | Ilan | Mezzocielo | 5° | | |              |
| | | | Luk3 | Sapore di sale | 7° | | | | | | | | |              |
| Note | Note | Note | Note | Note | Note | Note | Note | Note | Note | Note | Note | Note | Note |              |
| Alessia esegue Non voglio mica la luna come compito assegnato da D. Lettieri; viene sospesa per via di una insufficienza ricevuta dalla propria insegnante nel compito ricevuto                                                                   | Alessia esegue Non voglio mica la luna come compito assegnato da D. Lettieri; viene sospesa per via di una insufficienza ricevuta dalla propria insegnante nel compito ricevuto                                                                   | Alessia esegue Non voglio mica la luna come compito assegnato da D. Lettieri; viene sospesa per via di una insufficienza ricevuta dalla propria insegnante nel compito ricevuto                                                                   | Alessia esegue Non voglio mica la luna come compito assegnato da D. Lettieri; viene sospesa per via di una insufficienza ricevuta dalla propria insegnante nel compito ricevuto                                                                   | Alessia esegue Non voglio mica la luna come compito assegnato da D. Lettieri; viene sospesa per via di una insufficienza ricevuta dalla propria insegnante nel compito ricevuto                                                                   | Alessia esegue Non voglio mica la luna come compito assegnato da D. Lettieri; viene sospesa per via di una insufficienza ricevuta dalla propria insegnante nel compito ricevuto                                                                   | Alessia esegue Non voglio mica la luna come compito assegnato da D. Lettieri; viene sospesa per via di una insufficienza ricevuta dalla propria insegnante nel compito ricevuto                                                                   | Sienna esegue Cambia un uomo come compito assegnato da A. Celentano | Sienna esegue Cambia un uomo come compito assegnato da A. Celentano | Sienna esegue Cambia un uomo come compito assegnato da A. Celentano | Sienna esegue Cambia un uomo come compito assegnato da A. Celentano | Sienna esegue Cambia un uomo come compito assegnato da A. Celentano | Sienna esegue Cambia un uomo come compito assegnato da A. Celentano | Sienna esegue Cambia un uomo come compito assegnato da A. Celentano |              |
| Luk3 esegue Parigi in motorino (inedito) come prova di sbarramento (a seguito della proposta di eliminazione ricevuta) | Luk3 esegue Parigi in motorino (inedito) come prova di sbarramento (a seguito della proposta di eliminazione ricevuta) | Luk3 esegue Parigi in motorino (inedito) come prova di sbarramento (a seguito della proposta di eliminazione ricevuta) | Luk3 esegue Parigi in motorino (inedito) come prova di sbarramento (a seguito della proposta di eliminazione ricevuta) | Luk3 esegue Parigi in motorino (inedito) come prova di sbarramento (a seguito della proposta di eliminazione ricevuta) | Luk3 esegue Parigi in motorino (inedito) come prova di sbarramento (a seguito della proposta di eliminazione ricevuta) | Luk3 esegue Parigi in motorino (inedito) come prova di sbarramento (a seguito della proposta di eliminazione ricevuta) | Chiara non si esibisce ma è comunque riconfermata rimanendo in gara (fino alla decima settimana) | Chiara non si esibisce ma è comunque riconfermata rimanendo in gara (fino alla decima settimana) | Chiara non si esibisce ma è comunque riconfermata rimanendo in gara (fino alla decima settimana) | Chiara non si esibisce ma è comunque riconfermata rimanendo in gara (fino alla decima settimana) | Chiara non si esibisce ma è comunque riconfermata rimanendo in gara (fino alla decima settimana) | Chiara non si esibisce ma è comunque riconfermata rimanendo in gara (fino alla decima settimana) | Chiara non si esibisce ma è comunque riconfermata rimanendo in gara (fino alla decima settimana) |              |
| Sfide | Sfide | Sfide | Sfide | Sfide | Sfide | Sfide | Trigno viene sospeso dalla propria insegnante, a seguito di un provvedimento disciplinare | Trigno viene sospeso dalla propria insegnante, a seguito di un provvedimento disciplinare | Trigno viene sospeso dalla propria insegnante, a seguito di un provvedimento disciplinare | Trigno viene sospeso dalla propria insegnante, a seguito di un provvedimento disciplinare | Trigno viene sospeso dalla propria insegnante, a seguito di un provvedimento disciplinare | Trigno viene sospeso dalla propria insegnante, a seguito di un provvedimento disciplinare | Trigno viene sospeso dalla propria insegnante, a seguito di un provvedimento disciplinare |              |
| Rebecca che balla su American Woman vince la sfida giudicata da Marcello Sacchetta contro Sofia che balla su L'enfer. | Rebecca che balla su American Woman vince la sfida giudicata da Marcello Sacchetta contro Sofia che balla su L'enfer. | Rebecca che balla su American Woman vince la sfida giudicata da Marcello Sacchetta contro Sofia che balla su L'enfer. | Rebecca che balla su American Woman vince la sfida giudicata da Marcello Sacchetta contro Sofia che balla su L'enfer. | Rebecca che balla su American Woman vince la sfida giudicata da Marcello Sacchetta contro Sofia che balla su L'enfer. | Rebecca che balla su American Woman vince la sfida giudicata da Marcello Sacchetta contro Sofia che balla su L'enfer. | Rebecca che balla su American Woman vince la sfida giudicata da Marcello Sacchetta contro Sofia che balla su L'enfer. | Sfide | Sfide | Sfide | Sfide | Sfide | Sfide | Sfide |              |
| Trigno che canta Maledetta Milano (inedito) vince la sfida giudicata da Rory Di Benedetto contro Opi che canta Niente di meglio di te (inedito)                                                                                                   | Trigno che canta Maledetta Milano (inedito) vince la sfida giudicata da Rory Di Benedetto contro Opi che canta Niente di meglio di te (inedito)                                                                                                   | Trigno che canta Maledetta Milano (inedito) vince la sfida giudicata da Rory Di Benedetto contro Opi che canta Niente di meglio di te (inedito)                                                                                                   | Trigno che canta Maledetta Milano (inedito) vince la sfida giudicata da Rory Di Benedetto contro Opi che canta Niente di meglio di te (inedito)                                                                                                   | Trigno che canta Maledetta Milano (inedito) vince la sfida giudicata da Rory Di Benedetto contro Opi che canta Niente di meglio di te (inedito)                                                                                                   | Trigno che canta Maledetta Milano (inedito) vince la sfida giudicata da Rory Di Benedetto contro Opi che canta Niente di meglio di te (inedito)                                                                                                   | Trigno che canta Maledetta Milano (inedito) vince la sfida giudicata da Rory Di Benedetto contro Opi che canta Niente di meglio di te (inedito)                                                                                                   | Teodora che balla su Dernière danse vince la sfida giudicata da Garrison Rochelle contro Mattia che balla su Chiamami ancora amore.                                                                              | Teodora che balla su Dernière danse vince la sfida giudicata da Garrison Rochelle contro Mattia che balla su Chiamami ancora amore.                                                                              | Teodora che balla su Dernière danse vince la sfida giudicata da Garrison Rochelle contro Mattia che balla su Chiamami ancora amore.                                                                              | Teodora che balla su Dernière danse vince la sfida giudicata da Garrison Rochelle contro Mattia che balla su Chiamami ancora amore.                                                                              | Teodora che balla su Dernière danse vince la sfida giudicata da Garrison Rochelle contro Mattia che balla su Chiamami ancora amore.                                                                              | Teodora che balla su Dernière danse vince la sfida giudicata da Garrison Rochelle contro Mattia che balla su Chiamami ancora amore.                                                                              | Teodora che balla su Dernière danse vince la sfida giudicata da Garrison Rochelle contro Mattia che balla su Chiamami ancora amore.                                                                              |              |
| | | | | | | | Luk3 che canta Parigi in motorino (inedito) vince la sfida giudicata da Paolo Giordano contro Saturno che canta Hai delle isole negli occhi (inedito).                                                           | | | | | | |              |
| | | | | | | | | | | | | | |              |
| Settimana 7 | Settimana 7 | Settimana 7 | Settimana 7 | Settimana 7 | Settimana 7 | Settimana 7 | | Settimana 8 | Settimana 8 | Settimana 8 | Settimana 8 | Settimana 8 | Settimana 8 | Settimana 8  |
| Classifica di ballo di Veronica Peparini | Classifica di ballo di Veronica Peparini | Classifica di ballo di Veronica Peparini | | Classifica di canto di Ermal Meta e Cristiano Malgioglio | Classifica di canto di Ermal Meta e Cristiano Malgioglio | Classifica di canto di Ermal Meta e Cristiano Malgioglio | Classifica di ballo di Irma Di Paola | Classifica di ballo di Irma Di Paola | Classifica di ballo di Irma Di Paola | | Classifica di canto di Carlo Verdone e Tananai | Classifica di canto di Carlo Verdone e Tananai | Classifica di canto di Carlo Verdone e Tananai |              |
| Allievo | Esibizione | Pos. | Allievo | Esibizione | Pos. | Allievo | Esibizione | Pos. | Allievo | Esibizione | Pos. | | |              |
| Alessio | Girls | 1° | Chiamamifaro | Torn | 1° | Francesca | All of me | 1° | Nicolò | Piccola anima | 1° | | |              |
| Daniele | Ora che non ho più te | 2° | Nicolò | Nessun grado di separazione | 2° | Alessio | Per due come noi | 2° | Antonia | People Help the People | 2° | | |              |
| Rebecca | Shake it up | 3° | Vybes | Remedios | 3° | Teodora | Un año de amor | 3° | Senza Cri | Nothing Compares 2 U | 3° | | |              |
| Teodora | Dusk till down | 4° | Senza Cri | Cenere | 4° | Alessia | Diferente | 4° | Diego | Poetica | 4° | | |              |
| Alessia | Bzrp Music Sessions Vol. 53 | 5° | Trigno | Gli anni | 5° | Rebecca | Cuore amaro | 5° | Ilan | Solo 3 minuti | 5° | | |              |
| | | | Diego | Una canzone per te | 6° | | | | Trigno | Walk on the wild side | 6° | | |              |
| Luk3 | Ti raggiungerò | 7° | Vybes | Destra - Sinistra | 7° | | | | | | | | |              |
| Note | Note | Note | Note | Note | Note | Note | Note | Note | Note | Note | Note | Note | Note |              |
| Rebecca esegue I have nothing come compito assegnato da A. Celentano | Rebecca esegue I have nothing come compito assegnato da A. Celentano | Rebecca esegue I have nothing come compito assegnato da A. Celentano | Rebecca esegue I have nothing come compito assegnato da A. Celentano | Rebecca esegue I have nothing come compito assegnato da A. Celentano | Rebecca esegue I have nothing come compito assegnato da A. Celentano | Rebecca esegue I have nothing come compito assegnato da A. Celentano | Francesca cambia insegnante di riferimento passando dal team di E. Lo a quello di D. Lettieri | Francesca cambia insegnante di riferimento passando dal team di E. Lo a quello di D. Lettieri | Francesca cambia insegnante di riferimento passando dal team di E. Lo a quello di D. Lettieri | Francesca cambia insegnante di riferimento passando dal team di E. Lo a quello di D. Lettieri | Francesca cambia insegnante di riferimento passando dal team di E. Lo a quello di D. Lettieri | Francesca cambia insegnante di riferimento passando dal team di E. Lo a quello di D. Lettieri | Francesca cambia insegnante di riferimento passando dal team di E. Lo a quello di D. Lettieri |              |
| Alessia esegue 30 °C come compito assegnato da E. Lo | Alessia esegue 30 °C come compito assegnato da E. Lo | Alessia esegue 30 °C come compito assegnato da E. Lo | Alessia esegue 30 °C come compito assegnato da E. Lo | Alessia esegue 30 °C come compito assegnato da E. Lo | Alessia esegue 30 °C come compito assegnato da E. Lo | Alessia esegue 30 °C come compito assegnato da E. Lo | Antonia entra nella scuola sostituendo Diego ed entrando nel team di R. Zerbi | Antonia entra nella scuola sostituendo Diego ed entrando nel team di R. Zerbi | Antonia entra nella scuola sostituendo Diego ed entrando nel team di R. Zerbi | Antonia entra nella scuola sostituendo Diego ed entrando nel team di R. Zerbi | Antonia entra nella scuola sostituendo Diego ed entrando nel team di R. Zerbi | Antonia entra nella scuola sostituendo Diego ed entrando nel team di R. Zerbi | Antonia entra nella scuola sostituendo Diego ed entrando nel team di R. Zerbi |              |
| Alessia, Chiara e Daniele vengono sospesi dalla propria insegnante, a seguito di un provvedimento disciplinare | Alessia, Chiara e Daniele vengono sospesi dalla propria insegnante, a seguito di un provvedimento disciplinare | Alessia, Chiara e Daniele vengono sospesi dalla propria insegnante, a seguito di un provvedimento disciplinare | Alessia, Chiara e Daniele vengono sospesi dalla propria insegnante, a seguito di un provvedimento disciplinare | Alessia, Chiara e Daniele vengono sospesi dalla propria insegnante, a seguito di un provvedimento disciplinare | Alessia, Chiara e Daniele vengono sospesi dalla propria insegnante, a seguito di un provvedimento disciplinare | Alessia, Chiara e Daniele vengono sospesi dalla propria insegnante, a seguito di un provvedimento disciplinare | Diego cambia insegnante di riferimento passando dal team di R. Zerbi a quello di L. Cuccarini | Diego cambia insegnante di riferimento passando dal team di R. Zerbi a quello di L. Cuccarini | Diego cambia insegnante di riferimento passando dal team di R. Zerbi a quello di L. Cuccarini | Diego cambia insegnante di riferimento passando dal team di R. Zerbi a quello di L. Cuccarini | Diego cambia insegnante di riferimento passando dal team di R. Zerbi a quello di L. Cuccarini | Diego cambia insegnante di riferimento passando dal team di R. Zerbi a quello di L. Cuccarini | Diego cambia insegnante di riferimento passando dal team di R. Zerbi a quello di L. Cuccarini |              |
| Sfide | Sfide | Sfide | Sfide | Sfide | Sfide | Sfide | Sfide | Sfide | Sfide | Sfide | Sfide | Sfide | Sfide |              |
| Chiamamifaro esegue (You make me feel like) A natural woman e Signor Tenente come compiti assegnati da A. Pettinelli e viene messa in sfida | Chiamamifaro esegue (You make me feel like) A natural woman e Signor Tenente come compiti assegnati da A. Pettinelli e viene messa in sfida | Chiamamifaro esegue (You make me feel like) A natural woman e Signor Tenente come compiti assegnati da A. Pettinelli e viene messa in sfida | Chiamamifaro esegue (You make me feel like) A natural woman e Signor Tenente come compiti assegnati da A. Pettinelli e viene messa in sfida | Chiamamifaro esegue (You make me feel like) A natural woman e Signor Tenente come compiti assegnati da A. Pettinelli e viene messa in sfida | Chiamamifaro esegue (You make me feel like) A natural woman e Signor Tenente come compiti assegnati da A. Pettinelli e viene messa in sfida | Chiamamifaro esegue (You make me feel like) A natural woman e Signor Tenente come compiti assegnati da A. Pettinelli e viene messa in sfida | Alessia che balla su Mas que nada e su Love yourself vince la sfida giudicata da Nancy Berti contro Antonio che balla su Trumpets e su Get over it.                                                              | Alessia che balla su Mas que nada e su Love yourself vince la sfida giudicata da Nancy Berti contro Antonio che balla su Trumpets e su Get over it.                                                              | Alessia che balla su Mas que nada e su Love yourself vince la sfida giudicata da Nancy Berti contro Antonio che balla su Trumpets e su Get over it.                                                              | Alessia che balla su Mas que nada e su Love yourself vince la sfida giudicata da Nancy Berti contro Antonio che balla su Trumpets e su Get over it.                                                              | Alessia che balla su Mas que nada e su Love yourself vince la sfida giudicata da Nancy Berti contro Antonio che balla su Trumpets e su Get over it.                                                              | Alessia che balla su Mas que nada e su Love yourself vince la sfida giudicata da Nancy Berti contro Antonio che balla su Trumpets e su Get over it.                                                              | Alessia che balla su Mas que nada e su Love yourself vince la sfida giudicata da Nancy Berti contro Antonio che balla su Trumpets e su Get over it.                                                              |              |
| Sienna che balla su Turning Tables e su She Wants to Move perde la sfida giudicata da Maura Paparo contro Francesca che balla su Dolcenera e su Lift Me Up. Francesca entra quindi nella scuola eliminando Sienna.                                | Sienna che balla su Turning Tables e su She Wants to Move perde la sfida giudicata da Maura Paparo contro Francesca che balla su Dolcenera e su Lift Me Up. Francesca entra quindi nella scuola eliminando Sienna.                                | Sienna che balla su Turning Tables e su She Wants to Move perde la sfida giudicata da Maura Paparo contro Francesca che balla su Dolcenera e su Lift Me Up. Francesca entra quindi nella scuola eliminando Sienna.                                | Sienna che balla su Turning Tables e su She Wants to Move perde la sfida giudicata da Maura Paparo contro Francesca che balla su Dolcenera e su Lift Me Up. Francesca entra quindi nella scuola eliminando Sienna.                                | Sienna che balla su Turning Tables e su She Wants to Move perde la sfida giudicata da Maura Paparo contro Francesca che balla su Dolcenera e su Lift Me Up. Francesca entra quindi nella scuola eliminando Sienna.                                | Sienna che balla su Turning Tables e su She Wants to Move perde la sfida giudicata da Maura Paparo contro Francesca che balla su Dolcenera e su Lift Me Up. Francesca entra quindi nella scuola eliminando Sienna.                                | Sienna che balla su Turning Tables e su She Wants to Move perde la sfida giudicata da Maura Paparo contro Francesca che balla su Dolcenera e su Lift Me Up. Francesca entra quindi nella scuola eliminando Sienna.                                | Rebecca che balla su You are the reason e su Call out my name perde la sfida giudicata da Garrison Rochelle contro Dandy che balla su 102 e su Days pass by. Dandy entra quindi nella scuola eliminando Rebecca. | Rebecca che balla su You are the reason e su Call out my name perde la sfida giudicata da Garrison Rochelle contro Dandy che balla su 102 e su Days pass by. Dandy entra quindi nella scuola eliminando Rebecca. | Rebecca che balla su You are the reason e su Call out my name perde la sfida giudicata da Garrison Rochelle contro Dandy che balla su 102 e su Days pass by. Dandy entra quindi nella scuola eliminando Rebecca. | Rebecca che balla su You are the reason e su Call out my name perde la sfida giudicata da Garrison Rochelle contro Dandy che balla su 102 e su Days pass by. Dandy entra quindi nella scuola eliminando Rebecca. | Rebecca che balla su You are the reason e su Call out my name perde la sfida giudicata da Garrison Rochelle contro Dandy che balla su 102 e su Days pass by. Dandy entra quindi nella scuola eliminando Rebecca. | Rebecca che balla su You are the reason e su Call out my name perde la sfida giudicata da Garrison Rochelle contro Dandy che balla su 102 e su Days pass by. Dandy entra quindi nella scuola eliminando Rebecca. | Rebecca che balla su You are the reason e su Call out my name perde la sfida giudicata da Garrison Rochelle contro Dandy che balla su 102 e su Days pass by. Dandy entra quindi nella scuola eliminando Rebecca. |              |
| Ilan che canta Mezzocielo (inedito) vince la sfida giudicata da Filippo Gimigliano contro Imprima che canta Facciamo l'amore (inedito) | Ilan che canta Mezzocielo (inedito) vince la sfida giudicata da Filippo Gimigliano contro Imprima che canta Facciamo l'amore (inedito) | Ilan che canta Mezzocielo (inedito) vince la sfida giudicata da Filippo Gimigliano contro Imprima che canta Facciamo l'amore (inedito) | Ilan che canta Mezzocielo (inedito) vince la sfida giudicata da Filippo Gimigliano contro Imprima che canta Facciamo l'amore (inedito) | Ilan che canta Mezzocielo (inedito) vince la sfida giudicata da Filippo Gimigliano contro Imprima che canta Facciamo l'amore (inedito) | Ilan che canta Mezzocielo (inedito) vince la sfida giudicata da Filippo Gimigliano contro Imprima che canta Facciamo l'amore (inedito) | Ilan che canta Mezzocielo (inedito) vince la sfida giudicata da Filippo Gimigliano contro Imprima che canta Facciamo l'amore (inedito) | Nella sfida assegnata da Anna Pettinelli Chiamamifaro canta Perché? (inedito) e vince la sfida giudicata da Carlo Di Francesco contro Kimono che canta In ostaggio (inedito).                                    | Nella sfida assegnata da Anna Pettinelli Chiamamifaro canta Perché? (inedito) e vince la sfida giudicata da Carlo Di Francesco contro Kimono che canta In ostaggio (inedito).                                    | Nella sfida assegnata da Anna Pettinelli Chiamamifaro canta Perché? (inedito) e vince la sfida giudicata da Carlo Di Francesco contro Kimono che canta In ostaggio (inedito).                                    | Nella sfida assegnata da Anna Pettinelli Chiamamifaro canta Perché? (inedito) e vince la sfida giudicata da Carlo Di Francesco contro Kimono che canta In ostaggio (inedito).                                    | Nella sfida assegnata da Anna Pettinelli Chiamamifaro canta Perché? (inedito) e vince la sfida giudicata da Carlo Di Francesco contro Kimono che canta In ostaggio (inedito).                                    | Nella sfida assegnata da Anna Pettinelli Chiamamifaro canta Perché? (inedito) e vince la sfida giudicata da Carlo Di Francesco contro Kimono che canta In ostaggio (inedito).                                    | Nella sfida assegnata da Anna Pettinelli Chiamamifaro canta Perché? (inedito) e vince la sfida giudicata da Carlo Di Francesco contro Kimono che canta In ostaggio (inedito).                                    |              |
| | | | | | | | Luk3 che canta Parigi in motorino (inedito) vince la sfida giudicata da Martina Giannitrapani contro Cil che canta L'inizio di maggio (inedito).                                                                 | | | | | | |              |
| | | | | | | | | | | | | | |              |
| Settimana 9 | Settimana 9 | Settimana 9 | Settimana 9 | Settimana 9 | Settimana 9 | Settimana 9 | | Settimana 10 | Settimana 10 | Settimana 10 | Settimana 10 | Settimana 10 | Settimana 10 | Settimana 10 |
| Classifica di ballo di Anbeta Toromani | Classifica di ballo di Anbeta Toromani | Classifica di ballo di Anbeta Toromani | | Classifica di canto di Brunori Sas e Al Bano | Classifica di canto di Brunori Sas e Al Bano | Classifica di canto di Brunori Sas e Al Bano | Classifica di ballo di Giorgio Madia | Classifica di ballo di Giorgio Madia | Classifica di ballo di Giorgio Madia | | Classifica di canto di J-Ax | Classifica di canto di J-Ax | Classifica di canto di J-Ax |              |
| Allievo | Esibizione | Pos. | Allievo | Esibizione | Pos. | Allievo | Esibizione | Pos. | Allievo | Esibizione | Pos. | | |              |
| Daniele | Born with a broken heart | 1° | Antonia | Ex-factor | 1° | Dandy | APT | 1° | Senza Cri | E penso a te | 1° | | |              |
| Francesca | Tu no | 2° | Chiamamifaro | 100 messaggi | 2° | Daniele | Feelslikeimfallinginlove | 2 | Antonia | When it hurts so bad | 2° | | |              |
| Alessia | Puntería | 3° | Senza Cri | Non me lo so spiegare | 3° | Alessia | Asturias | 3° | Vybes | Sarà perché ti amo | 3° | | |              |
| Alessio | Loca | 4° | Trigno | Il mio canto libero | 4° | Alessio | Avrai | 3° | Trigno | En e Xanax | 4° | | |              |
| Dandy | Tuta gold | 5° | Diego | You are the reason | 4° | Francesca | Together | 3° | Chiamamifaro | Warwick Avenue | 5° | | |              |
| Teodora | Kiss from a rose | 6° | Nicolò | Someone like you | 5° | Chiara | Sant'allegria | 4° | Nicolò | Il mondo prima di te | 6° | | |              |
| | | | Ilan | Dubbi non ho | 6° | | | | Ilan | Home | 7° | | |              |
| Luk3 | Stanza singola | 7° | Diego | Can't Feel My Face | 8° | | | | | | | | |              |
| | | | Luk3 | Sorry | 8° | | | | | | | | |              |
| Note | Note | Note | Note | Note | Note | Note | Note | Note | Note | Note | Note | Note | Note |              |
| Alessio esegue Época come compito assegnato da A. Celentano | Alessio esegue Época come compito assegnato da A. Celentano | Alessio esegue Época come compito assegnato da A. Celentano | Alessio esegue Época come compito assegnato da A. Celentano | Alessio esegue Época come compito assegnato da A. Celentano | Alessio esegue Época come compito assegnato da A. Celentano | Alessio esegue Época come compito assegnato da A. Celentano | Daniele esegue Brother come compito assegnato da E. Lo e viene messo in sfida immediata da E. Lo | Daniele esegue Brother come compito assegnato da E. Lo e viene messo in sfida immediata da E. Lo | Daniele esegue Brother come compito assegnato da E. Lo e viene messo in sfida immediata da E. Lo | Daniele esegue Brother come compito assegnato da E. Lo e viene messo in sfida immediata da E. Lo | Daniele esegue Brother come compito assegnato da E. Lo e viene messo in sfida immediata da E. Lo | Daniele esegue Brother come compito assegnato da E. Lo e viene messo in sfida immediata da E. Lo | Daniele esegue Brother come compito assegnato da E. Lo e viene messo in sfida immediata da E. Lo |              |
| Francesca esegue These boots are made for walkin come compito assegnato da A. Celentano | Francesca esegue These boots are made for walkin come compito assegnato da A. Celentano | Francesca esegue These boots are made for walkin come compito assegnato da A. Celentano | Francesca esegue These boots are made for walkin come compito assegnato da A. Celentano | Francesca esegue These boots are made for walkin come compito assegnato da A. Celentano | Francesca esegue These boots are made for walkin come compito assegnato da A. Celentano | Francesca esegue These boots are made for walkin come compito assegnato da A. Celentano | Teodora non si esibisce ma è comunque riconfermata, in attesa comunque di svolgere la sfida, rimanendo in gara (fino alla tredicesima settimana)                                                                 | Teodora non si esibisce ma è comunque riconfermata, in attesa comunque di svolgere la sfida, rimanendo in gara (fino alla tredicesima settimana)                                                                 | Teodora non si esibisce ma è comunque riconfermata, in attesa comunque di svolgere la sfida, rimanendo in gara (fino alla tredicesima settimana)                                                                 | Teodora non si esibisce ma è comunque riconfermata, in attesa comunque di svolgere la sfida, rimanendo in gara (fino alla tredicesima settimana)                                                                 | Teodora non si esibisce ma è comunque riconfermata, in attesa comunque di svolgere la sfida, rimanendo in gara (fino alla tredicesima settimana)                                                                 | Teodora non si esibisce ma è comunque riconfermata, in attesa comunque di svolgere la sfida, rimanendo in gara (fino alla tredicesima settimana)                                                                 | Teodora non si esibisce ma è comunque riconfermata, in attesa comunque di svolgere la sfida, rimanendo in gara (fino alla tredicesima settimana)                                                                 |              |
| Sfide | Sfide | Sfide | Sfide | Sfide | Sfide | Sfide | Sfide | Sfide | Sfide | Sfide | Sfide | Sfide | Sfide |              |
| Vybes che canta Standard (inedito) vince la sfida giudicata da Gianmarco Barbieri contro Skaate che canta Sotto zero (inedito). | Vybes che canta Standard (inedito) vince la sfida giudicata da Gianmarco Barbieri contro Skaate che canta Sotto zero (inedito). | Vybes che canta Standard (inedito) vince la sfida giudicata da Gianmarco Barbieri contro Skaate che canta Sotto zero (inedito). | Vybes che canta Standard (inedito) vince la sfida giudicata da Gianmarco Barbieri contro Skaate che canta Sotto zero (inedito). | Vybes che canta Standard (inedito) vince la sfida giudicata da Gianmarco Barbieri contro Skaate che canta Sotto zero (inedito). | Vybes che canta Standard (inedito) vince la sfida giudicata da Gianmarco Barbieri contro Skaate che canta Sotto zero (inedito). | Vybes che canta Standard (inedito) vince la sfida giudicata da Gianmarco Barbieri contro Skaate che canta Sotto zero (inedito). | Emanuel Lo dopo un compito mette in sfida immediata Daniele che balla su How you remind me e vince la sfida giudicata da Francesca Bernabini contro Thomas che balla su Most powerful (The untold).              | Emanuel Lo dopo un compito mette in sfida immediata Daniele che balla su How you remind me e vince la sfida giudicata da Francesca Bernabini contro Thomas che balla su Most powerful (The untold).              | Emanuel Lo dopo un compito mette in sfida immediata Daniele che balla su How you remind me e vince la sfida giudicata da Francesca Bernabini contro Thomas che balla su Most powerful (The untold).              | Emanuel Lo dopo un compito mette in sfida immediata Daniele che balla su How you remind me e vince la sfida giudicata da Francesca Bernabini contro Thomas che balla su Most powerful (The untold).              | Emanuel Lo dopo un compito mette in sfida immediata Daniele che balla su How you remind me e vince la sfida giudicata da Francesca Bernabini contro Thomas che balla su Most powerful (The untold).              | Emanuel Lo dopo un compito mette in sfida immediata Daniele che balla su How you remind me e vince la sfida giudicata da Francesca Bernabini contro Thomas che balla su Most powerful (The untold).              | Emanuel Lo dopo un compito mette in sfida immediata Daniele che balla su How you remind me e vince la sfida giudicata da Francesca Bernabini contro Thomas che balla su Most powerful (The untold).              |              |
| | | | | | | | Luk3 che canta Parigi in motorino (inedito) vince la sfida giudicata da Federica Abbate contro Mollenbeck che canta Male (inedito)                                                                               | | | | | | |              |
| Anna Pettinelli mette in sfida Luk3 che canta In equilibrio e vince la sfida giudicata da Charlie Rapino contro Elena che canta Coraline. | | | | | | | | | | | | | |              |
| | | | | | | | | | | | | | |              |
| Settimana 11 | Settimana 11 | Settimana 11 | Settimana 11 | Settimana 11 | Settimana 11 | Settimana 11 | | Settimana 12 | Settimana 12 | Settimana 12 | Settimana 12 | Settimana 12 | Settimana 12 | Settimana 12 |
| Classifica di ballo di Alberto Matano e Gabriele Rossi | Classifica di ballo di Alberto Matano e Gabriele Rossi | Classifica di ballo di Alberto Matano e Gabriele Rossi | | Classifica di canto di Christian De Sica | Classifica di canto di Christian De Sica | Classifica di canto di Christian De Sica | Classifica di ballo di Raimondo Todaro | Classifica di ballo di Raimondo Todaro | Classifica di ballo di Raimondo Todaro | | Classifica di canto di Alex Britti e i Ricchi e Poveri | Classifica di canto di Alex Britti e i Ricchi e Poveri | Classifica di canto di Alex Britti e i Ricchi e Poveri |              |
| Allievo | Esibizione | Pos. | Allievo | Esibizione | Pos. | Allievo | Esibizione | Pos. | Allievo | Esibizione | Pos. | | |              |
| Daniele | Parlami | 1° | Nicolò | Impossible | 1° | Chiara | Ilomilo | 1° | Antonia | I say a litte pray | 1° | | |              |
| Alessia | The boy does nothing | 2° | Antonia | Rescue me | 2° | Daniele | Lacime | 2° | Senza Cri | Amare | 2° | | |              |
| Francesca | Piano piano | 3° | Vybes | Solo guai | 3° | Alessia | Mi gente | 3° | Jacopo Sol | Se piovesse il tuo nome | 3° | | |              |
| Alessio | Fentanyl | 4° | Chiamamifaro | La donna cannone | 4° | Francesca | Stand by me | 3° | Luk3 | Pensare male | 4° | | |              |
| Dandy | Disco (I love it) | 5° | Senza Cri | Zombie | 5° | Alessio | Scream / Yeah! | 4° | Nicolò | The door | 4° | | |              |
| | | | Trigno | Firenze canzone triste | 6° | | | | Vybes | Non m'annoio | 4° | | |              |
| | | | Mollenbeck | Sì, ah | 5° | | | | | | | | |              |
| Ilan | Breakeven | 6° | | | | | | | | | | | |              |
| Chiamamifaro | Fai rumore | 7° | | | | | | | | | | | |              |
| Note | Note | Note | Note | Note | Note | Note | Note | Note | Note | Note | Note | Note | Note |              |
| Francesca esegue Haunted heart come compito assegnato da A. Celentano | Francesca esegue Haunted heart come compito assegnato da A. Celentano | Francesca esegue Haunted heart come compito assegnato da A. Celentano | Francesca esegue Haunted heart come compito assegnato da A. Celentano | Francesca esegue Haunted heart come compito assegnato da A. Celentano | Francesca esegue Haunted heart come compito assegnato da A. Celentano | Francesca esegue Haunted heart come compito assegnato da A. Celentano | Jacopo Sol entra nella scuola sostituendo Ilan ed entrando nel team di R. Zerbi | Jacopo Sol entra nella scuola sostituendo Ilan ed entrando nel team di R. Zerbi | Jacopo Sol entra nella scuola sostituendo Ilan ed entrando nel team di R. Zerbi | Jacopo Sol entra nella scuola sostituendo Ilan ed entrando nel team di R. Zerbi | Jacopo Sol entra nella scuola sostituendo Ilan ed entrando nel team di R. Zerbi | Jacopo Sol entra nella scuola sostituendo Ilan ed entrando nel team di R. Zerbi | Jacopo Sol entra nella scuola sostituendo Ilan ed entrando nel team di R. Zerbi |              |
| Ilan viene sospeso per volere del suo insegnante | Ilan viene sospeso per volere del suo insegnante | Ilan viene sospeso per volere del suo insegnante | Ilan viene sospeso per volere del suo insegnante | Ilan viene sospeso per volere del suo insegnante | Ilan viene sospeso per volere del suo insegnante | Ilan viene sospeso per volere del suo insegnante | Ilan cambia insegnante di riferimento passando dal team di R. Zerbi a quello di A. Pettinelli | Ilan cambia insegnante di riferimento passando dal team di R. Zerbi a quello di A. Pettinelli | Ilan cambia insegnante di riferimento passando dal team di R. Zerbi a quello di A. Pettinelli | Ilan cambia insegnante di riferimento passando dal team di R. Zerbi a quello di A. Pettinelli | Ilan cambia insegnante di riferimento passando dal team di R. Zerbi a quello di A. Pettinelli | Ilan cambia insegnante di riferimento passando dal team di R. Zerbi a quello di A. Pettinelli | Ilan cambia insegnante di riferimento passando dal team di R. Zerbi a quello di A. Pettinelli |              |
| Sfide | Sfide | Sfide | Sfide | Sfide | Sfide | Sfide | Deddè entra nella scuola per volontà di A. Pettinelli (ottenendo la maggioranza del consenso dei prof) | Deddè entra nella scuola per volontà di A. Pettinelli (ottenendo la maggioranza del consenso dei prof) | Deddè entra nella scuola per volontà di A. Pettinelli (ottenendo la maggioranza del consenso dei prof) | Deddè entra nella scuola per volontà di A. Pettinelli (ottenendo la maggioranza del consenso dei prof) | Deddè entra nella scuola per volontà di A. Pettinelli (ottenendo la maggioranza del consenso dei prof) | Deddè entra nella scuola per volontà di A. Pettinelli (ottenendo la maggioranza del consenso dei prof) | Deddè entra nella scuola per volontà di A. Pettinelli (ottenendo la maggioranza del consenso dei prof) |              |
| Chiara che balla su Man! I Feel Like A Woman vince la sfida giudicata da Francesco Annarumma contro Jenny che balla su Rise up. | Chiara che balla su Man! I Feel Like A Woman vince la sfida giudicata da Francesco Annarumma contro Jenny che balla su Rise up. | Chiara che balla su Man! I Feel Like A Woman vince la sfida giudicata da Francesco Annarumma contro Jenny che balla su Rise up. | Chiara che balla su Man! I Feel Like A Woman vince la sfida giudicata da Francesco Annarumma contro Jenny che balla su Rise up. | Chiara che balla su Man! I Feel Like A Woman vince la sfida giudicata da Francesco Annarumma contro Jenny che balla su Rise up. | Chiara che balla su Man! I Feel Like A Woman vince la sfida giudicata da Francesco Annarumma contro Jenny che balla su Rise up. | Chiara che balla su Man! I Feel Like A Woman vince la sfida giudicata da Francesco Annarumma contro Jenny che balla su Rise up. | Antonia, Chiamamifaro, Ilan, Nicolò, Trigno e Vybes vanno in sfida per un provvedimento disciplinare | Antonia, Chiamamifaro, Ilan, Nicolò, Trigno e Vybes vanno in sfida per un provvedimento disciplinare | Antonia, Chiamamifaro, Ilan, Nicolò, Trigno e Vybes vanno in sfida per un provvedimento disciplinare | Antonia, Chiamamifaro, Ilan, Nicolò, Trigno e Vybes vanno in sfida per un provvedimento disciplinare | Antonia, Chiamamifaro, Ilan, Nicolò, Trigno e Vybes vanno in sfida per un provvedimento disciplinare | Antonia, Chiamamifaro, Ilan, Nicolò, Trigno e Vybes vanno in sfida per un provvedimento disciplinare | Antonia, Chiamamifaro, Ilan, Nicolò, Trigno e Vybes vanno in sfida per un provvedimento disciplinare |              |
| Diego che canta Il cielo è viola (inedito) e La mia storia tra le dita perde la sfida giudicata da Carlo Di Francesco contro Mollenbeck che canta Male (inedito) e Quanto forte ti pensavo. Mollenbeck entra quindi nella scuola eliminando Diego | Diego che canta Il cielo è viola (inedito) e La mia storia tra le dita perde la sfida giudicata da Carlo Di Francesco contro Mollenbeck che canta Male (inedito) e Quanto forte ti pensavo. Mollenbeck entra quindi nella scuola eliminando Diego | Diego che canta Il cielo è viola (inedito) e La mia storia tra le dita perde la sfida giudicata da Carlo Di Francesco contro Mollenbeck che canta Male (inedito) e Quanto forte ti pensavo. Mollenbeck entra quindi nella scuola eliminando Diego | Diego che canta Il cielo è viola (inedito) e La mia storia tra le dita perde la sfida giudicata da Carlo Di Francesco contro Mollenbeck che canta Male (inedito) e Quanto forte ti pensavo. Mollenbeck entra quindi nella scuola eliminando Diego | Diego che canta Il cielo è viola (inedito) e La mia storia tra le dita perde la sfida giudicata da Carlo Di Francesco contro Mollenbeck che canta Male (inedito) e Quanto forte ti pensavo. Mollenbeck entra quindi nella scuola eliminando Diego | Diego che canta Il cielo è viola (inedito) e La mia storia tra le dita perde la sfida giudicata da Carlo Di Francesco contro Mollenbeck che canta Male (inedito) e Quanto forte ti pensavo. Mollenbeck entra quindi nella scuola eliminando Diego | Diego che canta Il cielo è viola (inedito) e La mia storia tra le dita perde la sfida giudicata da Carlo Di Francesco contro Mollenbeck che canta Male (inedito) e Quanto forte ti pensavo. Mollenbeck entra quindi nella scuola eliminando Diego | Sfide | Sfide | Sfide | Sfide | Sfide | Sfide | Sfide |              |
| Luk3 che canta Oggi sono io vince la sfida giudicata da Carla Armogida contro Vincenzo che canta What was I made for. | Luk3 che canta Oggi sono io vince la sfida giudicata da Carla Armogida contro Vincenzo che canta What was I made for. | Luk3 che canta Oggi sono io vince la sfida giudicata da Carla Armogida contro Vincenzo che canta What was I made for. | Luk3 che canta Oggi sono io vince la sfida giudicata da Carla Armogida contro Vincenzo che canta What was I made for. | Luk3 che canta Oggi sono io vince la sfida giudicata da Carla Armogida contro Vincenzo che canta What was I made for. | Luk3 che canta Oggi sono io vince la sfida giudicata da Carla Armogida contro Vincenzo che canta What was I made for. | Luk3 che canta Oggi sono io vince la sfida giudicata da Carla Armogida contro Vincenzo che canta What was I made for. | Dandy che balla su Scream vince la sfida giudicata da Ricky Benetazzo contro Alessandro che balla su Coffee (Don't read sign).                                                                                   | Dandy che balla su Scream vince la sfida giudicata da Ricky Benetazzo contro Alessandro che balla su Coffee (Don't read sign).                                                                                   | Dandy che balla su Scream vince la sfida giudicata da Ricky Benetazzo contro Alessandro che balla su Coffee (Don't read sign).                                                                                   | Dandy che balla su Scream vince la sfida giudicata da Ricky Benetazzo contro Alessandro che balla su Coffee (Don't read sign).                                                                                   | Dandy che balla su Scream vince la sfida giudicata da Ricky Benetazzo contro Alessandro che balla su Coffee (Don't read sign).                                                                                   | Dandy che balla su Scream vince la sfida giudicata da Ricky Benetazzo contro Alessandro che balla su Coffee (Don't read sign).                                                                                   | Dandy che balla su Scream vince la sfida giudicata da Ricky Benetazzo contro Alessandro che balla su Coffee (Don't read sign).                                                                                   |              |
| | | | | | | | Trigno che canta Ti regalerò una rosa vince la sfida giudicata da Sara Andreani contro Matteo che canta Jealous                                                                                                  | | | | | | |              |
| | | | | | | | | | | | | | |              |
| Settimana 13 | Settimana 13 | Settimana 13 | Settimana 13 | Settimana 13 | Settimana 13 | Settimana 13 | | Settimana 14 | Settimana 14 | Settimana 14 | Settimana 14 | Settimana 14 | Settimana 14 | Settimana 14 |
| Classifica di ballo di Eleonora Abbagnato | Classifica di ballo di Eleonora Abbagnato | Classifica di ballo di Eleonora Abbagnato | | Classifica di canto di Paola Turci, Gabry Ponte e Nicolò De Devitiis | Classifica di canto di Paola Turci, Gabry Ponte e Nicolò De Devitiis | Classifica di canto di Paola Turci, Gabry Ponte e Nicolò De Devitiis | Classifica di ballo di Garrison Rochelle | Classifica di ballo di Garrison Rochelle | Classifica di ballo di Garrison Rochelle | | Classifica di canto di Dardust e Ornella Vanoni | Classifica di canto di Dardust e Ornella Vanoni | Classifica di canto di Dardust e Ornella Vanoni |              |
| Allievo | Esibizione | Pos. | Allievo | Esibizione | Pos. | Allievo | Esibizione | Pos. | Allievo | Inedito | Pos. | | |              |
| Daniele | Natural | 1° | Senza Cri | E salutala per me | 1° | Alessio | Standing next to you | 1° | Antonia | Dove ti trovi tu | 1° | | |              |
| Francesca | When i was your man | 2° | Vybes | Casa mia | 2° | Dandy | Perso nel buio | 2° | Trigno | Maledetta Milano | 2° | | |              |
| Chiara | Tutto qui | 3° | Antonia | Tutti | 3° | Daniele | Foxy | 2° | Deddè | Periferia | 3° | | |              |
| Alessia | A mi manera | 4° | Jacopo Sol | All i want | 4° | Chiara | Bad guy | 3° | Chiamamifaro | O.M.G. | 4° | | |              |
| Alessio | Devastante | 5° | Deddè | Destri | 5° | Alessia | Wonderwall | 4° | Jacopo Sol | Complici | 5° | | |              |
| Dandy | Yeah3x | 6° | Mollenbeck | Save your tears | 6° | Francesca | Cu ti lu dissi | 5° | Mollenbeck | Male | 6° | | |              |
| | | | | | | Giorgia | Bitch better have my money | 6° | Luk3 | Valentine | 7° | | |              |
| | | | Vybes | Non mi passa | 8° | | | | | | | | |              |
| Ilan | Sangue blu | 9° | | | | | | | | | | | |              |
| Nicolò | Yin e yang | 10° | | | | | | | | | | | |              |
| Note | Note | Note | Note | Note | Note | Note | Note | Note | Note | Note | Note | Note | Note |              |
| Vybes va in sfida per un provvedimento disciplinare imposto dal suo insegnante | Vybes va in sfida per un provvedimento disciplinare imposto dal suo insegnante | Vybes va in sfida per un provvedimento disciplinare imposto dal suo insegnante | Vybes va in sfida per un provvedimento disciplinare imposto dal suo insegnante | Vybes va in sfida per un provvedimento disciplinare imposto dal suo insegnante | Vybes va in sfida per un provvedimento disciplinare imposto dal suo insegnante | Vybes va in sfida per un provvedimento disciplinare imposto dal suo insegnante | Alessia esegue Dillo solo al buio come compito da D. Lettieri | Alessia esegue Dillo solo al buio come compito da D. Lettieri | Alessia esegue Dillo solo al buio come compito da D. Lettieri | Alessia esegue Dillo solo al buio come compito da D. Lettieri | Alessia esegue Dillo solo al buio come compito da D. Lettieri | Alessia esegue Dillo solo al buio come compito da D. Lettieri | Alessia esegue Dillo solo al buio come compito da D. Lettieri |              |
| Luk3 non è in puntata e non si esibisce ma è comunque riconfermato rimanendo in gara | Luk3 non è in puntata e non si esibisce ma è comunque riconfermato rimanendo in gara | Luk3 non è in puntata e non si esibisce ma è comunque riconfermato rimanendo in gara | Luk3 non è in puntata e non si esibisce ma è comunque riconfermato rimanendo in gara | Luk3 non è in puntata e non si esibisce ma è comunque riconfermato rimanendo in gara | Luk3 non è in puntata e non si esibisce ma è comunque riconfermato rimanendo in gara | Luk3 non è in puntata e non si esibisce ma è comunque riconfermato rimanendo in gara | Chiara esegue Crazy in love come compito assegnato da E. Lo | Chiara esegue Crazy in love come compito assegnato da E. Lo | Chiara esegue Crazy in love come compito assegnato da E. Lo | Chiara esegue Crazy in love come compito assegnato da E. Lo | Chiara esegue Crazy in love come compito assegnato da E. Lo | Chiara esegue Crazy in love come compito assegnato da E. Lo | Chiara esegue Crazy in love come compito assegnato da E. Lo |              |
| Sfide | Sfide | Sfide | Sfide | Sfide | Sfide | Sfide | Nicolò esegue Bella senz'anima come compito assegnato da R. Zerbi | Nicolò esegue Bella senz'anima come compito assegnato da R. Zerbi | Nicolò esegue Bella senz'anima come compito assegnato da R. Zerbi | Nicolò esegue Bella senz'anima come compito assegnato da R. Zerbi | Nicolò esegue Bella senz'anima come compito assegnato da R. Zerbi | Nicolò esegue Bella senz'anima come compito assegnato da R. Zerbi | Nicolò esegue Bella senz'anima come compito assegnato da R. Zerbi |              |
| Alessio che balla Niggas in Paris vince la sfida giudicata da Andrea Alemanno contro Nicolò che balla Poison Ivy | Alessio che balla Niggas in Paris vince la sfida giudicata da Andrea Alemanno contro Nicolò che balla Poison Ivy | Alessio che balla Niggas in Paris vince la sfida giudicata da Andrea Alemanno contro Nicolò che balla Poison Ivy | Alessio che balla Niggas in Paris vince la sfida giudicata da Andrea Alemanno contro Nicolò che balla Poison Ivy | Alessio che balla Niggas in Paris vince la sfida giudicata da Andrea Alemanno contro Nicolò che balla Poison Ivy | Alessio che balla Niggas in Paris vince la sfida giudicata da Andrea Alemanno contro Nicolò che balla Poison Ivy | Alessio che balla Niggas in Paris vince la sfida giudicata da Andrea Alemanno contro Nicolò che balla Poison Ivy | Ilan viene eliminato per volere del suo insegnante | Ilan viene eliminato per volere del suo insegnante | Ilan viene eliminato per volere del suo insegnante | Ilan viene eliminato per volere del suo insegnante | Ilan viene eliminato per volere del suo insegnante | Ilan viene eliminato per volere del suo insegnante | Ilan viene eliminato per volere del suo insegnante |              |
| Teodora che balla I just want to make love to you vince la sfida giudicata da Maura Paparo contro Maria Sole che balla A Palé | Teodora che balla I just want to make love to you vince la sfida giudicata da Maura Paparo contro Maria Sole che balla A Palé | Teodora che balla I just want to make love to you vince la sfida giudicata da Maura Paparo contro Maria Sole che balla A Palé | Teodora che balla I just want to make love to you vince la sfida giudicata da Maura Paparo contro Maria Sole che balla A Palé | Teodora che balla I just want to make love to you vince la sfida giudicata da Maura Paparo contro Maria Sole che balla A Palé | Teodora che balla I just want to make love to you vince la sfida giudicata da Maura Paparo contro Maria Sole che balla A Palé | Teodora che balla I just want to make love to you vince la sfida giudicata da Maura Paparo contro Maria Sole che balla A Palé | Trigno viene sospeso per volere della sua insegnante (fino alla quindicesima settimana) | Trigno viene sospeso per volere della sua insegnante (fino alla quindicesima settimana) | Trigno viene sospeso per volere della sua insegnante (fino alla quindicesima settimana) | Trigno viene sospeso per volere della sua insegnante (fino alla quindicesima settimana) | Trigno viene sospeso per volere della sua insegnante (fino alla quindicesima settimana) | Trigno viene sospeso per volere della sua insegnante (fino alla quindicesima settimana) | Trigno viene sospeso per volere della sua insegnante (fino alla quindicesima settimana) |              |
| Emanuel Lo mette in sfida immediata Teodora che balla Zum zum zum e River e perde la sfida giudicata da Marcello Sacchetta contro Giorgia che balla Lick Shots e Man down. Giorgia entra quindi nella scuola eliminando Teodora                   | Emanuel Lo mette in sfida immediata Teodora che balla Zum zum zum e River e perde la sfida giudicata da Marcello Sacchetta contro Giorgia che balla Lick Shots e Man down. Giorgia entra quindi nella scuola eliminando Teodora                   | Emanuel Lo mette in sfida immediata Teodora che balla Zum zum zum e River e perde la sfida giudicata da Marcello Sacchetta contro Giorgia che balla Lick Shots e Man down. Giorgia entra quindi nella scuola eliminando Teodora                   | Emanuel Lo mette in sfida immediata Teodora che balla Zum zum zum e River e perde la sfida giudicata da Marcello Sacchetta contro Giorgia che balla Lick Shots e Man down. Giorgia entra quindi nella scuola eliminando Teodora                   | Emanuel Lo mette in sfida immediata Teodora che balla Zum zum zum e River e perde la sfida giudicata da Marcello Sacchetta contro Giorgia che balla Lick Shots e Man down. Giorgia entra quindi nella scuola eliminando Teodora                   | Emanuel Lo mette in sfida immediata Teodora che balla Zum zum zum e River e perde la sfida giudicata da Marcello Sacchetta contro Giorgia che balla Lick Shots e Man down. Giorgia entra quindi nella scuola eliminando Teodora                   | Emanuel Lo mette in sfida immediata Teodora che balla Zum zum zum e River e perde la sfida giudicata da Marcello Sacchetta contro Giorgia che balla Lick Shots e Man down. Giorgia entra quindi nella scuola eliminando Teodora                   | Senza Cri non è presente in puntata e non si esibisce ma è comunque riconfermata rimanendo in gara (fino alla quindicesima settimana)                                                                            | Senza Cri non è presente in puntata e non si esibisce ma è comunque riconfermata rimanendo in gara (fino alla quindicesima settimana)                                                                            | Senza Cri non è presente in puntata e non si esibisce ma è comunque riconfermata rimanendo in gara (fino alla quindicesima settimana)                                                                            | Senza Cri non è presente in puntata e non si esibisce ma è comunque riconfermata rimanendo in gara (fino alla quindicesima settimana)                                                                            | Senza Cri non è presente in puntata e non si esibisce ma è comunque riconfermata rimanendo in gara (fino alla quindicesima settimana)                                                                            | Senza Cri non è presente in puntata e non si esibisce ma è comunque riconfermata rimanendo in gara (fino alla quindicesima settimana)                                                                            | Senza Cri non è presente in puntata e non si esibisce ma è comunque riconfermata rimanendo in gara (fino alla quindicesima settimana)                                                                            |              |
| Vybes nella sfida per provvedimento disciplinare canta Le ragazze vince la sfida giudicata da Carla Armogidacontro Dreew Beibe che canta Empire state of mind                                                                                     | Vybes nella sfida per provvedimento disciplinare canta Le ragazze vince la sfida giudicata da Carla Armogidacontro Dreew Beibe che canta Empire state of mind                                                                                     | Vybes nella sfida per provvedimento disciplinare canta Le ragazze vince la sfida giudicata da Carla Armogidacontro Dreew Beibe che canta Empire state of mind                                                                                     | Vybes nella sfida per provvedimento disciplinare canta Le ragazze vince la sfida giudicata da Carla Armogidacontro Dreew Beibe che canta Empire state of mind                                                                                     | Vybes nella sfida per provvedimento disciplinare canta Le ragazze vince la sfida giudicata da Carla Armogidacontro Dreew Beibe che canta Empire state of mind                                                                                     | Vybes nella sfida per provvedimento disciplinare canta Le ragazze vince la sfida giudicata da Carla Armogidacontro Dreew Beibe che canta Empire state of mind                                                                                     | Vybes nella sfida per provvedimento disciplinare canta Le ragazze vince la sfida giudicata da Carla Armogidacontro Dreew Beibe che canta Empire state of mind                                                                                     | Sfide | Sfide | Sfide | Sfide | Sfide | Sfide | Sfide |              |
| Antonia nella sfida per provvedimento disciplinare canta l'inedito Giganti vince la sfida giudicata da Vittorio Farachi contro Ilaria che canta l'inedito Sveglia ad aspettarti                                                                   | Antonia nella sfida per provvedimento disciplinare canta l'inedito Giganti vince la sfida giudicata da Vittorio Farachi contro Ilaria che canta l'inedito Sveglia ad aspettarti                                                                   | Antonia nella sfida per provvedimento disciplinare canta l'inedito Giganti vince la sfida giudicata da Vittorio Farachi contro Ilaria che canta l'inedito Sveglia ad aspettarti                                                                   | Antonia nella sfida per provvedimento disciplinare canta l'inedito Giganti vince la sfida giudicata da Vittorio Farachi contro Ilaria che canta l'inedito Sveglia ad aspettarti                                                                   | Antonia nella sfida per provvedimento disciplinare canta l'inedito Giganti vince la sfida giudicata da Vittorio Farachi contro Ilaria che canta l'inedito Sveglia ad aspettarti                                                                   | Antonia nella sfida per provvedimento disciplinare canta l'inedito Giganti vince la sfida giudicata da Vittorio Farachi contro Ilaria che canta l'inedito Sveglia ad aspettarti                                                                   | Antonia nella sfida per provvedimento disciplinare canta l'inedito Giganti vince la sfida giudicata da Vittorio Farachi contro Ilaria che canta l'inedito Sveglia ad aspettarti                                                                   | Dandy che balla Industry baby vince la sfida giudicata da Santo Giuliano contro Alice che balla Church girl | Dandy che balla Industry baby vince la sfida giudicata da Santo Giuliano contro Alice che balla Church girl | Dandy che balla Industry baby vince la sfida giudicata da Santo Giuliano contro Alice che balla Church girl | Dandy che balla Industry baby vince la sfida giudicata da Santo Giuliano contro Alice che balla Church girl | Dandy che balla Industry baby vince la sfida giudicata da Santo Giuliano contro Alice che balla Church girl | Dandy che balla Industry baby vince la sfida giudicata da Santo Giuliano contro Alice che balla Church girl | Dandy che balla Industry baby vince la sfida giudicata da Santo Giuliano contro Alice che balla Church girl |              |
| Chiamamifaro che canta l'inedito Perché? vince la sfida giudicata da Federica Camba contro Denise che canta l'inedito Blu | Chiamamifaro che canta l'inedito Perché? vince la sfida giudicata da Federica Camba contro Denise che canta l'inedito Blu | Chiamamifaro che canta l'inedito Perché? vince la sfida giudicata da Federica Camba contro Denise che canta l'inedito Blu | Chiamamifaro che canta l'inedito Perché? vince la sfida giudicata da Federica Camba contro Denise che canta l'inedito Blu | Chiamamifaro che canta l'inedito Perché? vince la sfida giudicata da Federica Camba contro Denise che canta l'inedito Blu | Chiamamifaro che canta l'inedito Perché? vince la sfida giudicata da Federica Camba contro Denise che canta l'inedito Blu | Chiamamifaro che canta l'inedito Perché? vince la sfida giudicata da Federica Camba contro Denise che canta l'inedito Blu | Vybes nella sfida per provvedimento disciplinare canta Sotto i raggi del sole vince la sfida giudicata da Carlo Di Francesco contro Off Bianca che canta Wannabe                                                 | Vybes nella sfida per provvedimento disciplinare canta Sotto i raggi del sole vince la sfida giudicata da Carlo Di Francesco contro Off Bianca che canta Wannabe                                                 | Vybes nella sfida per provvedimento disciplinare canta Sotto i raggi del sole vince la sfida giudicata da Carlo Di Francesco contro Off Bianca che canta Wannabe                                                 | Vybes nella sfida per provvedimento disciplinare canta Sotto i raggi del sole vince la sfida giudicata da Carlo Di Francesco contro Off Bianca che canta Wannabe                                                 | Vybes nella sfida per provvedimento disciplinare canta Sotto i raggi del sole vince la sfida giudicata da Carlo Di Francesco contro Off Bianca che canta Wannabe                                                 | Vybes nella sfida per provvedimento disciplinare canta Sotto i raggi del sole vince la sfida giudicata da Carlo Di Francesco contro Off Bianca che canta Wannabe                                                 | Vybes nella sfida per provvedimento disciplinare canta Sotto i raggi del sole vince la sfida giudicata da Carlo Di Francesco contro Off Bianca che canta Wannabe                                                 |              |
| | | | | | | | Nicolò nella sfida per provvedimento disciplinare canta Nessun dolore vince la sfida giudicata da Carlo Di Francesco contro Gaia che canta One and Only                                                          | | | | | | |              |
| Ilan nella sfida per provvedimento disciplinare canta She will be loved vince la sfida giudicata da Carlo Di Francesco contro Incubo che canta Destri                                                                                             | | | | | | | | | | | | | |              |
| Trigno nella sfida per provvedimento disciplinare canta Per un'ora d'amore e l'inedito A un passo da me vince la sfida giudicata da Charlie Rapino contro Erre che canta Superclassico e l'inedito Diverso                                        | | | | | | | | | | | | | |              |
| Mollenbeck che canta Fast car vince la sfida giudicata da Charlie Rapino contro Alessandro che canta Let her go | | | | | | | | | | | | | |              |
| | | | | | | | | | | | | | |              |
| Settimana 15 | Settimana 15 | Settimana 15 | Settimana 15 | Settimana 15 | Settimana 15 | Settimana 15 | | Settimana 16 | Settimana 16 | Settimana 16 | Settimana 16 | Settimana 16 | Settimana 16 | Settimana 16 |
| Classifica di ballo di Rebecca Bianchi | Classifica di ballo di Rebecca Bianchi | Classifica di ballo di Rebecca Bianchi | | Classifica di canto di Alessandro Cattelan | Classifica di canto di Alessandro Cattelan | Classifica di canto di Alessandro Cattelan | Classifica di ballo di Fabrizio Mainini | Classifica di ballo di Fabrizio Mainini | Classifica di ballo di Fabrizio Mainini | | Classifica di canto di Enrico Nigiotti e Fred De Palma | Classifica di canto di Enrico Nigiotti e Fred De Palma | Classifica di canto di Enrico Nigiotti e Fred De Palma |              |
| Allievo | Esibizione | Pos. | Allievo | Esibizione | Pos. | Allievo | Esibizione | Pos. | Allievo | Esibizione | Pos. | | |              |
| Chiara | I've seen that face before (Libertango) | 1° | Antonia | Genie In a bottle | 1° | Chiara | Mercy | 1° | Antonia | Che cosa c'è | 1° | | |              |
| Daniele | For me...formidable | 2° | Luk3 | Despechà | 2° | Daniele | The contender | 2° | Jacopo Sol | Hotel California | 2° | | |              |
| Alessio | São Paulo | 3° | Chiamamifaro | Oscar winning tears | 3° | Alessia | Never Tears Us Apart | 3° | Chiamamifaro | Kurt Kobain | 3° | | |              |
| Francesca | Tu sei per me | 4° | Jacopo Sol | Mony Mony | 4° | Francesca | Il conforto | 4° | Trigno | Il mare d'Inverno | 4° | | |              |
| Alessia | Havana | 5° | Vybes | Fateme cantà | 5° | Antonio | Way Down We Go | 4° | Senza Cri | Amarsi un po' | 5° | | |              |
| Dandy | Judas | 6° | Mollenbeck | La fine | 6° | Giorgia | TT LE GIRLZ | 5° | Luk3 | Guasto d'amore | 6° | | |              |
| | | | Nicolò | Mani vuote | 7° | | | | Vybes | Le chiavi in borsa | 7° | | |              |
| Deddè | Could you be loved | 8° | Mollenbeck | Hey Jude | 8° | | | | | | | | |              |
| | | | Nicolò | Training season | 9° | | | | | | | | |              |
| Note | Note | Note | Note | Note | Note | Note | Note | Note | Note | Note | Note | Note | Note |              |
| Daniele esegue Let it be come compito assegnato da D. Lettieri | Daniele esegue Let it be come compito assegnato da D. Lettieri | Daniele esegue Let it be come compito assegnato da D. Lettieri | Daniele esegue Let it be come compito assegnato da D. Lettieri | Daniele esegue Let it be come compito assegnato da D. Lettieri | Daniele esegue Let it be come compito assegnato da D. Lettieri | Daniele esegue Let it be come compito assegnato da D. Lettieri | Chiara esegue My prerogative come compito assegnato da E. Lo | Chiara esegue My prerogative come compito assegnato da E. Lo | Chiara esegue My prerogative come compito assegnato da E. Lo | Chiara esegue My prerogative come compito assegnato da E. Lo | Chiara esegue My prerogative come compito assegnato da E. Lo | Chiara esegue My prerogative come compito assegnato da E. Lo | Chiara esegue My prerogative come compito assegnato da E. Lo |              |
| Antonio entra nella scuola per volontà di D. Lettieri (ottenendo la maggioranza del consenso dei prof) | Antonio entra nella scuola per volontà di D. Lettieri (ottenendo la maggioranza del consenso dei prof) | Antonio entra nella scuola per volontà di D. Lettieri (ottenendo la maggioranza del consenso dei prof) | Antonio entra nella scuola per volontà di D. Lettieri (ottenendo la maggioranza del consenso dei prof) | Antonio entra nella scuola per volontà di D. Lettieri (ottenendo la maggioranza del consenso dei prof) | Antonio entra nella scuola per volontà di D. Lettieri (ottenendo la maggioranza del consenso dei prof) | Antonio entra nella scuola per volontà di D. Lettieri (ottenendo la maggioranza del consenso dei prof) | Francesca esegue Perhaps perhaps perhaps come compito assegnato da A. Celentano; viene sospesa per via di una insufficienza ricevuta dalla propria insegnante nel compito ricevuto                               | Francesca esegue Perhaps perhaps perhaps come compito assegnato da A. Celentano; viene sospesa per via di una insufficienza ricevuta dalla propria insegnante nel compito ricevuto                               | Francesca esegue Perhaps perhaps perhaps come compito assegnato da A. Celentano; viene sospesa per via di una insufficienza ricevuta dalla propria insegnante nel compito ricevuto                               | Francesca esegue Perhaps perhaps perhaps come compito assegnato da A. Celentano; viene sospesa per via di una insufficienza ricevuta dalla propria insegnante nel compito ricevuto                               | Francesca esegue Perhaps perhaps perhaps come compito assegnato da A. Celentano; viene sospesa per via di una insufficienza ricevuta dalla propria insegnante nel compito ricevuto                               | Francesca esegue Perhaps perhaps perhaps come compito assegnato da A. Celentano; viene sospesa per via di una insufficienza ricevuta dalla propria insegnante nel compito ricevuto                               | Francesca esegue Perhaps perhaps perhaps come compito assegnato da A. Celentano; viene sospesa per via di una insufficienza ricevuta dalla propria insegnante nel compito ricevuto                               |              |
| Sfide | Sfide | Sfide | Sfide | Sfide | Sfide | Sfide | Alessio si ritira per via di un infortunio | Alessio si ritira per via di un infortunio | Alessio si ritira per via di un infortunio | Alessio si ritira per via di un infortunio | Alessio si ritira per via di un infortunio | Alessio si ritira per via di un infortunio | Alessio si ritira per via di un infortunio |              |
| Giorgia che balla Rockstar vince la sfida giudicata da Maura Paparo contro Riccardo che balla Consideration | Giorgia che balla Rockstar vince la sfida giudicata da Maura Paparo contro Riccardo che balla Consideration | Giorgia che balla Rockstar vince la sfida giudicata da Maura Paparo contro Riccardo che balla Consideration | Giorgia che balla Rockstar vince la sfida giudicata da Maura Paparo contro Riccardo che balla Consideration | Giorgia che balla Rockstar vince la sfida giudicata da Maura Paparo contro Riccardo che balla Consideration | Giorgia che balla Rockstar vince la sfida giudicata da Maura Paparo contro Riccardo che balla Consideration | Giorgia che balla Rockstar vince la sfida giudicata da Maura Paparo contro Riccardo che balla Consideration | Luk3 esegue Piangi (inedito) come esibizione aggiuntiva voluta dalla sua insegnante L. Cuccarini | Luk3 esegue Piangi (inedito) come esibizione aggiuntiva voluta dalla sua insegnante L. Cuccarini | Luk3 esegue Piangi (inedito) come esibizione aggiuntiva voluta dalla sua insegnante L. Cuccarini | Luk3 esegue Piangi (inedito) come esibizione aggiuntiva voluta dalla sua insegnante L. Cuccarini | Luk3 esegue Piangi (inedito) come esibizione aggiuntiva voluta dalla sua insegnante L. Cuccarini | Luk3 esegue Piangi (inedito) come esibizione aggiuntiva voluta dalla sua insegnante L. Cuccarini | Luk3 esegue Piangi (inedito) come esibizione aggiuntiva voluta dalla sua insegnante L. Cuccarini |              |
| Nicolò che canta Somebody to love vince la sfida giudicata da Martina Giannitrapani contro Riccardo che canta Cosa mi manchi a fare | Nicolò che canta Somebody to love vince la sfida giudicata da Martina Giannitrapani contro Riccardo che canta Cosa mi manchi a fare | Nicolò che canta Somebody to love vince la sfida giudicata da Martina Giannitrapani contro Riccardo che canta Cosa mi manchi a fare | Nicolò che canta Somebody to love vince la sfida giudicata da Martina Giannitrapani contro Riccardo che canta Cosa mi manchi a fare | Nicolò che canta Somebody to love vince la sfida giudicata da Martina Giannitrapani contro Riccardo che canta Cosa mi manchi a fare | Nicolò che canta Somebody to love vince la sfida giudicata da Martina Giannitrapani contro Riccardo che canta Cosa mi manchi a fare | Nicolò che canta Somebody to love vince la sfida giudicata da Martina Giannitrapani contro Riccardo che canta Cosa mi manchi a fare | Senza Cri esegue Tutto l'odio (inedito) come esibizione aggiuntiva voluta dalla sua insegnante L. Cuccarini | Senza Cri esegue Tutto l'odio (inedito) come esibizione aggiuntiva voluta dalla sua insegnante L. Cuccarini | Senza Cri esegue Tutto l'odio (inedito) come esibizione aggiuntiva voluta dalla sua insegnante L. Cuccarini | Senza Cri esegue Tutto l'odio (inedito) come esibizione aggiuntiva voluta dalla sua insegnante L. Cuccarini | Senza Cri esegue Tutto l'odio (inedito) come esibizione aggiuntiva voluta dalla sua insegnante L. Cuccarini | Senza Cri esegue Tutto l'odio (inedito) come esibizione aggiuntiva voluta dalla sua insegnante L. Cuccarini | Senza Cri esegue Tutto l'odio (inedito) come esibizione aggiuntiva voluta dalla sua insegnante L. Cuccarini |              |
| | | | | | | | Sfide | | | | | | |              |
| Dandy che balla Get your freak on vince la sfida giudicata da Daniele Baldi contro Lara che balla Fammi capire | | | | | | | | | | | | | |              |
| Deddè che canta l'inedito Periferia vince la sfida giudicata da Sara Andreani contro Francesco che canta l'inedito Un cuore tra le mani | | | | | | | | | | | | | |              |
| | | | | | | | | | | | | | |              |
| Settimana 17 | Settimana 17 | Settimana 17 | Settimana 17 | Settimana 17 | Settimana 17 | Settimana 17 | | Settimana 18 | Settimana 18 | Settimana 18 | Settimana 18 | Settimana 18 | Settimana 18 | Settimana 18 |
| Classifica di ballo di Samanta Togni | Classifica di ballo di Samanta Togni | Classifica di ballo di Samanta Togni | | Classifica di canto di Luca Argentero e Giusy Ferreri | Classifica di canto di Luca Argentero e Giusy Ferreri | Classifica di canto di Luca Argentero e Giusy Ferreri | Classifica di ballo di Veronica Peparini | Classifica di ballo di Veronica Peparini | Classifica di ballo di Veronica Peparini | | Classifica di canto di Ilary Blasi | Classifica di canto di Ilary Blasi | Classifica di canto di Ilary Blasi |              |
| Allievo | Esibizione | Pos. | Allievo | Esibizione | Pos. | Allievo | Esibizione | Pos. | Allievo | Esibizione | Pos. | | |              |
| Daniele | Give me love | 1° | Antonia | Stronger than me | 1° | Chiara | Dieci ragazze | 1° | Antonia | Briciole | 1° | | |              |
| Chiara | Cheek to cheek | 2° | Deddè | Eastside | 2° | Asia | One Minute Man / Lose Control | 2° | Jacopo Sol | Almeno tu nell'universo | 2° | | |              |
| Francesca | Say it right | 3° | Senza Cri | Sirene | 3° | Dandy | Dimmi che non è un addio | 3° | Luk3 | Mon amour | 3° | | |              |
| Dandy | Mammamia | 4° | Jacopo Sol | Occhi tristi | 4° | Francesco | Work Song | 4° | Senza Cri | Fix you | 4° | | |              |
| Alessia | Taki Taki | 5° | Chiamamifaro | Notte prima degli esami | 5° | Alessia | Dear Future Husband | 5° | Nicolò | Hello | 5° | | |              |
| Antonio | Pray | 6° | Mollenbeck | Lulu | 6° | Francesca | J’y suis jamais allé | 6° | Chiamamifaro | You’ve Got the Love | 6° | | |              |
| | | | Vybes | Domani smetto | 7° | | | | Mollenbeck | Ti scatterò una foto | 7° | | |              |
| Luk3 | Amore bello | 8° | Vybes | Il senso dell'odio | | | | | | | 7° | | |              |
| Trigno | Qualcosa di grande | 9° | Deddè | Anyone | 8° | | | | | | | | |              |
| Note | Note | Note | Note | Note | Note | Note | Note | Note | Note | Note | Note | Note | Note |              |
| Antonio esegue L'amore è una cosa semplice come compito assegnato dalla sua insegnante | Antonio esegue L'amore è una cosa semplice come compito assegnato dalla sua insegnante | Antonio esegue L'amore è una cosa semplice come compito assegnato dalla sua insegnante | Antonio esegue L'amore è una cosa semplice come compito assegnato dalla sua insegnante | Antonio esegue L'amore è una cosa semplice come compito assegnato dalla sua insegnante | Antonio esegue L'amore è una cosa semplice come compito assegnato dalla sua insegnante | Antonio esegue L'amore è una cosa semplice come compito assegnato dalla sua insegnante | Daniele non si esibisce ma è comunque riconfermato rimanendo in gara | Daniele non si esibisce ma è comunque riconfermato rimanendo in gara | Daniele non si esibisce ma è comunque riconfermato rimanendo in gara | Daniele non si esibisce ma è comunque riconfermato rimanendo in gara | Daniele non si esibisce ma è comunque riconfermato rimanendo in gara | Daniele non si esibisce ma è comunque riconfermato rimanendo in gara | Daniele non si esibisce ma è comunque riconfermato rimanendo in gara |              |
| Francesco entra nella scuola per volontà di E. Lo (andando ad occupare un banco perso per ritiro) | Francesco entra nella scuola per volontà di E. Lo (andando ad occupare un banco perso per ritiro) | Francesco entra nella scuola per volontà di E. Lo (andando ad occupare un banco perso per ritiro) | Francesco entra nella scuola per volontà di E. Lo (andando ad occupare un banco perso per ritiro) | Francesco entra nella scuola per volontà di E. Lo (andando ad occupare un banco perso per ritiro) | Francesco entra nella scuola per volontà di E. Lo (andando ad occupare un banco perso per ritiro) | Francesco entra nella scuola per volontà di E. Lo (andando ad occupare un banco perso per ritiro) | Raffella entra nella scuola per volontà di D. Lettieri (ottenendo la maggioranza del consenso dei prof) | Raffella entra nella scuola per volontà di D. Lettieri (ottenendo la maggioranza del consenso dei prof) | Raffella entra nella scuola per volontà di D. Lettieri (ottenendo la maggioranza del consenso dei prof) | Raffella entra nella scuola per volontà di D. Lettieri (ottenendo la maggioranza del consenso dei prof) | Raffella entra nella scuola per volontà di D. Lettieri (ottenendo la maggioranza del consenso dei prof) | Raffella entra nella scuola per volontà di D. Lettieri (ottenendo la maggioranza del consenso dei prof) | Raffella entra nella scuola per volontà di D. Lettieri (ottenendo la maggioranza del consenso dei prof) |              |
| Nicolò esegue Jealous come esibizione aggiuntiva ed ottiene la maglia del serale per volere della sua insegnante; durante la settimana rinuncia alla maglia del serale per propria volontà (dopo una modifica al regolamento)                     | Nicolò esegue Jealous come esibizione aggiuntiva ed ottiene la maglia del serale per volere della sua insegnante; durante la settimana rinuncia alla maglia del serale per propria volontà (dopo una modifica al regolamento)                     | Nicolò esegue Jealous come esibizione aggiuntiva ed ottiene la maglia del serale per volere della sua insegnante; durante la settimana rinuncia alla maglia del serale per propria volontà (dopo una modifica al regolamento)                     | Nicolò esegue Jealous come esibizione aggiuntiva ed ottiene la maglia del serale per volere della sua insegnante; durante la settimana rinuncia alla maglia del serale per propria volontà (dopo una modifica al regolamento)                     | Nicolò esegue Jealous come esibizione aggiuntiva ed ottiene la maglia del serale per volere della sua insegnante; durante la settimana rinuncia alla maglia del serale per propria volontà (dopo una modifica al regolamento)                     | Nicolò esegue Jealous come esibizione aggiuntiva ed ottiene la maglia del serale per volere della sua insegnante; durante la settimana rinuncia alla maglia del serale per propria volontà (dopo una modifica al regolamento)                     | Nicolò esegue Jealous come esibizione aggiuntiva ed ottiene la maglia del serale per volere della sua insegnante; durante la settimana rinuncia alla maglia del serale per propria volontà (dopo una modifica al regolamento)                     | Sfide | Sfide | Sfide | Sfide | Sfide | Sfide | Sfide |              |
| Luk3 esegue Love on the brain come compito assegnato da A. Pettinelli | Luk3 esegue Love on the brain come compito assegnato da A. Pettinelli | Luk3 esegue Love on the brain come compito assegnato da A. Pettinelli | Luk3 esegue Love on the brain come compito assegnato da A. Pettinelli | Luk3 esegue Love on the brain come compito assegnato da A. Pettinelli | Luk3 esegue Love on the brain come compito assegnato da A. Pettinelli | Luk3 esegue Love on the brain come compito assegnato da A. Pettinelli | Antonio che balla Un passo indietro vince la sfida giudicata da Thomas Signorelli contro Lucia che balla Unsteady                                                                                                | Antonio che balla Un passo indietro vince la sfida giudicata da Thomas Signorelli contro Lucia che balla Unsteady                                                                                                | Antonio che balla Un passo indietro vince la sfida giudicata da Thomas Signorelli contro Lucia che balla Unsteady                                                                                                | Antonio che balla Un passo indietro vince la sfida giudicata da Thomas Signorelli contro Lucia che balla Unsteady                                                                                                | Antonio che balla Un passo indietro vince la sfida giudicata da Thomas Signorelli contro Lucia che balla Unsteady                                                                                                | Antonio che balla Un passo indietro vince la sfida giudicata da Thomas Signorelli contro Lucia che balla Unsteady                                                                                                | Antonio che balla Un passo indietro vince la sfida giudicata da Thomas Signorelli contro Lucia che balla Unsteady                                                                                                |              |
| Mollenbeck esegue Great balls of fire come compito compito assegnato da A. Pettinelli | Mollenbeck esegue Great balls of fire come compito compito assegnato da A. Pettinelli | Mollenbeck esegue Great balls of fire come compito compito assegnato da A. Pettinelli | Mollenbeck esegue Great balls of fire come compito compito assegnato da A. Pettinelli | Mollenbeck esegue Great balls of fire come compito compito assegnato da A. Pettinelli | Mollenbeck esegue Great balls of fire come compito compito assegnato da A. Pettinelli | Mollenbeck esegue Great balls of fire come compito compito assegnato da A. Pettinelli | Trigno che canta l'inedito Maledetta Milano vince la sfida giudicata da Vittorio Farachi contro Nicolò che canta Instabile (Inedito)                                                                             | Trigno che canta l'inedito Maledetta Milano vince la sfida giudicata da Vittorio Farachi contro Nicolò che canta Instabile (Inedito)                                                                             | Trigno che canta l'inedito Maledetta Milano vince la sfida giudicata da Vittorio Farachi contro Nicolò che canta Instabile (Inedito)                                                                             | Trigno che canta l'inedito Maledetta Milano vince la sfida giudicata da Vittorio Farachi contro Nicolò che canta Instabile (Inedito)                                                                             | Trigno che canta l'inedito Maledetta Milano vince la sfida giudicata da Vittorio Farachi contro Nicolò che canta Instabile (Inedito)                                                                             | Trigno che canta l'inedito Maledetta Milano vince la sfida giudicata da Vittorio Farachi contro Nicolò che canta Instabile (Inedito)                                                                             | Trigno che canta l'inedito Maledetta Milano vince la sfida giudicata da Vittorio Farachi contro Nicolò che canta Instabile (Inedito)                                                                             |              |
| Antonia esegue Physical come compito compito assegnato da L. Cuccarini | Antonia esegue Physical come compito compito assegnato da L. Cuccarini | Antonia esegue Physical come compito compito assegnato da L. Cuccarini | Antonia esegue Physical come compito compito assegnato da L. Cuccarini | Antonia esegue Physical come compito compito assegnato da L. Cuccarini | Antonia esegue Physical come compito compito assegnato da L. Cuccarini | Antonia esegue Physical come compito compito assegnato da L. Cuccarini | Accesso al serale | Accesso al serale | Accesso al serale | Accesso al serale | Accesso al serale | Accesso al serale | Accesso al serale |              |
| Sfide | Sfide | Sfide | Sfide | Sfide | Sfide | Sfide | Allievo | Esibizione | A. Celentano | A. Celentano | D. Lettieri | E. Lo | Esito |              |
| Giorgia che balla 16 shots e Gioielli di famiglia perde la sfida giudicata da Francesca Bernabini contro Asia che balla It's ok i'm ok e That's so true. Asia entra quindi nella scuola eliminando Giorgia                                        | Giorgia che balla 16 shots e Gioielli di famiglia perde la sfida giudicata da Francesca Bernabini contro Asia che balla It's ok i'm ok e That's so true. Asia entra quindi nella scuola eliminando Giorgia                                        | Giorgia che balla 16 shots e Gioielli di famiglia perde la sfida giudicata da Francesca Bernabini contro Asia che balla It's ok i'm ok e That's so true. Asia entra quindi nella scuola eliminando Giorgia                                        | Giorgia che balla 16 shots e Gioielli di famiglia perde la sfida giudicata da Francesca Bernabini contro Asia che balla It's ok i'm ok e That's so true. Asia entra quindi nella scuola eliminando Giorgia                                        | Giorgia che balla 16 shots e Gioielli di famiglia perde la sfida giudicata da Francesca Bernabini contro Asia che balla It's ok i'm ok e That's so true. Asia entra quindi nella scuola eliminando Giorgia                                        | Giorgia che balla 16 shots e Gioielli di famiglia perde la sfida giudicata da Francesca Bernabini contro Asia che balla It's ok i'm ok e That's so true. Asia entra quindi nella scuola eliminando Giorgia                                        | Giorgia che balla 16 shots e Gioielli di famiglia perde la sfida giudicata da Francesca Bernabini contro Asia che balla It's ok i'm ok e That's so true. Asia entra quindi nella scuola eliminando Giorgia                                        | Chiara | Dancing on my own | | | | | Non accede ancora al serale |              |
| Nicolò che canta Chandelier vince la sfida giudicata da Charlie Rapino contro Filippo che canta L'amore è | Nicolò che canta Chandelier vince la sfida giudicata da Charlie Rapino contro Filippo che canta L'amore è | Nicolò che canta Chandelier vince la sfida giudicata da Charlie Rapino contro Filippo che canta L'amore è | Nicolò che canta Chandelier vince la sfida giudicata da Charlie Rapino contro Filippo che canta L'amore è | Nicolò che canta Chandelier vince la sfida giudicata da Charlie Rapino contro Filippo che canta L'amore è | Nicolò che canta Chandelier vince la sfida giudicata da Charlie Rapino contro Filippo che canta L'amore è | Nicolò che canta Chandelier vince la sfida giudicata da Charlie Rapino contro Filippo che canta L'amore è | Alessia | Orobroy | | N.D | | | Non accede ancora al serale |              |
| | | | | | | | Alessia | Volare | | | Accede al serale | | |              |
| Allievo | Esibizione | R. Zerbi | R. Zerbi | L. Cuccarini | A. Pettinelli | Esito | | | | | | | |              |
| Nicolò | Left outside alone | | | | | Non accede ancora al serale | | | | | | | |              |
| Nicolò | Basta così | | | | | Non accede ancora al serale | | | | | | | |              |
| Nicolò | Leave a light on | | | | | Non accede ancora al serale | | | | | | | |              |
| Antonia | Stand up | | | | | Accede al serale | | | | | | | |              |
| | | | | | | | | | | | | | |              |
| Settimana 19 | Settimana 19 | Settimana 19 | Settimana 19 | Settimana 19 | Settimana 19 | Settimana 19 | | Settimana 20 | Settimana 20 | Settimana 20 | Settimana 20 | Settimana 20 | Settimana 20 | Settimana 20 |
| Classifica di ballo di Garrison Rochelle e Rossella Brescia | Classifica di ballo di Garrison Rochelle e Rossella Brescia | Classifica di ballo di Garrison Rochelle e Rossella Brescia | | Classifica di canto di Fiorella Mannoia | Classifica di canto di Fiorella Mannoia | Classifica di canto di Fiorella Mannoia | Classifica di ballo | Classifica di ballo | Classifica di ballo | | Classifica di canto di Elisa | Classifica di canto di Elisa | Classifica di canto di Elisa |              |
| Allievo | Esibizione | Pos. | Allievo | Esibizione | Pos. | La gara di ballo non viene svolta visto che gli unici ballerini in gara sono infortunati | La gara di ballo non viene svolta visto che gli unici ballerini in gara sono infortunati | La gara di ballo non viene svolta visto che gli unici ballerini in gara sono infortunati | Allievo | Esibizione | Pos. | | |              |
| Francesco | La casa in riva al mare | 1° | Chiamamifaro | Del verde | 1° | La gara di ballo non viene svolta visto che gli unici ballerini in gara sono infortunati | La gara di ballo non viene svolta visto che gli unici ballerini in gara sono infortunati | La gara di ballo non viene svolta visto che gli unici ballerini in gara sono infortunati | Jacopo Sol | Hold the Line | 1° | | |              |
| Raffaella | Sexy and I Know It | 2° | Luk3 | C'era un ragazzo | 2° | La gara di ballo non viene svolta visto che gli unici ballerini in gara sono infortunati | La gara di ballo non viene svolta visto che gli unici ballerini in gara sono infortunati | La gara di ballo non viene svolta visto che gli unici ballerini in gara sono infortunati | Trigno | Non l'hai mica capito | 2° | | |              |
| Chiara | Per sempre | 3° | Senza Cri | Scusa se non ho gli occhi azzurri | 3° | La gara di ballo non viene svolta visto che gli unici ballerini in gara sono infortunati | La gara di ballo non viene svolta visto che gli unici ballerini in gara sono infortunati | La gara di ballo non viene svolta visto che gli unici ballerini in gara sono infortunati | Vybes | Another one bites the dust | 3° | | |              |
| Asia | Voy allevarte par pr | 4° | Deddé | Concedimi | 4° | La gara di ballo non viene svolta visto che gli unici ballerini in gara sono infortunati | La gara di ballo non viene svolta visto che gli unici ballerini in gara sono infortunati | La gara di ballo non viene svolta visto che gli unici ballerini in gara sono infortunati | Deddè | Ma che idea | 4° | | |              |
| Francesca | Hallelujah | 5° | Mollenbeck | Love me again | 5° | La gara di ballo non viene svolta visto che gli unici ballerini in gara sono infortunati | La gara di ballo non viene svolta visto che gli unici ballerini in gara sono infortunati | La gara di ballo non viene svolta visto che gli unici ballerini in gara sono infortunati | Chiamamifaro | I was made for lovin' you | 5° | | |              |
| Antonio | Pencil Full of Lead | 6° | Nicolò | Maria | 6° | La gara di ballo non viene svolta visto che gli unici ballerini in gara sono infortunati | La gara di ballo non viene svolta visto che gli unici ballerini in gara sono infortunati | La gara di ballo non viene svolta visto che gli unici ballerini in gara sono infortunati | Luk3 | What do you mean? | 6° | | |              |
| | | | Vybes | Parliamo | 6° | La gara di ballo non viene svolta visto che gli unici ballerini in gara sono infortunati | La gara di ballo non viene svolta visto che gli unici ballerini in gara sono infortunati | La gara di ballo non viene svolta visto che gli unici ballerini in gara sono infortunati | | | | | |              |
| Trigno | America | 7° | | | | La gara di ballo non viene svolta visto che gli unici ballerini in gara sono infortunati | La gara di ballo non viene svolta visto che gli unici ballerini in gara sono infortunati | La gara di ballo non viene svolta visto che gli unici ballerini in gara sono infortunati | | | | | |              |
| Note | Note | Note | Note | Note | Note | Note | Note | Note | Note | Note | Note | Note | Note |              |
| Daniele, Alessia, Dandy e Jacopo Sol non si esibiscono ma sono comunque riconfermati rimanendo in gara | Daniele, Alessia, Dandy e Jacopo Sol non si esibiscono ma sono comunque riconfermati rimanendo in gara | Daniele, Alessia, Dandy e Jacopo Sol non si esibiscono ma sono comunque riconfermati rimanendo in gara | Daniele, Alessia, Dandy e Jacopo Sol non si esibiscono ma sono comunque riconfermati rimanendo in gara | Daniele, Alessia, Dandy e Jacopo Sol non si esibiscono ma sono comunque riconfermati rimanendo in gara | Daniele, Alessia, Dandy e Jacopo Sol non si esibiscono ma sono comunque riconfermati rimanendo in gara | Daniele, Alessia, Dandy e Jacopo Sol non si esibiscono ma sono comunque riconfermati rimanendo in gara | Senza Cri, Dandy, Daniele e Raffaella non si esibiscono ma sono comunque riconfermati rimanendo in gara | Senza Cri, Dandy, Daniele e Raffaella non si esibiscono ma sono comunque riconfermati rimanendo in gara | Senza Cri, Dandy, Daniele e Raffaella non si esibiscono ma sono comunque riconfermati rimanendo in gara | Senza Cri, Dandy, Daniele e Raffaella non si esibiscono ma sono comunque riconfermati rimanendo in gara | Senza Cri, Dandy, Daniele e Raffaella non si esibiscono ma sono comunque riconfermati rimanendo in gara | Senza Cri, Dandy, Daniele e Raffaella non si esibiscono ma sono comunque riconfermati rimanendo in gara | Senza Cri, Dandy, Daniele e Raffaella non si esibiscono ma sono comunque riconfermati rimanendo in gara |              |
| Antonia canta Sui muri come esibizione aggiuntiva voluta dal suo insegnante R. Zerbi | Antonia canta Sui muri come esibizione aggiuntiva voluta dal suo insegnante R. Zerbi | Antonia canta Sui muri come esibizione aggiuntiva voluta dal suo insegnante R. Zerbi | Antonia canta Sui muri come esibizione aggiuntiva voluta dal suo insegnante R. Zerbi | Antonia canta Sui muri come esibizione aggiuntiva voluta dal suo insegnante R. Zerbi | Antonia canta Sui muri come esibizione aggiuntiva voluta dal suo insegnante R. Zerbi | Antonia canta Sui muri come esibizione aggiuntiva voluta dal suo insegnante R. Zerbi | Alessia balla Let's Get Loud come esibizione aggiuntiva voluta dal suo insegnante A. Celentano | Alessia balla Let's Get Loud come esibizione aggiuntiva voluta dal suo insegnante A. Celentano | Alessia balla Let's Get Loud come esibizione aggiuntiva voluta dal suo insegnante A. Celentano | Alessia balla Let's Get Loud come esibizione aggiuntiva voluta dal suo insegnante A. Celentano | Alessia balla Let's Get Loud come esibizione aggiuntiva voluta dal suo insegnante A. Celentano | Alessia balla Let's Get Loud come esibizione aggiuntiva voluta dal suo insegnante A. Celentano | Alessia balla Let's Get Loud come esibizione aggiuntiva voluta dal suo insegnante A. Celentano |              |
| Accesso al serale | Accesso al serale | Accesso al serale | Accesso al serale | Accesso al serale | Accesso al serale | Accesso al serale | Francesco balla La Bambola come esibizione aggiuntiva voluta dal suo insegnante E. Lo | Francesco balla La Bambola come esibizione aggiuntiva voluta dal suo insegnante E. Lo | Francesco balla La Bambola come esibizione aggiuntiva voluta dal suo insegnante E. Lo | Francesco balla La Bambola come esibizione aggiuntiva voluta dal suo insegnante E. Lo | Francesco balla La Bambola come esibizione aggiuntiva voluta dal suo insegnante E. Lo | Francesco balla La Bambola come esibizione aggiuntiva voluta dal suo insegnante E. Lo | Francesco balla La Bambola come esibizione aggiuntiva voluta dal suo insegnante E. Lo |              |
| Allievo | Esibizione | A. Celentano | A. Celentano | D. Lettieri | E. Lo | Esito | Chiara balla Crazy come esibizione aggiuntiva voluta dal suo insegnante A. Celentano | Chiara balla Crazy come esibizione aggiuntiva voluta dal suo insegnante A. Celentano | Chiara balla Crazy come esibizione aggiuntiva voluta dal suo insegnante A. Celentano | Chiara balla Crazy come esibizione aggiuntiva voluta dal suo insegnante A. Celentano | Chiara balla Crazy come esibizione aggiuntiva voluta dal suo insegnante A. Celentano | Chiara balla Crazy come esibizione aggiuntiva voluta dal suo insegnante A. Celentano | Chiara balla Crazy come esibizione aggiuntiva voluta dal suo insegnante A. Celentano |              |
| Chiara | It's my life | | | | N.D | Non accede ancora al serale | Asia balla Boys come esibizione aggiuntiva voluta dal suo insegnante E. Lo | Asia balla Boys come esibizione aggiuntiva voluta dal suo insegnante E. Lo | Asia balla Boys come esibizione aggiuntiva voluta dal suo insegnante E. Lo | Asia balla Boys come esibizione aggiuntiva voluta dal suo insegnante E. Lo | Asia balla Boys come esibizione aggiuntiva voluta dal suo insegnante E. Lo | Asia balla Boys come esibizione aggiuntiva voluta dal suo insegnante E. Lo | Asia balla Boys come esibizione aggiuntiva voluta dal suo insegnante E. Lo |              |
| Chiara | Ancora, ancora, ancora | | | Accede al serale | Accesso al serale | Accesso al serale | Accesso al serale | Accesso al serale | Accesso al serale | Accesso al serale | Accesso al serale | | |              |
| Francesco | That's Life | Allievo | Esibizione | Accede al serale | A. Celentano | A. Celentano | D. Lettieri | E. Lo | Esito | | | | |              |
| Antonio | Riptide | | | | Non accede ancora al serale | Francesca | L-O-V-E | | | | | Non accede ancora al serale | |              |
| Antonio | Viva la vida | Canzone inutile | | | Non accede ancora al serale | Francesca | | Accede al serale | | | | | |              |
| Antonio | Believer | | | Eliminato | Allievo | Esibizione | R. Zerbi | R. Zerbi | L. Cuccarini | A. Pettinelli | Esito | | |              |
| Asia | Pon de replay | | | | | Non accede ancora al serale | Jacopo Sol | Lontano dagli occhi | | | | | Accede al serale |              |
| Asia | Scars to your Beautiful | | Accede al serale | Trigno | Stavo pensando a te | | | | | Non accede ancora al serale | | | |              |
| Allievo | Esibizione | R. Zerbi | R. Zerbi | Trigno | L. Cuccarini | A. Pettinelli | Esito | Un tempo piccolo | | Non accede ancora al serale | | | |              |
| Chiamamifaro | La prima cosa bella | | | | | Non accede ancora al serale | Luk3 | L'appuntamento | | | | | |              |
| Chiamamifaro | Hips don't lie | Il filo rosso | | | | Non accede ancora al serale | Luk3 | | | | | | |              |
| Nicolò | Halo | | | | | | | | | | | | |              |
| Nicolò | Sei nell'anima | | | | | | | | | | | | |              |
| Nicolò | Duemilaminuti | | | Accede al serale | | | | | | | | | |              |
| Mollenbeck | Don't speak | | | | Non accede ancora al serale | | | | | | | | |              |
| Mollenbeck | Let her go | | | | Non accede ancora al serale | | | | | | | | |              |
| Mollenbeck | One Way or Another (Teenage Kicks) | | Eliminato | | | | | | | | | | |              |
| | | | | | | | | | | | | | |              |
| Settimana 21 | Settimana 21 | Settimana 21 | Settimana 21 | Settimana 21 | Settimana 21 | Settimana 21 | | Settimana 22 | Settimana 22 | Settimana 22 | Settimana 22 | Settimana 22 | Settimana 22 | Settimana 22 |
| Classifica di ballo | Classifica di ballo | Classifica di ballo | | Classifica di canto di Giorgia | Classifica di canto di Giorgia | Classifica di canto di Giorgia | Classifica di ballo | Classifica di ballo | Classifica di ballo | | Classifica di canto di Noemi e Fedez | Classifica di canto di Noemi e Fedez | Classifica di canto di Noemi e Fedez |              |
| La gara di ballo non viene svolta visto che gli unici ballerini in gara sono infortunati | La gara di ballo non viene svolta visto che gli unici ballerini in gara sono infortunati | La gara di ballo non viene svolta visto che gli unici ballerini in gara sono infortunati | Allievo | Esibizione | Pos. | Nessuna gara di ballo visto che c'è solo un ballerino senza la maglia del serale | Nessuna gara di ballo visto che c'è solo un ballerino senza la maglia del serale | Nessuna gara di ballo visto che c'è solo un ballerino senza la maglia del serale | Allievo | Esibizione | Pos. | | |              |
| La gara di ballo non viene svolta visto che gli unici ballerini in gara sono infortunati | La gara di ballo non viene svolta visto che gli unici ballerini in gara sono infortunati | La gara di ballo non viene svolta visto che gli unici ballerini in gara sono infortunati | Chiamamifaro | Generale | 1° | Nessuna gara di ballo visto che c'è solo un ballerino senza la maglia del serale | Nessuna gara di ballo visto che c'è solo un ballerino senza la maglia del serale | Nessuna gara di ballo visto che c'è solo un ballerino senza la maglia del serale | Senza Cri | Wicked game | 1° | | |              |
| La gara di ballo non viene svolta visto che gli unici ballerini in gara sono infortunati | La gara di ballo non viene svolta visto che gli unici ballerini in gara sono infortunati | La gara di ballo non viene svolta visto che gli unici ballerini in gara sono infortunati | Luk3 | Enhorabuena | 2° | Nessuna gara di ballo visto che c'è solo un ballerino senza la maglia del serale | Nessuna gara di ballo visto che c'è solo un ballerino senza la maglia del serale | Nessuna gara di ballo visto che c'è solo un ballerino senza la maglia del serale | Vybes | Il mio amico | 2° | | |              |
| La gara di ballo non viene svolta visto che gli unici ballerini in gara sono infortunati | La gara di ballo non viene svolta visto che gli unici ballerini in gara sono infortunati | La gara di ballo non viene svolta visto che gli unici ballerini in gara sono infortunati | Trigno | L'emozione non ha voce | 3° | Nessuna gara di ballo visto che c'è solo un ballerino senza la maglia del serale | Nessuna gara di ballo visto che c'è solo un ballerino senza la maglia del serale | Nessuna gara di ballo visto che c'è solo un ballerino senza la maglia del serale | Luk3 | Giovani wannabe | 3° | | |              |
| La gara di ballo non viene svolta visto che gli unici ballerini in gara sono infortunati | La gara di ballo non viene svolta visto che gli unici ballerini in gara sono infortunati | La gara di ballo non viene svolta visto che gli unici ballerini in gara sono infortunati | Vybes | King Of The Jungle | 4° | Nessuna gara di ballo visto che c'è solo un ballerino senza la maglia del serale | Nessuna gara di ballo visto che c'è solo un ballerino senza la maglia del serale | Nessuna gara di ballo visto che c'è solo un ballerino senza la maglia del serale | Trigno | Non avere paura | 4° | | |              |
| La gara di ballo non viene svolta visto che gli unici ballerini in gara sono infortunati | La gara di ballo non viene svolta visto che gli unici ballerini in gara sono infortunati | La gara di ballo non viene svolta visto che gli unici ballerini in gara sono infortunati | Senza Cri | The Winner Takes It All | 5° | Nessuna gara di ballo visto che c'è solo un ballerino senza la maglia del serale | Nessuna gara di ballo visto che c'è solo un ballerino senza la maglia del serale | Nessuna gara di ballo visto che c'è solo un ballerino senza la maglia del serale | Deddè | We don't talk anymore | 5° | | |              |
| La gara di ballo non viene svolta visto che gli unici ballerini in gara sono infortunati | La gara di ballo non viene svolta visto che gli unici ballerini in gara sono infortunati | La gara di ballo non viene svolta visto che gli unici ballerini in gara sono infortunati | Deddè | Te penso ancora | 6° | Nessuna gara di ballo visto che c'è solo un ballerino senza la maglia del serale | Nessuna gara di ballo visto che c'è solo un ballerino senza la maglia del serale | Nessuna gara di ballo visto che c'è solo un ballerino senza la maglia del serale | | | | | |              |
| Note | Note | Note | Note | Note | Note | Note | Note | Note | Note | Note | Note | Note | Note |              |
| Dandy e Daniele non si esibiscono ma sono comunque riconfermati rimanendo in gara | Dandy e Daniele non si esibiscono ma sono comunque riconfermati rimanendo in gara | Dandy e Daniele non si esibiscono ma sono comunque riconfermati rimanendo in gara | Dandy e Daniele non si esibiscono ma sono comunque riconfermati rimanendo in gara | Dandy e Daniele non si esibiscono ma sono comunque riconfermati rimanendo in gara | Dandy e Daniele non si esibiscono ma sono comunque riconfermati rimanendo in gara | Dandy e Daniele non si esibiscono ma sono comunque riconfermati rimanendo in gara | Daniele balla Mon amour come esibizione aggiuntiva voluta dalla sua insegnante A. Celentano | Daniele balla Mon amour come esibizione aggiuntiva voluta dalla sua insegnante A. Celentano | Daniele balla Mon amour come esibizione aggiuntiva voluta dalla sua insegnante A. Celentano | Daniele balla Mon amour come esibizione aggiuntiva voluta dalla sua insegnante A. Celentano | Daniele balla Mon amour come esibizione aggiuntiva voluta dalla sua insegnante A. Celentano | Daniele balla Mon amour come esibizione aggiuntiva voluta dalla sua insegnante A. Celentano | Daniele balla Mon amour come esibizione aggiuntiva voluta dalla sua insegnante A. Celentano |              |
| Chiara balla La ragazza con il cuore di latta come esibizione aggiuntiva voluta dalla sua insegnante A. Celentano | Chiara balla La ragazza con il cuore di latta come esibizione aggiuntiva voluta dalla sua insegnante A. Celentano | Chiara balla La ragazza con il cuore di latta come esibizione aggiuntiva voluta dalla sua insegnante A. Celentano | Chiara balla La ragazza con il cuore di latta come esibizione aggiuntiva voluta dalla sua insegnante A. Celentano | Chiara balla La ragazza con il cuore di latta come esibizione aggiuntiva voluta dalla sua insegnante A. Celentano | Chiara balla La ragazza con il cuore di latta come esibizione aggiuntiva voluta dalla sua insegnante A. Celentano | Chiara balla La ragazza con il cuore di latta come esibizione aggiuntiva voluta dalla sua insegnante A. Celentano | Alessia balla Magalenha come esibizione aggiuntiva voluta dalla sua insegnante A. Celentano | Alessia balla Magalenha come esibizione aggiuntiva voluta dalla sua insegnante A. Celentano | Alessia balla Magalenha come esibizione aggiuntiva voluta dalla sua insegnante A. Celentano | Alessia balla Magalenha come esibizione aggiuntiva voluta dalla sua insegnante A. Celentano | Alessia balla Magalenha come esibizione aggiuntiva voluta dalla sua insegnante A. Celentano | Alessia balla Magalenha come esibizione aggiuntiva voluta dalla sua insegnante A. Celentano | Alessia balla Magalenha come esibizione aggiuntiva voluta dalla sua insegnante A. Celentano |              |
| Alessia balla Sax come esibizione aggiuntiva voluta dalla sua insegnante A. Celentano | Alessia balla Sax come esibizione aggiuntiva voluta dalla sua insegnante A. Celentano | Alessia balla Sax come esibizione aggiuntiva voluta dalla sua insegnante A. Celentano | Alessia balla Sax come esibizione aggiuntiva voluta dalla sua insegnante A. Celentano | Alessia balla Sax come esibizione aggiuntiva voluta dalla sua insegnante A. Celentano | Alessia balla Sax come esibizione aggiuntiva voluta dalla sua insegnante A. Celentano | Alessia balla Sax come esibizione aggiuntiva voluta dalla sua insegnante A. Celentano | Francesca balla Hold my hand come esibizione aggiuntiva voluta dalla sua insegnante D. Lettieri | Francesca balla Hold my hand come esibizione aggiuntiva voluta dalla sua insegnante D. Lettieri | Francesca balla Hold my hand come esibizione aggiuntiva voluta dalla sua insegnante D. Lettieri | Francesca balla Hold my hand come esibizione aggiuntiva voluta dalla sua insegnante D. Lettieri | Francesca balla Hold my hand come esibizione aggiuntiva voluta dalla sua insegnante D. Lettieri | Francesca balla Hold my hand come esibizione aggiuntiva voluta dalla sua insegnante D. Lettieri | Francesca balla Hold my hand come esibizione aggiuntiva voluta dalla sua insegnante D. Lettieri |              |
| Nicolò canta Easy on me come esibizione aggiuntiva richiesta dalla sua insegnante A. Pettinelli | Nicolò canta Easy on me come esibizione aggiuntiva richiesta dalla sua insegnante A. Pettinelli | Nicolò canta Easy on me come esibizione aggiuntiva richiesta dalla sua insegnante A. Pettinelli | Nicolò canta Easy on me come esibizione aggiuntiva richiesta dalla sua insegnante A. Pettinelli | Nicolò canta Easy on me come esibizione aggiuntiva richiesta dalla sua insegnante A. Pettinelli | Nicolò canta Easy on me come esibizione aggiuntiva richiesta dalla sua insegnante A. Pettinelli | Nicolò canta Easy on me come esibizione aggiuntiva richiesta dalla sua insegnante A. Pettinelli | Antonia esegue Romantica (inedito) come esibizione aggiuntiva voluta dal suo insegnante R. Zerbi | Antonia esegue Romantica (inedito) come esibizione aggiuntiva voluta dal suo insegnante R. Zerbi | Antonia esegue Romantica (inedito) come esibizione aggiuntiva voluta dal suo insegnante R. Zerbi | Antonia esegue Romantica (inedito) come esibizione aggiuntiva voluta dal suo insegnante R. Zerbi | Antonia esegue Romantica (inedito) come esibizione aggiuntiva voluta dal suo insegnante R. Zerbi | Antonia esegue Romantica (inedito) come esibizione aggiuntiva voluta dal suo insegnante R. Zerbi | Antonia esegue Romantica (inedito) come esibizione aggiuntiva voluta dal suo insegnante R. Zerbi |              |
| Francesco balla Stitches come esibizione aggiuntiva voluta dal suo insegnante E. Lo | Francesco balla Stitches come esibizione aggiuntiva voluta dal suo insegnante E. Lo | Francesco balla Stitches come esibizione aggiuntiva voluta dal suo insegnante E. Lo | Francesco balla Stitches come esibizione aggiuntiva voluta dal suo insegnante E. Lo | Francesco balla Stitches come esibizione aggiuntiva voluta dal suo insegnante E. Lo | Francesco balla Stitches come esibizione aggiuntiva voluta dal suo insegnante E. Lo | Francesco balla Stitches come esibizione aggiuntiva voluta dal suo insegnante E. Lo | Jacopo Sol esegue Di Tutti (inedito) come esibizione aggiuntiva voluta dal suo insegnante R. Zerbi | Jacopo Sol esegue Di Tutti (inedito) come esibizione aggiuntiva voluta dal suo insegnante R. Zerbi | Jacopo Sol esegue Di Tutti (inedito) come esibizione aggiuntiva voluta dal suo insegnante R. Zerbi | Jacopo Sol esegue Di Tutti (inedito) come esibizione aggiuntiva voluta dal suo insegnante R. Zerbi | Jacopo Sol esegue Di Tutti (inedito) come esibizione aggiuntiva voluta dal suo insegnante R. Zerbi | Jacopo Sol esegue Di Tutti (inedito) come esibizione aggiuntiva voluta dal suo insegnante R. Zerbi | Jacopo Sol esegue Di Tutti (inedito) come esibizione aggiuntiva voluta dal suo insegnante R. Zerbi |              |
| Asia balla Turn Up the Music come esibizione aggiuntiva richiesta dal suo insegnante E. Lo | Asia balla Turn Up the Music come esibizione aggiuntiva richiesta dal suo insegnante E. Lo | Asia balla Turn Up the Music come esibizione aggiuntiva richiesta dal suo insegnante E. Lo | Asia balla Turn Up the Music come esibizione aggiuntiva richiesta dal suo insegnante E. Lo | Asia balla Turn Up the Music come esibizione aggiuntiva richiesta dal suo insegnante E. Lo | Asia balla Turn Up the Music come esibizione aggiuntiva richiesta dal suo insegnante E. Lo | Asia balla Turn Up the Music come esibizione aggiuntiva richiesta dal suo insegnante E. Lo | Chiamamifaro esegue Leone (inedito) come esibizione aggiuntiva voluta dal suo insegnante R. Zerbi | Chiamamifaro esegue Leone (inedito) come esibizione aggiuntiva voluta dal suo insegnante R. Zerbi | Chiamamifaro esegue Leone (inedito) come esibizione aggiuntiva voluta dal suo insegnante R. Zerbi | Chiamamifaro esegue Leone (inedito) come esibizione aggiuntiva voluta dal suo insegnante R. Zerbi | Chiamamifaro esegue Leone (inedito) come esibizione aggiuntiva voluta dal suo insegnante R. Zerbi | Chiamamifaro esegue Leone (inedito) come esibizione aggiuntiva voluta dal suo insegnante R. Zerbi | Chiamamifaro esegue Leone (inedito) come esibizione aggiuntiva voluta dal suo insegnante R. Zerbi |              |
| Accesso al serale | Accesso al serale | Accesso al serale | Accesso al serale | Accesso al serale | Accesso al serale | Accesso al serale | Nicolò esegue Cuore Bucato (inedito) come esibizione aggiuntiva voluta dalla sua insegnante A. Pettinelli | Nicolò esegue Cuore Bucato (inedito) come esibizione aggiuntiva voluta dalla sua insegnante A. Pettinelli | Nicolò esegue Cuore Bucato (inedito) come esibizione aggiuntiva voluta dalla sua insegnante A. Pettinelli | Nicolò esegue Cuore Bucato (inedito) come esibizione aggiuntiva voluta dalla sua insegnante A. Pettinelli | Nicolò esegue Cuore Bucato (inedito) come esibizione aggiuntiva voluta dalla sua insegnante A. Pettinelli | Nicolò esegue Cuore Bucato (inedito) come esibizione aggiuntiva voluta dalla sua insegnante A. Pettinelli | Nicolò esegue Cuore Bucato (inedito) come esibizione aggiuntiva voluta dalla sua insegnante A. Pettinelli |              |
| Allievo | Esibizione | A. Celentano | A. Celentano | D. Lettieri | E. Lo | Esito | Accesso al serale | Accesso al serale | Accesso al serale | Accesso al serale | Accesso al serale | Accesso al serale | Accesso al serale |              |
| Raffaella | Un Amor | | | | | Accede al serale | Allievo/a | Esibizione | R. Zerbi | R. Zerbi | L. Cuccarini | A. Pettinelli | Esito |              |
| Raffaella | El talisman | Senza Cri | Il cielo in una stanza | | | Accede al serale | | | Accede al serale | | | | |              |
| Raffaella | Footloose | Luk3 | Malavita | | Non accede ancora al serale | Accede al serale | | | | | | | |              |
| Raffaella | Marea | Luk3 | Un autunno fa | | Non accede ancora al serale | Accede al serale | | | | | | | |              |
| Daniele | Ragni | Luk3 | Faccio un casino | | Non accede ancora al serale | Accede al serale | | | | | | | |              |
| Allievo | Esibizione | Luk3 | R. Zerbi | R. Zerbi | L. Cuccarini | A. Pettinelli | Esito | Dispari | | Accede al serale | | | |              |
| Chiamamifaro | Nothing's Real But Love | | | | | Non accede ancora al serale | Deddè | Pianeti | | | | Eliminato | |              |
| Chiamamifaro | Musica leggerissima | Primo amore | | | | Non accede ancora al serale | Deddè | | | | | Eliminato | |              |
| Chiamamifaro | Malinconia | | Accede al serale | Trigno | Vita | | | | Accede al serale | | | | |              |
| Trigno | Chiamami ancora amore | | | Trigno | Non accede ancora al serale | Era già tutto previsto | | | Accede al serale | | | | |              |
| Trigno | Spaccacuore | Vybes | La mia banda suona il rock | | Non accede ancora al serale | | | | Accede al serale | | | | |              |
| Vybes | Ti fa stare bene | Vybes | | | Non accede ancora al serale | | Testardo | | Accede al serale | | | | |              |
| Vybes | Una vita in vacanza | Allievo | Esibizione | A. Celentano | A. Celentano | D. Lettieri | E. Lo | Esito | | | | | |              |
| Senza Cri | Le Rondini | Dandy | Rossofuoco | | | | | Accede al serale | | | | | |              |
| Senza Cri | Vedrai, Vedrai | Dandy | | | | The monster | | Accede al serale | | | | | |              |
| | | | | | | | Squadre del serale | | | | | | |              |
| Alessia, Antonia, Chiamamifaro, Chiara, Daniele, Jacopo Sol e Vybes fanno parte della Squadra Zerbi-Celentano | | | | | | | | | | | | | |              |
| Asia, Francesco, Luk3 e Senza Cri fanno parte della Squadra Cuccarini-Emanuel Lo | | | | | | | | | | | | | |              |
| Dandy, Francesca, Nicolò, Raffaella e Trigno fanno parte della Squadra Pettinelli-Lettieri | | | | | | | | | | | | | |              |

## Fase finale - serale
Il programma, condotto da Maria De Filippi, è andato in onda nella sua fase serale in prima serata su Canale 5 dal 22 marzo al 18 maggio 2025. Anche in questa edizione, tutte le puntate sono andate in onda di sabato, ad eccezione della finale, andata in onda di domenica. La giuria del serale era composta da Amadeus, Cristiano Malgioglio ed Elena D'Amario, mentre Stéphane Jarny ha ricoperto il ruolo di direttore artistico per il quinto anno consecutivo.
Il programma è andato in onda con il pubblico in platea dallo studio 8 del Centro Titanus Elios di Roma. Ugualmente alle quattro edizioni precedenti, sono state presenti tre squadre capitanate a coppie dai professori (un docente di canto e un docente di ballo per ogni squadra). 
A seguito, però, della doppia eliminazione avvenuta nella quinta puntata del serale, le squadre Pettinelli-Lettieri e Cuccarini-Emanuel Lo rimangono rispettivamente con solo due concorrenti della stessa categoria (canto) per la prima squadra e un solo concorrente (ballo) per la seconda; da ciò scaturisce la volontà dei tre concorrenti di chiedere alla produzione, che poi accetta favorevole, sotto appoggio consensuale dell'intero corpo docente, di unire gli stessi in un'unica nuova squadra ora capitanata dai quattro professori delle precedenti due squadre.

### Tabellone dello svolgimento
ZC   Squadra Zerbi-Celentano (puntate 1-8)

  CE   Squadra Cuccarini-Emanuel Lo (puntate 1-5)

  PL   Squadra Pettinelli-Lettieri (puntate 1-5)

  PLCE   Squadra Pettinelli-Lettieri-Cuccarini-Emanuel Lo (puntate 6-8)
  M   Salvo/a, vince la manche

  B   Va al ballottaggio per l'eliminazione

  V   Vince il ballottaggio, quindi salvo/a

  G   Nominato/a, salvo/a grazie alla giuria

  –   Non nominato/a, quindi salvo/a

  –   Non partecipa a manche, sfide o ballottaggi

  –   Non partecipa in quanto al ballottaggio

  –   Il giudizio riguardante il ballottaggio viene sospeso e rimandato
  E   Eliminato/a

  R   Ritirato/a

  F   Finalista / Accede alla finale

  C   Candidato alla finale

  N   Non accede ancora alla finale

  A   Accede alla finalissima

  P   Prosegue la finale

  W   Vince il programma

  S   Secondo/a classificato/a
| Concorrente | Concorrente | Concorrente  | Settimane | Settimane | Settimane | Settimane | Settimane | Settimane | Settimane | Settimane | Settimane | Settimane | Settimane | Settimane | Settimane | Settimane | Settimane | Settimane | Settimane | Settimane | Settimane | Settimane | Settimane | Settimane | Settimane | Settimane | Settimane | Settimane | Settimane | Settimane | Settimane | Settimane | Settimane | Settimane      | Settimane      | Settimane      | Settimane      | Settimane      | Settimane      | Settimane      | Settimane      | Settimane  | Settimane  | Settimane  | Settimane  | Settimane  | Settimane  | Settimane  | Settimane  |
| Concorrente | Concorrente | Concorrente  | 1         | 1         | 1         | 1         | 1         | 2         | 2         | 2         | 2         | 3         | 3         | 3         | 3         | 4         | 4         | 4         | 4         | 5         | 5         | 5         | 5         | 5         | 6         | 6         | 6         | 6         | 7         | 7         | 7         | 7         | 7         | 8 - Semifinale | 8 - Semifinale | 8 - Semifinale | 8 - Semifinale | 8 - Semifinale | 8 - Semifinale | 8 - Semifinale | 8 - Semifinale | 9 - Finale | 9 - Finale | 9 - Finale | 9 - Finale | 9 - Finale | 9 - Finale | 9 - Finale | 9 - Finale |
| Concorrente | Concorrente | Concorrente  | I         | B         | II        | III       | B         | I         | II        | III       | B         | I         | II        | III       | B         | I         | II        | III       | B         | I         | B         | II        | III       | B         | I         | II        | III       | B         | B         | I         | II        | III       | B         | I              | I              | II             | II             | III            | III            | B              | B              | SB         | SB         | FC         | FC         | FB         | FB         | F          | F          |
| ----------- | ----------- | ------------ | --------- | --------- | --------- | --------- | --------- | --------- | --------- | --------- | --------- | --------- | --------- | --------- | --------- | --------- | --------- | --------- | --------- | --------- | --------- | --------- | --------- | --------- | --------- | --------- | --------- | --------- | --------- | --------- | --------- | --------- | --------- | -------------- | -------------- | -------------- | -------------- | -------------- | -------------- | -------------- | -------------- | ---------- | ---------- | ---------- | ---------- | ---------- | ---------- | ---------- | ---------- |
| ZC          | ZC          | Daniele      | M         | –         | M         | G         | –         | –         | –         | M         | –         | M         | G         | M         | –         | B         | –         | –         | V         | M         | –         | M         | M         | –         | M         | –         | M         | –         | –         | G         | M         | –         | –         | N              | N              | C              | N              | C              | F              | –              | –              | P          | P          | –          | –          | A          | A          | W          | 1º         |
| PL          | PLCE        | Trigno       | –         | –         | G         | M         | –         | M         | M         | G         | –         | B         | –         | –         | V         | –         | –         | M         | –         | B         | V         | B         | –         | V         | G         | M         | B         | –         | V         | M         | G         | M         | –         | C              | N              | N              | N              | N              | N              | V              | F              | –          | –          | A          | A          | –          | –          | S          | 2º         |
| ZC          | ZC          | Alessia      | M         | –         | M         | G         | –         | –         | G         | M         | –         | M         | –         | M         | –         | G         | M         | –         | –         | M         | –         | M         | M         | –         | M         | –         | M         | –         | –         | –         | M         | B         | V         | N              | N              | C              | F              | –              | –              | –              | –              | P          | P          | –          | –          | E          | 3ª         |            |            |
| ZC          | ZC          | Antonia      | M         | –         | M         | –         | –         | –         | –         | M         | –         | M         | –         | M         | –         | –         | M         | G         | –         | M         | –         | M         | M         | –         | M         | G         | M         | –         | –         | G         | M         | G         | –         | N              | N              | C              | N              | C              | N              | V              | F              | –          | –          | E          | 4ª         |            |            |            |            |
| CE          | PLCE        | Francesco    | B         | V         | –         | –         | –         | G         | –         | –         | –         | –         | M         | G         | –         | M         | G         | –         | –         | –         | –         | –         | G         | –         | G         | M         | G         | –         | –         | M         | B         | –         | V         | C              | F              | –              | –              | –              | –              | –              | –              | E          | 5º         |            |            |            |            |            |            |
| PL          | PLCE        | Nicolò       | –         | –         | –         | M         | –         | M         | M         | G         | –         | G         | –         | –         | –         | –         | –         | M         | –         | B         | V         | G         | –         | –         | B         | –         | –         | V         | –         | M         | –         | M         | –         | C              | N              | N              | N              | N              | N              | E              |                |            |            |            |            |            |            |            |            |
| ZC          | ZC          | Jacopo Sol   | M         | –         | M         | –         | –         | –         | –         | M         | –         | M         | –         | M         | –         | –         | M         | G         | –         | M         | –         | M         | M         | –         | M         | G         | M         | –         | –         | B         | –         | –         | E         |                |                |                |                |                |                |                |                |            |            |            |            |            |            |            |            |
| ZC          | ZC          | Chiara       | M         | –         | M         | –         | –         | –         | G         | M         | –         | M         | B         | –         | V         | G         | M         | –         | –         | M         | –         | M         | M         | –         | M         | B         | –         | –         | E         |           |           |           |           |                |                |                |                |                |                |                |                |            |            |            |            |            |            |            |            |
| CE          | CE          | Senza Cri    | –         | –         | –         | –         | –         | G         | –         | –         | –         | –         | M         | G         | –         | M         | B         | –         | V         | –         | –         | –         | B         | E         |           |           |           |           |           |           |           |           |           |                |                |                |                |                |                |                |                |            |            |            |            |            |            |            |            |
| PL          | PL          | Francesca    | –         | –         | B         | –         | V         | M         | M         | –         | –         | G         | –         | –         | –         | –         | –         | M         | –         | B         | E         |           |           |           |           |           |           |           |           |           |           |           |           |                |                |                |                |                |                |                |                |            |            |            |            |            |            |            |            |
| ZC          | ZC          | Chiamamifaro | M         | –         | M         | –         | –         | –         | B         | –         | V         | M         | G         | M         | –         | –         | M         | B         | E         |           |           |           |           |           |           |           |           |           |           |           |           |           |           |                |                |                |                |                |                |                |                |            |            |            |            |            |            |            |            |
| CE          | CE          | Luk3         | B         | V         | –         | –         | –         | B         | –         | –         | V         | –         | M         | B         | E         |           |           |           |           |           |           |           |           |           |           |           |           |           |           |           |           |           |           |                |                |                |                |                |                |                |                |            |            |            |            |            |            |            |            |
| PL          | PL          | Raffaella    | –         | –         | G         | M         | –         | M         | M         | B         | E         |           |           |           |           |           |           |           |           |           |           |           |           |           |           |           |           |           |           |           |           |           |           |                |                |                |                |                |                |                |                |            |            |            |            |            |            |            |            |
| ZC          | ZC          | Vybes        | M         | –         | M         | B         | E         |           |           |           |           |           |           |           |           |           |           |           |           |           |           |           |           |           |           |           |           |           |           |           |           |           |           |                |                |                |                |                |                |                |                |            |            |            |            |            |            |            |            |
| CE          | CE          | Asia         | B         | E         |           |           |           |           |           |           |           |           |           |           |           |           |           |           |           |           |           |           |           |           |           |           |           |           |           |           |           |           |           |                |                |                |                |                |                |                |                |            |            |            |            |            |            |            |            |
| PL          | PL          | Dandy        | R         |           |           |           |           |           |           |           |           |           |           |           |           |           |           |           |           |           |           |           |           |           |           |           |           |           |           |           |           |           |           |                |                |                |                |                |                |                |                |            |            |            |            |            |            |            |            |

Podio generale
|        |         |         |  |           |
|        |         |         |  | 4º        |
|        | Daniele |         |  | Antonia   |
| Trigno | Daniele |         |  | 5º        |
| Trigno | 1º      | Alessia |  | Francesco |
| 2º     | 1º      | Alessia |  |           |
| 3º     | 1º      |         |  |           |

Podio canto
|         |        |    |  |            |
|         |        |    |  | 4º         |
|         | Trigno |    |  | Jacopo Sol |
| Antonia | Trigno |    |  |            |
| 1º      | Nicolò |    |  |            |
| 1º      | Nicolò | 2º |  |            |
| 1º      | 3º     |    |  |            |

Podio ballo
|         |           |    |  |        |
|         |           |    |  | 4º     |
|         | Daniele   |    |  | Chiara |
| Alessia | Daniele   |    |  |        |
| 1º      | Francesco |    |  |        |
| 1º      | Francesco | 2º |  |        |
| 1º      | 3º        |    |  |        |

### Svolgimento delle puntate
Puntate 1-7
La puntata è suddivisa in tre partite, ciascuna delle quali è giocata tra due squadre, al meglio dei 3 punti. Al termine della prima partita i professori o i ragazzi (o entrambe le parti costituenti la squadra vincente) faranno due/tre nomi (a seconda di come viene richiesto dalla produzione) tra i concorrenti della squadra perdente che andranno a sfidarsi in un ballottaggio con eliminazione diretta nella prima e quinta puntata, provvisoria dalla seconda alla quarta e dalla sesta puntata. Al termine della seconda partita (e allo stesso modo per la terza manche) i tre concorrenti, nominati e a rischio eliminazione, si sfidano tra loro per decretare l’eliminato provvisorio e al termine della puntata, gli eliminati provvisori si sfidano in un ultimo ballottaggio per decretare l'eliminazione definitiva di un concorrente. A giudicare le singole sfide e i ballottaggi è solo ed esclusivamente la giuria.
     Esibizione di canto
     Esibizione di ballo
| Settimana 1                                                                                                 | Settimana 1                                                                                                 | Settimana 1                                                                                                 | Settimana 1                                                                                                 | Settimana 1                                                                                                 | Settimana 1                                                                                                 | Settimana 1                                                                                                 | Settimana 1                                                                                                 | Settimana 1                                                                                                 | Settimana 1                                                                                                 | Settimana 1                                                                                                 | Settimana 1                                                                                                 | Settimana 1                                                                                                 | Settimana 1                                                                                                 | Settimana 1                                                                                                 | Settimana 1                                                                                                 | Settimana 1                                                                                                 | Settimana 1                                                                                                 | Settimana 1                                                                                                 | Settimana 1                                                                                                 | Settimana 1                                                                                                 | Settimana 1                  | Settimana 1                  |
| Prima sfida                                                                                                 | Prima sfida                                                                                                 | Prima sfida                                                                                                 | Prima sfida                                                                                                 | Prima sfida                                                                                                 | Prima sfida                                                                                                 | Prima sfida                                                                                                 | | Seconda sfida                                                                                               | Seconda sfida                                                                                               | Seconda sfida                                                                                               | Seconda sfida                                                                                               | Seconda sfida                                                                                               | Seconda sfida                                                                                               | Seconda sfida                                                                                               | | Terza sfida                                                                                                 | Terza sfida                                                                                                 | Terza sfida                                                                                                 | Terza sfida                                                                                                 | Terza sfida                                                                                                 | Terza sfida                  | Terza sfida                  |
| Prova | Squadra Zerbi-Celentano                                                                                     | Squadra Zerbi-Celentano                                                                                     | Punto | Punto | Squadra Cuccarini-Emanuel Lo                                                                                | Squadra Cuccarini-Emanuel Lo                                                                                | Prova | Squadra Zerbi-Celentano                                                                                     | Squadra Zerbi-Celentano                                                                                     | Punto | Punto | Squadra Pettinelli-Lettieri                                                                                 | Squadra Pettinelli-Lettieri                                                                                 | Prova | Squadra Zerbi-Celentano                                                                                     | Squadra Zerbi-Celentano                                                                                     | Punto | Punto | Squadra Lettieri-Pettinelli                                                                                 | Squadra Lettieri-Pettinelli                                                                                 |                              |                              |
| Prova | Allievo/a                                                                                                   | Esibizione                                                                                                  | Punto | Punto | Allievo/a                                                                                                   | Esibizione                                                                                                  | Prova | Allievo/a                                                                                                   | Esibizione                                                                                                  | Punto | Punto | Allievo/a                                                                                                   | Esibizione                                                                                                  | Prova | Allievo/a                                                                                                   | Esibizione                                                                                                  | Punto | Punto | Allievo/a                                                                                                   | Esibizione                                                                                                  |                              |                              |
| --- | --- | --- | --- | --- | --- | --- | --- | --- | --- | --- | --- | --- | --- | --- | --- | --- | --- | --- | --- | --- | ---------------------------- | ---------------------------- |
| I | Jacopo Sol                                                                                                  | You can leave your hat on                                                                                   | 0 | 1 | Francesco                                                                                                   | Pizzica di San Vito                                                                                         | I | Vybes | Sally | 0 | 1 | Nicolò | Sweet Dreams                                                                                                | I | Jacopo Sol                                                                                                  | Comparata Mi sono innamorato di te                                                                          | 0 | 1 | Nicolò | Comparata Mi sono innamorato di te                                                                          |                              |                              |
| II | Alessia | La Tortura                                                                                                  | 1 | 0 | Luk3 | DtMF | II | Chiara | Comparata Tchaikovsky: Piano Concerto No. 1                                                                 | 1 | 0 | Francesca                                                                                                   | Comparata Tchaikovsky: Piano Concerto No. 1                                                                 | II | Daniele | The code | 0 | 1 | Nicolò e Trigno                                                                                             | Overdose d'amore                                                                                            |                              |                              |
| III | Antonia | Comparata - Medley I will always love you / Bang Bang                                                       | 1 | 0 | Senza Cri                                                                                                   | Comparata - Medley I will always love you / Bang Bang                                                       | III | Chiamamifaro                                                                                                | Million Reasons                                                                                             | 1 | 0 | Trigno | Quanto ti vorrei                                                                                            | | | | | | | |                              |                              |
| Vince la Squadra Zerbi-Celentano per 2-1 contro la Squadra Cuccarini-Emanuel Lo                             | Vince la Squadra Zerbi-Celentano per 2-1 contro la Squadra Cuccarini-Emanuel Lo                             | Vince la Squadra Zerbi-Celentano per 2-1 contro la Squadra Cuccarini-Emanuel Lo                             | Vince la Squadra Zerbi-Celentano per 2-1 contro la Squadra Cuccarini-Emanuel Lo                             | Vince la Squadra Zerbi-Celentano per 2-1 contro la Squadra Cuccarini-Emanuel Lo                             | Vince la Squadra Zerbi-Celentano per 2-1 contro la Squadra Cuccarini-Emanuel Lo                             | Vince la Squadra Zerbi-Celentano per 2-1 contro la Squadra Cuccarini-Emanuel Lo                             | Vince la Squadra Zerbi-Celentano per 2-1 contro la Squadra Pettinelli-Lettieri                              | Vince la Squadra Zerbi-Celentano per 2-1 contro la Squadra Pettinelli-Lettieri                              | Vince la Squadra Zerbi-Celentano per 2-1 contro la Squadra Pettinelli-Lettieri                              | Vince la Squadra Zerbi-Celentano per 2-1 contro la Squadra Pettinelli-Lettieri                              | Vince la Squadra Zerbi-Celentano per 2-1 contro la Squadra Pettinelli-Lettieri                              | Vince la Squadra Zerbi-Celentano per 2-1 contro la Squadra Pettinelli-Lettieri                              | Vince la Squadra Zerbi-Celentano per 2-1 contro la Squadra Pettinelli-Lettieri                              | Vince la Squadra Pettinelli-Lettieri per 2-0 contro la Squadra Zerbi-Celentano                              | Vince la Squadra Pettinelli-Lettieri per 2-0 contro la Squadra Zerbi-Celentano                              | Vince la Squadra Pettinelli-Lettieri per 2-0 contro la Squadra Zerbi-Celentano                              | Vince la Squadra Pettinelli-Lettieri per 2-0 contro la Squadra Zerbi-Celentano                              | Vince la Squadra Pettinelli-Lettieri per 2-0 contro la Squadra Zerbi-Celentano                              | Vince la Squadra Pettinelli-Lettieri per 2-0 contro la Squadra Zerbi-Celentano                              | Vince la Squadra Pettinelli-Lettieri per 2-0 contro la Squadra Zerbi-Celentano                              |                              |                              |
| | | | | | | | | | | | | | | | | | | | | |                              |                              |
| Ballottaggio                                                                                                | Ballottaggio                                                                                                | Ballottaggio                                                                                                | Ballottaggio                                                                                                | Ballottaggio                                                                                                | Ballottaggio                                                                                                | Ballottaggio                                                                                                | Ballottaggio                                                                                                | Ballottaggio                                                                                                | Ballottaggio                                                                                                | Ballottaggio                                                                                                | Ballottaggio                                                                                                | Ballottaggio                                                                                                | Ballottaggio                                                                                                | Ballottaggio                                                                                                | Ballottaggio                                                                                                | Ballottaggio                                                                                                | Ballottaggio                                                                                                | Ballottaggio                                                                                                | Ballottaggio                                                                                                | Ballottaggio                                                                                                |                              |                              |
| Allievo/a                                                                                                   | Allievo/a                                                                                                   | Allievo/a                                                                                                   | Esito | Esito | Esito | Esito | Allievo/a                                                                                                   | Allievo/a                                                                                                   | Allievo/a                                                                                                   | Esito | Esito | Esito | Esito | Allievo/a                                                                                                   | Allievo/a                                                                                                   | Allievo/a                                                                                                   | Esito | Esito | Esito | Esito |                              |                              |
| Senza Cri                                                                                                   | Senza Cri                                                                                                   | Senza Cri                                                                                                   | Salva | Salva | Salva | Salva | Nicolò | Nicolò | Nicolò | Salvo | Salvo | Salvo | Salvo | Chiara | Chiara | Chiara | Salva | Salva | Salva | Salva |                              |                              |
| Francesco                                                                                                   | Francesco                                                                                                   | Francesco                                                                                                   | A rischio eliminazione                                                                                      | A rischio eliminazione                                                                                      | A rischio eliminazione                                                                                      | A rischio eliminazione                                                                                      | Raffaella                                                                                                   | Raffaella                                                                                                   | Raffaella                                                                                                   | A rischio eliminazione                                                                                      | A rischio eliminazione                                                                                      | A rischio eliminazione                                                                                      | A rischio eliminazione                                                                                      | Chiamamifaro                                                                                                | Chiamamifaro                                                                                                | Chiamamifaro                                                                                                | Salva | Salva | Salva | Salva |                              |                              |
| Luk3 | Luk3 | Luk3 | A rischio eliminazione                                                                                      | A rischio eliminazione                                                                                      | A rischio eliminazione                                                                                      | A rischio eliminazione                                                                                      | Trigno | Trigno | Trigno | A rischio eliminazione                                                                                      | A rischio eliminazione                                                                                      | A rischio eliminazione                                                                                      | A rischio eliminazione                                                                                      | Antonia | Antonia | Antonia | Salva | Salva | Salva | Salva |                              |                              |
| Asia | Asia | Asia | A rischio eliminazione                                                                                      | A rischio eliminazione                                                                                      | A rischio eliminazione                                                                                      | A rischio eliminazione                                                                                      | Francesca                                                                                                   | Francesca                                                                                                   | Francesca                                                                                                   | A rischio eliminazione                                                                                      | A rischio eliminazione                                                                                      | A rischio eliminazione                                                                                      | A rischio eliminazione                                                                                      | Jacopo Sol                                                                                                  | Jacopo Sol                                                                                                  | Jacopo Sol                                                                                                  | Salvo | Salvo | Salvo | Salvo |                              |                              |
| | | | | | | | | | | | | | | Alessia | Alessia | Alessia | A rischio eliminazione                                                                                      | A rischio eliminazione                                                                                      | A rischio eliminazione                                                                                      | A rischio eliminazione                                                                                      |                              |                              |
| Daniele | | | | | | | | | | | | | | | | | A rischio eliminazione                                                                                      | A rischio eliminazione                                                                                      | A rischio eliminazione                                                                                      | A rischio eliminazione                                                                                      |                              |                              |
| Vybes | | | | | | | | | | | | | | | | | A rischio eliminazione                                                                                      | A rischio eliminazione                                                                                      | A rischio eliminazione                                                                                      | A rischio eliminazione                                                                                      |                              |                              |
| Allievo/a                                                                                                   | Allievo/a                                                                                                   | Allievo/a                                                                                                   | Esibizione                                                                                                  | Esibizione                                                                                                  | Esito | Esito | Allievo/a                                                                                                   | Allievo/a                                                                                                   | Allievo/a                                                                                                   | Esibizione                                                                                                  | Esibizione                                                                                                  | Esito | Esito | Allievo/a                                                                                                   | Allievo/a                                                                                                   | Allievo/a                                                                                                   | Esibizione                                                                                                  | Esibizione                                                                                                  | Esito | Esito |                              |                              |
| Francesco                                                                                                   | Francesco                                                                                                   | Francesco                                                                                                   | Carmina Burana                                                                                              | Carmina Burana                                                                                              | Salvo | Salvo | Trigno | Trigno | Trigno | 16 marzo | 16 marzo | Salvo | Salvo | Alessia | Alessia | Alessia | Innuendo | Innuendo | Salva | Salva |                              |                              |
| Asia | Asia | Asia | La noia | La noia | A rischio eliminazione                                                                                      | A rischio eliminazione                                                                                      | Raffaella                                                                                                   | Raffaella                                                                                                   | Raffaella                                                                                                   | Mon amour                                                                                                   | Mon amour                                                                                                   | Salva | Salva | Daniele | Daniele | Daniele | Nothing breaks like a heart                                                                                 | Nothing breaks like a heart                                                                                 | Salvo | Salvo |                              |                              |
| Luk3 | Luk3 | Luk3 | Meraviglioso amore mio                                                                                      | Meraviglioso amore mio                                                                                      | A rischio eliminazione                                                                                      | A rischio eliminazione                                                                                      | Francesca                                                                                                   | Francesca                                                                                                   | Francesca                                                                                                   | A fari spenti                                                                                               | A fari spenti                                                                                               | A rischio eliminazione                                                                                      | A rischio eliminazione                                                                                      | Vybes | Vybes | Vybes | La canzone di Marinella                                                                                     | La canzone di Marinella                                                                                     | A rischio eliminazione                                                                                      | A rischio eliminazione                                                                                      |                              |                              |
| Eliminazione                                                                                                | Eliminazione                                                                                                | Eliminazione                                                                                                | Eliminazione                                                                                                | Eliminazione                                                                                                | Eliminazione                                                                                                | Eliminazione                                                                                                | Eliminazione                                                                                                | Eliminazione                                                                                                | Eliminazione                                                                                                | Eliminazione                                                                                                | Eliminazione                                                                                                | Eliminazione                                                                                                | Eliminazione                                                                                                | Eliminazione                                                                                                | Eliminazione                                                                                                | Eliminazione                                                                                                | Eliminazione                                                                                                | Eliminazione                                                                                                | Eliminazione                                                                                                | Eliminazione                                                                                                | Eliminazione                 |                              |
| Allievo/a                                                                                                   | Allievo/a                                                                                                   | Allievo/a                                                                                                   | Esibizione                                                                                                  | Esibizione                                                                                                  | Esito | Esito | Allievo/a                                                                                                   | Allievo/a                                                                                                   | Allievo/a                                                                                                   | Esibizione                                                                                                  | Esibizione                                                                                                  | Esibizione                                                                                                  | Esibizione                                                                                                  | Esibizione                                                                                                  | Esibizione                                                                                                  | Esibizione                                                                                                  | Esibizione                                                                                                  | Esibizione                                                                                                  | Esibizione                                                                                                  | Esito | Esito                        |                              |
| Luk3 | Luk3 | Luk3 | Parigi in motorino (inedito)                                                                                | Parigi in motorino (inedito)                                                                                | Salvo | Salvo | Francesca                                                                                                   | Francesca                                                                                                   | Francesca                                                                                                   | Balorda Nostalgia                                                                                           | Balorda Nostalgia                                                                                           | Balorda Nostalgia                                                                                           | Balorda Nostalgia                                                                                           | Balorda Nostalgia                                                                                           | Balorda Nostalgia                                                                                           | Balorda Nostalgia                                                                                           | Balorda Nostalgia                                                                                           | Balorda Nostalgia                                                                                           | Balorda Nostalgia                                                                                           | Salva | Salva                        |                              |
| Asia | Asia | Asia | Party Rock Anthem                                                                                           | Party Rock Anthem                                                                                           | Eliminata                                                                                                   | Eliminata                                                                                                   | Vybes | Vybes | Vybes | Chiedere aiuto (inedito)                                                                                    | Chiedere aiuto (inedito)                                                                                    | Chiedere aiuto (inedito)                                                                                    | Chiedere aiuto (inedito)                                                                                    | Chiedere aiuto (inedito)                                                                                    | Chiedere aiuto (inedito)                                                                                    | Chiedere aiuto (inedito)                                                                                    | Chiedere aiuto (inedito)                                                                                    | Chiedere aiuto (inedito)                                                                                    | Chiedere aiuto (inedito)                                                                                    | Eliminato                                                                                                   | Eliminato                    |                              |
| | | | | | | | | | | | | | | | | | | | | |                              |                              |
| Settimana 2                                                                                                 | | | | | | | | | | | | | | | | | | | | |                              |                              |
| Prima sfida                                                                                                 | Prima sfida                                                                                                 | Prima sfida                                                                                                 | Prima sfida                                                                                                 | Prima sfida                                                                                                 | Prima sfida                                                                                                 | Prima sfida                                                                                                 | | Seconda sfida                                                                                               | Seconda sfida                                                                                               | Seconda sfida                                                                                               | Seconda sfida                                                                                               | Seconda sfida                                                                                               | Seconda sfida                                                                                               | Seconda sfida                                                                                               | | Terza sfida                                                                                                 | Terza sfida                                                                                                 | Terza sfida                                                                                                 | Terza sfida                                                                                                 | Terza sfida                                                                                                 | Terza sfida                  | Terza sfida                  |
| Sfida | Squadra Pettinelli-Lettieri                                                                                 | Squadra Pettinelli-Lettieri                                                                                 | Punto | Punto | Squadra Cuccarini-Emanuel Lo                                                                                | Squadra Cuccarini-Emanuel Lo                                                                                | Sfida | Squadra Pettinelli-Lettieri                                                                                 | Squadra Pettinelli-Lettieri                                                                                 | Punto | Punto | Squadra Zerbi-Celentano                                                                                     | Squadra Zerbi-Celentano                                                                                     | Sfida | Squadra Pettinelli-Lettieri                                                                                 | Squadra Pettinelli-Lettieri                                                                                 | Punto | Punto | Squadra Zerbi-Celentano                                                                                     | Squadra Zerbi-Celentano                                                                                     |                              |                              |
| Sfida | Allievo/a                                                                                                   | Esibizione                                                                                                  | Punto | Punto | Allievo/a                                                                                                   | Esibizione                                                                                                  | Sfida | Allievo/a                                                                                                   | Esibizione                                                                                                  | Punto | Punto | Allievo/a                                                                                                   | Esibizione                                                                                                  | Sfida | Allievo/a                                                                                                   | Esibizione                                                                                                  | Punto | Punto | Allievo/a                                                                                                   | Esibizione                                                                                                  |                              |                              |
| I | Nicolò | Medley Frozen / Like a prayer                                                                               | 1 | 0 | Luk3 | Baila Morena                                                                                                | I | Trigno | Cuore matto                                                                                                 | 0 | 1 | Antonia | Killing me softly with his song                                                                             | I | Trigno | La flaca | 0 | 1 | Jacopo Sol                                                                                                  | Quanto forte ti pensavo                                                                                     |                              |                              |
| II | Raffaella                                                                                                   | Jai Ho! | 0 | 1 | Senza Cri                                                                                                   | Woman in love                                                                                               | II | Nicolò | Insieme | 1 | 0 | Chiara | Ti sento | II | Raffaella                                                                                                   | Comparata Watch Me Burn                                                                                     | 1 | 0 | Alessia | Comparata Watch Me Burn                                                                                     |                              |                              |
| III | Trigno | Comparata Prisencolinensinainciusol                                                                         | 1 | 0 | Luk3 | Comparata Prisencolinensinainciusol                                                                         | III | Francesca                                                                                                   | Carmen | 1 | 0 | Chiamamifaro                                                                                                | Iris | III | Nicolò | La canzone nostra                                                                                           | 0 | 1 | Antonia | Sempre e per sempre                                                                                         |                              |                              |
| Vince la Squadra Pettinelli-Lettieri per 2-1 contro la Squadra Cuccarini-Emanuel Lo                         | Vince la Squadra Pettinelli-Lettieri per 2-1 contro la Squadra Cuccarini-Emanuel Lo                         | Vince la Squadra Pettinelli-Lettieri per 2-1 contro la Squadra Cuccarini-Emanuel Lo                         | Vince la Squadra Pettinelli-Lettieri per 2-1 contro la Squadra Cuccarini-Emanuel Lo                         | Vince la Squadra Pettinelli-Lettieri per 2-1 contro la Squadra Cuccarini-Emanuel Lo                         | Vince la Squadra Pettinelli-Lettieri per 2-1 contro la Squadra Cuccarini-Emanuel Lo                         | Vince la Squadra Pettinelli-Lettieri per 2-1 contro la Squadra Cuccarini-Emanuel Lo                         | Vince la Squadra Pettinelli-Lettieri per 2-1 contro la Squadra Zerbi-Celentano                              | Vince la Squadra Pettinelli-Lettieri per 2-1 contro la Squadra Zerbi-Celentano                              | Vince la Squadra Pettinelli-Lettieri per 2-1 contro la Squadra Zerbi-Celentano                              | Vince la Squadra Pettinelli-Lettieri per 2-1 contro la Squadra Zerbi-Celentano                              | Vince la Squadra Pettinelli-Lettieri per 2-1 contro la Squadra Zerbi-Celentano                              | Vince la Squadra Pettinelli-Lettieri per 2-1 contro la Squadra Zerbi-Celentano                              | Vince la Squadra Pettinelli-Lettieri per 2-1 contro la Squadra Zerbi-Celentano                              | Vince la Squadra Zerbi-Celentano per 2-1 contro la Squadra Pettinelli-Lettieri                              | Vince la Squadra Zerbi-Celentano per 2-1 contro la Squadra Pettinelli-Lettieri                              | Vince la Squadra Zerbi-Celentano per 2-1 contro la Squadra Pettinelli-Lettieri                              | Vince la Squadra Zerbi-Celentano per 2-1 contro la Squadra Pettinelli-Lettieri                              | Vince la Squadra Zerbi-Celentano per 2-1 contro la Squadra Pettinelli-Lettieri                              | Vince la Squadra Zerbi-Celentano per 2-1 contro la Squadra Pettinelli-Lettieri                              | Vince la Squadra Zerbi-Celentano per 2-1 contro la Squadra Pettinelli-Lettieri                              |                              |                              |
| | | | | | | | | | | | | | | | | | | | | |                              |                              |
| Ballottaggio                                                                                                | Ballottaggio                                                                                                | Ballottaggio                                                                                                | Ballottaggio                                                                                                | Ballottaggio                                                                                                | Ballottaggio                                                                                                | Ballottaggio                                                                                                | Ballottaggio                                                                                                | Ballottaggio                                                                                                | Ballottaggio                                                                                                | Ballottaggio                                                                                                | Ballottaggio                                                                                                | Ballottaggio                                                                                                | Ballottaggio                                                                                                | Ballottaggio                                                                                                | Ballottaggio                                                                                                | Ballottaggio                                                                                                | Ballottaggio                                                                                                | Ballottaggio                                                                                                | Ballottaggio                                                                                                | Ballottaggio                                                                                                |                              |                              |
| Allievo/a                                                                                                   | Allievo/a                                                                                                   | Allievo/a                                                                                                   | Esito | Esito | Esito | Esito | Allievo/a                                                                                                   | Allievo/a                                                                                                   | Allievo/a                                                                                                   | Esito | Esito | Esito | Esito | Allievo/a                                                                                                   | Allievo/a                                                                                                   | Allievo/a                                                                                                   | Esito | Esito | Esito | Esito |                              |                              |
| Senza Cri                                                                                                   | Senza Cri                                                                                                   | Senza Cri                                                                                                   | A rischio eliminazione                                                                                      | A rischio eliminazione                                                                                      | A rischio eliminazione                                                                                      | A rischio eliminazione                                                                                      | Antonia | Antonia | Antonia | Salva | Salva | Salva | Salva | Francesca                                                                                                   | Francesca                                                                                                   | Francesca                                                                                                   | Salva | Salva | Salva | Salva |                              |                              |
| Francesco                                                                                                   | Francesco                                                                                                   | Francesco                                                                                                   | A rischio eliminazione                                                                                      | A rischio eliminazione                                                                                      | A rischio eliminazione                                                                                      | A rischio eliminazione                                                                                      | Daniele | Daniele | Daniele | Salvo | Salvo | Salvo | Salvo | Nicolò | Nicolò | Nicolò | A rischio eliminazione                                                                                      | A rischio eliminazione                                                                                      | A rischio eliminazione                                                                                      | A rischio eliminazione                                                                                      |                              |                              |
| Luk3 | Luk3 | Luk3 | A rischio eliminazione                                                                                      | A rischio eliminazione                                                                                      | A rischio eliminazione                                                                                      | A rischio eliminazione                                                                                      | Jacopo Sol                                                                                                  | Jacopo Sol                                                                                                  | Jacopo Sol                                                                                                  | Salvo | Salvo | Salvo | Salvo | Raffaella                                                                                                   | Raffaella                                                                                                   | Raffaella                                                                                                   | A rischio eliminazione                                                                                      | A rischio eliminazione                                                                                      | A rischio eliminazione                                                                                      | A rischio eliminazione                                                                                      |                              |                              |
| | | | | | | | Alessia | Alessia | Alessia | A rischio eliminazione                                                                                      | A rischio eliminazione                                                                                      | A rischio eliminazione                                                                                      | A rischio eliminazione                                                                                      | Trigno | Trigno | Trigno | A rischio eliminazione                                                                                      | A rischio eliminazione                                                                                      | A rischio eliminazione                                                                                      | A rischio eliminazione                                                                                      |                              |                              |
| Chiara | | | | | | | | | | A rischio eliminazione                                                                                      | A rischio eliminazione                                                                                      | A rischio eliminazione                                                                                      | A rischio eliminazione                                                                                      | | | | | | | |                              |                              |
| Chiamamifaro                                                                                                | | | | | | | | | | A rischio eliminazione                                                                                      | A rischio eliminazione                                                                                      | A rischio eliminazione                                                                                      | A rischio eliminazione                                                                                      | | | | | | | |                              |                              |
| Allievo/a                                                                                                   | Allievo/a                                                                                                   | Allievo/a                                                                                                   | Esibizione                                                                                                  | Esibizione                                                                                                  | Esito | Esito | Allievo/a                                                                                                   | Allievo/a                                                                                                   | Allievo/a                                                                                                   | Esibizione                                                                                                  | Esibizione                                                                                                  | Esito | Esito | Allievo/a                                                                                                   | Allievo/a                                                                                                   | Allievo/a                                                                                                   | Esibizione                                                                                                  | Esibizione                                                                                                  | Esito | Esito |                              |                              |
| Francesco                                                                                                   | Francesco                                                                                                   | Francesco                                                                                                   | Perfect | Perfect | Salvo | Salvo | Alessia | Alessia | Alessia | Besame mucho                                                                                                | Besame mucho                                                                                                | Salva | Salva | Nicolò | Nicolò | Nicolò | Wish You Were Here                                                                                          | Wish You Were Here                                                                                          | Salvo | Salvo |                              |                              |
| Senza Cri                                                                                                   | Senza Cri                                                                                                   | Senza Cri                                                                                                   | Cara Italia                                                                                                 | Cara Italia                                                                                                 | Salva | Salva | Chiara | Chiara | Chiara | Anche fragile                                                                                               | Anche fragile                                                                                               | Salva | Salva | Trigno | Trigno | Trigno | Mio fratello è figlio unico                                                                                 | Mio fratello è figlio unico                                                                                 | Salvo | Salvo |                              |                              |
| Luk3 | Luk3 | Luk3 | Volevo essere un duro                                                                                       | Volevo essere un duro                                                                                       | A rischio eliminazione                                                                                      | A rischio eliminazione                                                                                      | Chiamamifaro                                                                                                | Chiamamifaro                                                                                                | Chiamamifaro                                                                                                | Nessuno mi può giudicare                                                                                    | Nessuno mi può giudicare                                                                                    | A rischio eliminazione                                                                                      | A rischio eliminazione                                                                                      | Raffaella                                                                                                   | Raffaella                                                                                                   | Raffaella                                                                                                   | L' ombelico del mondo                                                                                       | L' ombelico del mondo                                                                                       | A rischio eliminazione                                                                                      | A rischio eliminazione                                                                                      |                              |                              |
| Eliminazione                                                                                                | | | | | | | | | | | | | | | | | | | | |                              |                              |
| Allievo/a                                                                                                   | Allievo/a                                                                                                   | Allievo/a                                                                                                   | Allievo/a                                                                                                   | Allievo/a                                                                                                   | Allievo/a                                                                                                   | Allievo/a                                                                                                   | Allievo/a                                                                                                   | Esibizione                                                                                                  | Esibizione                                                                                                  | Esibizione                                                                                                  | Esibizione                                                                                                  | Esibizione                                                                                                  | Esibizione                                                                                                  | Esibizione                                                                                                  | Esibizione                                                                                                  | Esito | Esito | Esito | Esito | Esito | Esito                        | Esito                        |
| Chiamamifaro                                                                                                | Chiamamifaro                                                                                                | Chiamamifaro                                                                                                | Chiamamifaro                                                                                                | Chiamamifaro                                                                                                | Chiamamifaro                                                                                                | Chiamamifaro                                                                                                | Chiamamifaro                                                                                                | Non sei tu                                                                                                  | Non sei tu                                                                                                  | Non sei tu                                                                                                  | Non sei tu                                                                                                  | Non sei tu                                                                                                  | Non sei tu                                                                                                  | Non sei tu                                                                                                  | Non sei tu                                                                                                  | Salva | Salva | Salva | Salva | Salva | Salva                        | Salva                        |
| Luk3 | Luk3 | Luk3 | Luk3 | Luk3 | Luk3 | Luk3 | Luk3 | Ti amo | Ti amo | Ti amo | Ti amo | Ti amo | Ti amo | Ti amo | Ti amo | A rischio eliminazione                                                                                      | A rischio eliminazione                                                                                      | A rischio eliminazione                                                                                      | A rischio eliminazione                                                                                      | A rischio eliminazione                                                                                      | A rischio eliminazione       | A rischio eliminazione       |
| Raffaella                                                                                                   | Raffaella                                                                                                   | Raffaella                                                                                                   | Raffaella                                                                                                   | Raffaella                                                                                                   | Raffaella                                                                                                   | Raffaella                                                                                                   | Raffaella                                                                                                   | West Side Story                                                                                             | West Side Story                                                                                             | West Side Story                                                                                             | West Side Story                                                                                             | West Side Story                                                                                             | West Side Story                                                                                             | West Side Story                                                                                             | West Side Story                                                                                             | A rischio eliminazione                                                                                      | A rischio eliminazione                                                                                      | A rischio eliminazione                                                                                      | A rischio eliminazione                                                                                      | A rischio eliminazione                                                                                      | A rischio eliminazione       | A rischio eliminazione       |
| Allievo/a                                                                                                   | Allievo/a                                                                                                   | Allievo/a                                                                                                   | Allievo/a                                                                                                   | Allievo/a                                                                                                   | Allievo/a                                                                                                   | Allievo/a                                                                                                   | Allievo/a                                                                                                   | Esibizione                                                                                                  | Esibizione                                                                                                  | Esibizione                                                                                                  | Esibizione                                                                                                  | Esibizione                                                                                                  | Esibizione                                                                                                  | Esibizione                                                                                                  | Esibizione                                                                                                  | Esito | Esito | Esito | Esito | Esito | Esito                        | Esito                        |
| Luk3 | Luk3 | Luk3 | Luk3 | Luk3 | Luk3 | Luk3 | Luk3 | Valentine (inedito)                                                                                         | Valentine (inedito)                                                                                         | Valentine (inedito)                                                                                         | Valentine (inedito)                                                                                         | Valentine (inedito)                                                                                         | Valentine (inedito)                                                                                         | Valentine (inedito)                                                                                         | Valentine (inedito)                                                                                         | Salvo | Salvo | Salvo | Salvo | Salvo | Salvo                        | Salvo                        |
| Raffaella                                                                                                   | Raffaella                                                                                                   | Raffaella                                                                                                   | Raffaella                                                                                                   | Raffaella                                                                                                   | Raffaella                                                                                                   | Raffaella                                                                                                   | Raffaella                                                                                                   | A un passo dalla luna                                                                                       | A un passo dalla luna                                                                                       | A un passo dalla luna                                                                                       | A un passo dalla luna                                                                                       | A un passo dalla luna                                                                                       | A un passo dalla luna                                                                                       | A un passo dalla luna                                                                                       | A un passo dalla luna                                                                                       | Eliminata                                                                                                   | Eliminata                                                                                                   | Eliminata                                                                                                   | Eliminata                                                                                                   | Eliminata                                                                                                   | Eliminata                    | Eliminata                    |
| | | | | | | | | | | | | | | | | | | | | |                              |                              |
| Settimana 3                                                                                                 | | | | | | | | | | | | | | | | | | | | |                              |                              |
| Prima sfida                                                                                                 | Prima sfida                                                                                                 | Prima sfida                                                                                                 | Prima sfida                                                                                                 | Prima sfida                                                                                                 | Prima sfida                                                                                                 | Prima sfida                                                                                                 | | Seconda sfida                                                                                               | Seconda sfida                                                                                               | Seconda sfida                                                                                               | Seconda sfida                                                                                               | Seconda sfida                                                                                               | Seconda sfida                                                                                               | Seconda sfida                                                                                               | | Terza sfida                                                                                                 | Terza sfida                                                                                                 | Terza sfida                                                                                                 | Terza sfida                                                                                                 | Terza sfida                                                                                                 | Terza sfida                  | Terza sfida                  |
| Sfida | Squadra Zerbi-Celentano                                                                                     | Squadra Zerbi-Celentano                                                                                     | Punto | Punto | Squadra Pettinelli-Lettieri                                                                                 | Squadra Pettinelli-Lettieri                                                                                 | Sfida | Squadra Zerbi-Celentano                                                                                     | Squadra Zerbi-Celentano                                                                                     | Punto | Punto | Squadra Cuccarini-Emanuel Lo                                                                                | Squadra Cuccarini-Emanuel Lo                                                                                | Sfida | Squadra Cuccarini-Emanuel Lo                                                                                | Squadra Cuccarini-Emanuel Lo                                                                                | Punto | Punto | Squadra Zerbi-Celentano                                                                                     | Squadra Zerbi-Celentano                                                                                     |                              |                              |
| Sfida | Allievo/a                                                                                                   | Esibizione                                                                                                  | Punto | Punto | Allievo/a                                                                                                   | Esibizione                                                                                                  | Sfida | Allievo/a                                                                                                   | Esibizione                                                                                                  | Punto | Punto | Allievo/a                                                                                                   | Esibizione                                                                                                  | Sfida | Allievo/a                                                                                                   | Esibizione                                                                                                  | Punto | Punto | Allievo/a                                                                                                   | Esibizione                                                                                                  |                              |                              |
| I | Antonia | Comparata - Medley I Got You (I Feel Good) / Pelle nera                                                     | 1 | 0 | Nicolò | Comparata - Medley I Got You (I Feel Good) / Pelle nera                                                     | I | Antonia | Is this love                                                                                                | 0 | 1 | Francesco                                                                                                   | Bolero | I | Francesco                                                                                                   | Comparata Virtuosismi The Final Countdown                                                                   | 1 | 0 | Daniele | Comparata Virtuosismi The Final Countdown                                                                   |                              |                              |
| II | Alessia | Let's Twist Again                                                                                           | 0 | 1 | Nicolò | Rocket Man                                                                                                  | II | Jacopo Sol                                                                                                  | Heroes | 1 | 0 | Luk3 | Todo de ti                                                                                                  | II | Senza Cri                                                                                                   | These boots are made for walkin'                                                                            | 0 | 1 | Alessia | Mambo italiano                                                                                              |                              |                              |
| III | Daniele | Abracadabra                                                                                                 | 1 | 0 | Trigno | Baciami adesso                                                                                              | III | Chiara | Swan Lake                                                                                                   | 0 | 1 | Francesco                                                                                                   | Variazione Fiamme di Parigi                                                                                 | III | Francesco                                                                                                   | Combattente                                                                                                 | 0 | 1 | Antonia e Jacopo Sol                                                                                        | Creep |                              |                              |
| Vince la Squadra Zerbi-Celentano per 2-1 contro la Squadra Pettinelli-Lettieri                              | Vince la Squadra Zerbi-Celentano per 2-1 contro la Squadra Pettinelli-Lettieri                              | Vince la Squadra Zerbi-Celentano per 2-1 contro la Squadra Pettinelli-Lettieri                              | Vince la Squadra Zerbi-Celentano per 2-1 contro la Squadra Pettinelli-Lettieri                              | Vince la Squadra Zerbi-Celentano per 2-1 contro la Squadra Pettinelli-Lettieri                              | Vince la Squadra Zerbi-Celentano per 2-1 contro la Squadra Pettinelli-Lettieri                              | Vince la Squadra Zerbi-Celentano per 2-1 contro la Squadra Pettinelli-Lettieri                              | Vince la Squadra Cuccarini-Emanuel Lo per 2-1 contro la Squadra Zerbi-Celentano                             | Vince la Squadra Cuccarini-Emanuel Lo per 2-1 contro la Squadra Zerbi-Celentano                             | Vince la Squadra Cuccarini-Emanuel Lo per 2-1 contro la Squadra Zerbi-Celentano                             | Vince la Squadra Cuccarini-Emanuel Lo per 2-1 contro la Squadra Zerbi-Celentano                             | Vince la Squadra Cuccarini-Emanuel Lo per 2-1 contro la Squadra Zerbi-Celentano                             | Vince la Squadra Cuccarini-Emanuel Lo per 2-1 contro la Squadra Zerbi-Celentano                             | Vince la Squadra Cuccarini-Emanuel Lo per 2-1 contro la Squadra Zerbi-Celentano                             | Vince la Squadra Zerbi-Celentano per 2-1 contro la Squadra Cuccarini-Emanuel Lo                             | Vince la Squadra Zerbi-Celentano per 2-1 contro la Squadra Cuccarini-Emanuel Lo                             | Vince la Squadra Zerbi-Celentano per 2-1 contro la Squadra Cuccarini-Emanuel Lo                             | Vince la Squadra Zerbi-Celentano per 2-1 contro la Squadra Cuccarini-Emanuel Lo                             | Vince la Squadra Zerbi-Celentano per 2-1 contro la Squadra Cuccarini-Emanuel Lo                             | Vince la Squadra Zerbi-Celentano per 2-1 contro la Squadra Cuccarini-Emanuel Lo                             | Vince la Squadra Zerbi-Celentano per 2-1 contro la Squadra Cuccarini-Emanuel Lo                             |                              |                              |
| | | | | | | | | | | | | | | | | | | | | |                              |                              |
| Ballottaggio                                                                                                | Ballottaggio                                                                                                | Ballottaggio                                                                                                | Ballottaggio                                                                                                | Ballottaggio                                                                                                | Ballottaggio                                                                                                | Ballottaggio                                                                                                | Ballottaggio                                                                                                | Ballottaggio                                                                                                | Ballottaggio                                                                                                | Ballottaggio                                                                                                | Ballottaggio                                                                                                | Ballottaggio                                                                                                | Ballottaggio                                                                                                | Ballottaggio                                                                                                | Ballottaggio                                                                                                | Ballottaggio                                                                                                | Ballottaggio                                                                                                | Ballottaggio                                                                                                | Ballottaggio                                                                                                | Ballottaggio                                                                                                |                              |                              |
| Allievo/a                                                                                                   | Allievo/a                                                                                                   | Allievo/a                                                                                                   | Esito | Esito | Esito | Esito | Allievo/a                                                                                                   | Allievo/a                                                                                                   | Allievo/a                                                                                                   | Esito | Esito | Esito | Esito | Allievo/a                                                                                                   | Allievo/a                                                                                                   | Allievo/a                                                                                                   | Esito | Esito | Esito | Esito |                              |                              |
| Francesca                                                                                                   | Francesca                                                                                                   | Francesca                                                                                                   | A rischio eliminazione                                                                                      | A rischio eliminazione                                                                                      | A rischio eliminazione                                                                                      | A rischio eliminazione                                                                                      | Alessia | Alessia | Alessia | Salva | Salva | Salva | Salva | Francesco                                                                                                   | Francesco                                                                                                   | Francesco                                                                                                   | A rischio eliminazione                                                                                      | A rischio eliminazione                                                                                      | A rischio eliminazione                                                                                      | A rischio eliminazione                                                                                      |                              |                              |
| Nicolò | Nicolò | Nicolò | A rischio eliminazione                                                                                      | A rischio eliminazione                                                                                      | A rischio eliminazione                                                                                      | A rischio eliminazione                                                                                      | Antonia | Antonia | Antonia | Salva | Salva | Salva | Salva | Luk3 | Luk3 | Luk3 | A rischio eliminazione                                                                                      | A rischio eliminazione                                                                                      | A rischio eliminazione                                                                                      | A rischio eliminazione                                                                                      |                              |                              |
| Trigno | Trigno | Trigno | A rischio eliminazione                                                                                      | A rischio eliminazione                                                                                      | A rischio eliminazione                                                                                      | A rischio eliminazione                                                                                      | Jacopo Sol                                                                                                  | Jacopo Sol                                                                                                  | Jacopo Sol                                                                                                  | Salvo | Salvo | Salvo | Salvo | Senza Cri                                                                                                   | Senza Cri                                                                                                   | Senza Cri                                                                                                   | A rischio eliminazione                                                                                      | A rischio eliminazione                                                                                      | A rischio eliminazione                                                                                      | A rischio eliminazione                                                                                      |                              |                              |
| | | | | | | | Chiamamifaro                                                                                                | Chiamamifaro                                                                                                | Chiamamifaro                                                                                                | A rischio eliminazione                                                                                      | A rischio eliminazione                                                                                      | A rischio eliminazione                                                                                      | A rischio eliminazione                                                                                      | | | | | | | |                              |                              |
| Chiara | | | | | | | | | | A rischio eliminazione                                                                                      | A rischio eliminazione                                                                                      | A rischio eliminazione                                                                                      | A rischio eliminazione                                                                                      | | | | | | | |                              |                              |
| Daniele | | | | | | | | | | A rischio eliminazione                                                                                      | A rischio eliminazione                                                                                      | A rischio eliminazione                                                                                      | A rischio eliminazione                                                                                      | | | | | | | |                              |                              |
| Allievo/a                                                                                                   | Allievo/a                                                                                                   | Allievo/a                                                                                                   | Esibizione                                                                                                  | Esibizione                                                                                                  | Esito | Esito | Allievo/a                                                                                                   | Allievo/a                                                                                                   | Allievo/a                                                                                                   | Esibizione                                                                                                  | Esibizione                                                                                                  | Esito | Esito | Allievo/a                                                                                                   | Allievo/a                                                                                                   | Allievo/a                                                                                                   | Esibizione                                                                                                  | Esibizione                                                                                                  | Esito | Esito |                              |                              |
| Nicolò | Nicolò | Nicolò | Cuore bucato (inedito)                                                                                      | Cuore bucato (inedito)                                                                                      | Salvo | Salvo | Daniele | Daniele | Daniele | Napule | Napule | Salvo | Salvo | Francesco                                                                                                   | Francesco                                                                                                   | Francesco                                                                                                   | The Lady Is a Tramp                                                                                         | The Lady Is a Tramp                                                                                         | Salvo | Salvo |                              |                              |
| Francesca                                                                                                   | Francesca                                                                                                   | Francesca                                                                                                   | Un'emozione da poco                                                                                         | Un'emozione da poco                                                                                         | Salva | Salva | Chiamamifaro                                                                                                | Chiamamifaro                                                                                                | Chiamamifaro                                                                                                | Leone (inedito)                                                                                             | Leone (inedito)                                                                                             | Salva | Salva | Senza Cri                                                                                                   | Senza Cri                                                                                                   | Senza Cri                                                                                                   | Grande muraglia (inedito)                                                                                   | Grande muraglia (inedito)                                                                                   | Salva | Salva |                              |                              |
| Trigno | Trigno | Trigno | 100 sigarette (inedito)                                                                                     | 100 sigarette (inedito)                                                                                     | A rischio eliminazione                                                                                      | A rischio eliminazione                                                                                      | Chiara | Chiara | Chiara | Bang bang (my baby shot me down)                                                                            | Bang bang (my baby shot me down)                                                                            | A rischio eliminazione                                                                                      | A rischio eliminazione                                                                                      | Luk3 | Luk3 | Luk3 | Roma lo sa (inedito)                                                                                        | Roma lo sa (inedito)                                                                                        | A rischio eliminazione                                                                                      | A rischio eliminazione                                                                                      |                              |                              |
| Eliminazione                                                                                                | | | | | | | | | | | | | | | | | | | | |                              |                              |
| Allievo/a                                                                                                   | Allievo/a                                                                                                   | Allievo/a                                                                                                   | Allievo/a                                                                                                   | Allievo/a                                                                                                   | Allievo/a                                                                                                   | Allievo/a                                                                                                   | Allievo/a                                                                                                   | Esibizione                                                                                                  | Esibizione                                                                                                  | Esibizione                                                                                                  | Esibizione                                                                                                  | Esibizione                                                                                                  | Esibizione                                                                                                  | Esibizione                                                                                                  | Esibizione                                                                                                  | Esito | Esito | Esito | Esito | Esito | Esito                        | Esito                        |
| Chiara | Chiara | Chiara | Chiara | Chiara | Chiara | Chiara | Chiara | (Where Do I Begin) Love Story                                                                               | (Where Do I Begin) Love Story                                                                               | (Where Do I Begin) Love Story                                                                               | (Where Do I Begin) Love Story                                                                               | (Where Do I Begin) Love Story                                                                               | (Where Do I Begin) Love Story                                                                               | (Where Do I Begin) Love Story                                                                               | (Where Do I Begin) Love Story                                                                               | Salva | Salva | Salva | Salva | Salva | Salva                        | Salva                        |
| Luk3 | Luk3 | Luk3 | Luk3 | Luk3 | Luk3 | Luk3 | Luk3 | L' urdemo vase                                                                                              | L' urdemo vase                                                                                              | L' urdemo vase                                                                                              | L' urdemo vase                                                                                              | L' urdemo vase                                                                                              | L' urdemo vase                                                                                              | L' urdemo vase                                                                                              | L' urdemo vase                                                                                              | A rischio eliminazione                                                                                      | A rischio eliminazione                                                                                      | A rischio eliminazione                                                                                      | A rischio eliminazione                                                                                      | A rischio eliminazione                                                                                      | A rischio eliminazione       | A rischio eliminazione       |
| Trigno | Trigno | Trigno | Trigno | Trigno | Trigno | Trigno | Trigno | Don't look back in anger                                                                                    | Don't look back in anger                                                                                    | Don't look back in anger                                                                                    | Don't look back in anger                                                                                    | Don't look back in anger                                                                                    | Don't look back in anger                                                                                    | Don't look back in anger                                                                                    | Don't look back in anger                                                                                    | A rischio eliminazione                                                                                      | A rischio eliminazione                                                                                      | A rischio eliminazione                                                                                      | A rischio eliminazione                                                                                      | A rischio eliminazione                                                                                      | A rischio eliminazione       | A rischio eliminazione       |
| Allievo | Allievo | Allievo | Allievo | Allievo | Allievo | Allievo | Allievo | Esibizione                                                                                                  | Esibizione                                                                                                  | Esibizione                                                                                                  | Esibizione                                                                                                  | Esibizione                                                                                                  | Esibizione                                                                                                  | Esibizione                                                                                                  | Esibizione                                                                                                  | Esito | Esito | Esito | Esito | Esito | Esito                        | Esito                        |
| Trigno | Trigno | Trigno | Trigno | Trigno | Trigno | Trigno | Trigno | Gli occhi                                                                                                   | Gli occhi                                                                                                   | Gli occhi                                                                                                   | Gli occhi                                                                                                   | Gli occhi                                                                                                   | Gli occhi                                                                                                   | Gli occhi                                                                                                   | Gli occhi                                                                                                   | Salvo | Salvo | Salvo | Salvo | Salvo | Salvo                        | Salvo                        |
| Luk3 | Luk3 | Luk3 | Luk3 | Luk3 | Luk3 | Luk3 | Luk3 | Twistin' the Night                                                                                          | Twistin' the Night                                                                                          | Twistin' the Night                                                                                          | Twistin' the Night                                                                                          | Twistin' the Night                                                                                          | Twistin' the Night                                                                                          | Twistin' the Night                                                                                          | Twistin' the Night                                                                                          | Eliminato                                                                                                   | Eliminato                                                                                                   | Eliminato                                                                                                   | Eliminato                                                                                                   | Eliminato                                                                                                   | Eliminato                    | Eliminato                    |
| | | | | | | | | | | | | | | | | | | | | |                              |                              |
| Settimana 4                                                                                                 | | | | | | | | | | | | | | | | | | | | |                              |                              |
| Prima sfida                                                                                                 | Prima sfida                                                                                                 | Prima sfida                                                                                                 | Prima sfida                                                                                                 | Prima sfida                                                                                                 | Prima sfida                                                                                                 | Prima sfida                                                                                                 | | Seconda sfida                                                                                               | Seconda sfida                                                                                               | Seconda sfida                                                                                               | Seconda sfida                                                                                               | Seconda sfida                                                                                               | Seconda sfida                                                                                               | Seconda sfida                                                                                               | | Terza sfida                                                                                                 | Terza sfida                                                                                                 | Terza sfida                                                                                                 | Terza sfida                                                                                                 | Terza sfida                                                                                                 | Terza sfida                  | Terza sfida                  |
| Sfida | Squadra Cuccarini-Emanuel Lo                                                                                | Squadra Cuccarini-Emanuel Lo                                                                                | Punto | Punto | Squadra Zerbi-Celentano                                                                                     | Squadra Zerbi-Celentano                                                                                     | Sfida | Squadra Cuccarini-Emanuel Lo                                                                                | Squadra Cuccarini-Emanuel Lo                                                                                | Punto | Punto | Squadra Zerbi-Celentano                                                                                     | Squadra Zerbi-Celentano                                                                                     | Sfida | Squadra Zerbi-Celentano                                                                                     | Squadra Zerbi-Celentano                                                                                     | Punto | Punto | Squadra Pettinelli-Lettieri                                                                                 | Squadra Pettinelli-Lettieri                                                                                 |                              |                              |
| Sfida | Allievo/a                                                                                                   | Esibizione                                                                                                  | Punto | Punto | Allievo/a                                                                                                   | Esibizione                                                                                                  | Sfida | Allievo/a                                                                                                   | Esibizione                                                                                                  | Punto | Punto | Allievo | Esibizione                                                                                                  | Sfida | Allievo/a                                                                                                   | Esibizione                                                                                                  | Punto | Punto | Allievo/a                                                                                                   | Esibizione                                                                                                  |                              |                              |
| I | Francesco                                                                                                   | Bliksem Beat                                                                                                | 0 | 1 | Antonia | Averti addosso                                                                                              | I | Senza Cri                                                                                                   | Strong Enough                                                                                               | 0 | 1 | Antonia e Jacopo Sol                                                                                        | Cu 'mme | I | Chiara | Comparata V for Vivaldi                                                                                     | 1 | 0 | Francesca                                                                                                   | Comparata V for Vivaldi                                                                                     |                              |                              |
| II | Senza Cri                                                                                                   | Lentamente                                                                                                  | 1 | 0 | Alessia | The Rythm Is Magic                                                                                          | II | Francesco                                                                                                   | Variazione La Sylphide                                                                                      | 1 | 0 | Antonia | Respect | II | Chiamamifaro                                                                                                | Drivers license                                                                                             | 0 | 1 | Nicolò | Rolling in the deep                                                                                         |                              |                              |
| III | Francesco                                                                                                   | Comparata - Medley Experience / Sogna ragazzo sogna / Fatti avanti amore                                    | 1 | 0 | Daniele | Comparata - Medley Experience / Sogna ragazzo sogna / Fatti avanti amore                                    | III | Senza Cri                                                                                                   | Anna e Marco                                                                                                | 0 | 1 | Alessia | Santa Maria                                                                                                 | III | Jacopo Sol                                                                                                  | Grenade | 0 | 1 | Trigno e Nicolò                                                                                             | Un'Estate Italiana (Notti Magiche)                                                                          |                              |                              |
| Vince la Squadra Cuccarini-Emanuel Lo per 2-1 contro la Squadra Zerbi-Celentano                             | Vince la Squadra Cuccarini-Emanuel Lo per 2-1 contro la Squadra Zerbi-Celentano                             | Vince la Squadra Cuccarini-Emanuel Lo per 2-1 contro la Squadra Zerbi-Celentano                             | Vince la Squadra Cuccarini-Emanuel Lo per 2-1 contro la Squadra Zerbi-Celentano                             | Vince la Squadra Cuccarini-Emanuel Lo per 2-1 contro la Squadra Zerbi-Celentano                             | Vince la Squadra Cuccarini-Emanuel Lo per 2-1 contro la Squadra Zerbi-Celentano                             | Vince la Squadra Cuccarini-Emanuel Lo per 2-1 contro la Squadra Zerbi-Celentano                             | Vince la Squadra Zerbi-Celentano per 2-1 contro la Squadra Cuccarini-Emanuel Lo                             | Vince la Squadra Zerbi-Celentano per 2-1 contro la Squadra Cuccarini-Emanuel Lo                             | Vince la Squadra Zerbi-Celentano per 2-1 contro la Squadra Cuccarini-Emanuel Lo                             | Vince la Squadra Zerbi-Celentano per 2-1 contro la Squadra Cuccarini-Emanuel Lo                             | Vince la Squadra Zerbi-Celentano per 2-1 contro la Squadra Cuccarini-Emanuel Lo                             | Vince la Squadra Zerbi-Celentano per 2-1 contro la Squadra Cuccarini-Emanuel Lo                             | Vince la Squadra Zerbi-Celentano per 2-1 contro la Squadra Cuccarini-Emanuel Lo                             | Vince la Squadra Pettinelli-Lettieri per 2-1 contro la Squadra Zerbi-Celentano                              | Vince la Squadra Pettinelli-Lettieri per 2-1 contro la Squadra Zerbi-Celentano                              | Vince la Squadra Pettinelli-Lettieri per 2-1 contro la Squadra Zerbi-Celentano                              | Vince la Squadra Pettinelli-Lettieri per 2-1 contro la Squadra Zerbi-Celentano                              | Vince la Squadra Pettinelli-Lettieri per 2-1 contro la Squadra Zerbi-Celentano                              | Vince la Squadra Pettinelli-Lettieri per 2-1 contro la Squadra Zerbi-Celentano                              | Vince la Squadra Pettinelli-Lettieri per 2-1 contro la Squadra Zerbi-Celentano                              |                              |                              |
| | | | | | | | | | | | | | | | | | | | | |                              |                              |
| Ballottaggio                                                                                                | Ballottaggio                                                                                                | Ballottaggio                                                                                                | Ballottaggio                                                                                                | Ballottaggio                                                                                                | Ballottaggio                                                                                                | Ballottaggio                                                                                                | Ballottaggio                                                                                                | Ballottaggio                                                                                                | Ballottaggio                                                                                                | Ballottaggio                                                                                                | Ballottaggio                                                                                                | Ballottaggio                                                                                                | Ballottaggio                                                                                                | Ballottaggio                                                                                                | Ballottaggio                                                                                                | Ballottaggio                                                                                                | Ballottaggio                                                                                                | Ballottaggio                                                                                                | Ballottaggio                                                                                                | Ballottaggio                                                                                                |                              |                              |
| Allievo/a                                                                                                   | Allievo/a                                                                                                   | Allievo/a                                                                                                   | Esito | Esito | Esito | Esito | Allievo/a                                                                                                   | Allievo/a                                                                                                   | Allievo/a                                                                                                   | Esito | Esito | Esito | Esito | Allievo/a                                                                                                   | Allievo/a                                                                                                   | Allievo/a                                                                                                   | Esito | Esito | Esito | Esito |                              |                              |
| Jacopo Sol                                                                                                  | Jacopo Sol                                                                                                  | Jacopo Sol                                                                                                  | Salvo | Salvo | Salvo | Salvo | Francesco                                                                                                   | Francesco                                                                                                   | Francesco                                                                                                   | A rischio eliminazione                                                                                      | A rischio eliminazione                                                                                      | A rischio eliminazione                                                                                      | A rischio eliminazione                                                                                      | Alessia | Alessia | Alessia | Salva | Salva | Salva | Salva |                              |                              |
| Chiamamifaro                                                                                                | Chiamamifaro                                                                                                | Chiamamifaro                                                                                                | Salva | Salva | Salva | Salva | Senza Cri                                                                                                   | Senza Cri                                                                                                   | Senza Cri                                                                                                   | A rischio eliminazione                                                                                      | A rischio eliminazione                                                                                      | A rischio eliminazione                                                                                      | A rischio eliminazione                                                                                      | Chiara | Chiara | Chiara | Salva | Salva | Salva | Salva |                              |                              |
| Antonia | Antonia | Antonia | Salva | Salva | Salva | Salva | | | | | | | | Antonia | Antonia | Antonia | A rischio eliminazione                                                                                      | A rischio eliminazione                                                                                      | A rischio eliminazione                                                                                      | A rischio eliminazione                                                                                      |                              |                              |
| Chiara | Chiara | Chiara | A rischio eliminazione                                                                                      | A rischio eliminazione                                                                                      | A rischio eliminazione                                                                                      | A rischio eliminazione                                                                                      | Chiamamifaro                                                                                                | Chiamamifaro                                                                                                | Chiamamifaro                                                                                                | | | | | | | | A rischio eliminazione                                                                                      | A rischio eliminazione                                                                                      | A rischio eliminazione                                                                                      | A rischio eliminazione                                                                                      |                              |                              |
| Daniele | Daniele | Daniele | A rischio eliminazione                                                                                      | A rischio eliminazione                                                                                      | A rischio eliminazione                                                                                      | A rischio eliminazione                                                                                      | Jacopo Sol                                                                                                  | Jacopo Sol                                                                                                  | Jacopo Sol                                                                                                  | | | | | | | | A rischio eliminazione                                                                                      | A rischio eliminazione                                                                                      | A rischio eliminazione                                                                                      | A rischio eliminazione                                                                                      |                              |                              |
| Alessia | | | A rischio eliminazione                                                                                      | A rischio eliminazione                                                                                      | A rischio eliminazione                                                                                      | A rischio eliminazione                                                                                      | | | | | | | | | | | | | | |                              |                              |
| Allievo/a                                                                                                   | Allievo/a                                                                                                   | Allievo/a                                                                                                   | Esibizione                                                                                                  | Esibizione                                                                                                  | Esito | Esito | Allievo/a                                                                                                   | Allievo/a                                                                                                   | Allievo/a                                                                                                   | Esibizione                                                                                                  | Esibizione                                                                                                  | Esito | Esito | Allievo/a                                                                                                   | Allievo/a                                                                                                   | Allievo/a                                                                                                   | Esibizione                                                                                                  | Esibizione                                                                                                  | Esito | Esito |                              |                              |
| Chiara | Chiara | Chiara | Palladio | Palladio | Salva | Salva | Francesco                                                                                                   | Francesco                                                                                                   | Francesco                                                                                                   | Il mondo | Il mondo | Salvo | Salvo | Antonia | Antonia | Antonia | Cade la pioggia                                                                                             | Cade la pioggia                                                                                             | Salva | Salva |                              |                              |
| Alessia | Alessia | Alessia | La voz del mundo                                                                                            | La voz del mundo                                                                                            | Salva | Salva | Senza Cri                                                                                                   | Senza Cri                                                                                                   | Senza Cri                                                                                                   | Liberi | Liberi | A rischio eliminazione                                                                                      | A rischio eliminazione                                                                                      | Jacopo Sol                                                                                                  | Jacopo Sol                                                                                                  | Jacopo Sol                                                                                                  | Sweet Child O' Mine                                                                                         | Sweet Child O' Mine                                                                                         | Salvo | Salvo |                              |                              |
| Daniele | Daniele | Daniele | Papaoutai                                                                                                   | Papaoutai                                                                                                   | A rischio eliminazione                                                                                      | A rischio eliminazione                                                                                      | | | | | | | | Chiamamifaro                                                                                                | Chiamamifaro                                                                                                | Chiamamifaro                                                                                                | Please Please Please                                                                                        | Please Please Please                                                                                        | A rischio eliminazione                                                                                      | A rischio eliminazione                                                                                      |                              |                              |
| Eliminazione                                                                                                | | | | | | | | | | | | | | | | | | | | |                              |                              |
| Allievo/a                                                                                                   | Allievo/a                                                                                                   | Allievo/a                                                                                                   | Allievo/a                                                                                                   | Allievo/a                                                                                                   | Allievo/a                                                                                                   | Allievo/a                                                                                                   | Allievo/a                                                                                                   | Esibizione                                                                                                  | Esibizione                                                                                                  | Esibizione                                                                                                  | Esibizione                                                                                                  | Esibizione                                                                                                  | Esibizione                                                                                                  | Esibizione                                                                                                  | Esibizione                                                                                                  | Esito | Esito | Esito | Esito | Esito | Esito                        | Esito                        |
| Daniele | Daniele | Daniele | Daniele | Daniele | Daniele | Daniele | Daniele | Dicono di me                                                                                                | Dicono di me                                                                                                | Dicono di me                                                                                                | Dicono di me                                                                                                | Dicono di me                                                                                                | Dicono di me                                                                                                | Dicono di me                                                                                                | Dicono di me                                                                                                | Salvo | Salvo | Salvo | Salvo | Salvo | Salvo                        | Salvo                        |
| Senza Cri                                                                                                   | Senza Cri                                                                                                   | Senza Cri                                                                                                   | Senza Cri                                                                                                   | Senza Cri                                                                                                   | Senza Cri                                                                                                   | Senza Cri                                                                                                   | Senza Cri                                                                                                   | Grande Muraglia (inedito)                                                                                   | Grande Muraglia (inedito)                                                                                   | Grande Muraglia (inedito)                                                                                   | Grande Muraglia (inedito)                                                                                   | Grande Muraglia (inedito)                                                                                   | Grande Muraglia (inedito)                                                                                   | Grande Muraglia (inedito)                                                                                   | Grande Muraglia (inedito)                                                                                   | A rischio eliminazione                                                                                      | A rischio eliminazione                                                                                      | A rischio eliminazione                                                                                      | A rischio eliminazione                                                                                      | A rischio eliminazione                                                                                      | A rischio eliminazione       | A rischio eliminazione       |
| Chiamamifaro                                                                                                | Chiamamifaro                                                                                                | Chiamamifaro                                                                                                | Chiamamifaro                                                                                                | Chiamamifaro                                                                                                | Chiamamifaro                                                                                                | Chiamamifaro                                                                                                | Chiamamifaro                                                                                                | Leone (inedito)                                                                                             | Leone (inedito)                                                                                             | Leone (inedito)                                                                                             | Leone (inedito)                                                                                             | Leone (inedito)                                                                                             | Leone (inedito)                                                                                             | Leone (inedito)                                                                                             | Leone (inedito)                                                                                             | A rischio eliminazione                                                                                      | A rischio eliminazione                                                                                      | A rischio eliminazione                                                                                      | A rischio eliminazione                                                                                      | A rischio eliminazione                                                                                      | A rischio eliminazione       | A rischio eliminazione       |
| Allievo/a                                                                                                   | Allievo/a                                                                                                   | Allievo/a                                                                                                   | Allievo/a                                                                                                   | Allievo/a                                                                                                   | Allievo/a                                                                                                   | Allievo/a                                                                                                   | Allievo/a                                                                                                   | Esibizione                                                                                                  | Esibizione                                                                                                  | Esibizione                                                                                                  | Esibizione                                                                                                  | Esibizione                                                                                                  | Esibizione                                                                                                  | Esibizione                                                                                                  | Esibizione                                                                                                  | Esito | Esito | Esito | Esito | Esito | Esito                        | Esito                        |
| Senza Cri                                                                                                   | Senza Cri                                                                                                   | Senza Cri                                                                                                   | Senza Cri                                                                                                   | Senza Cri                                                                                                   | Senza Cri                                                                                                   | Senza Cri                                                                                                   | Senza Cri                                                                                                   | Baby Can I Hold You                                                                                         | Baby Can I Hold You                                                                                         | Baby Can I Hold You                                                                                         | Baby Can I Hold You                                                                                         | Baby Can I Hold You                                                                                         | Baby Can I Hold You                                                                                         | Baby Can I Hold You                                                                                         | Baby Can I Hold You                                                                                         | Salva | Salva | Salva | Salva | Salva | Salva                        | Salva                        |
| Chiamamifaro                                                                                                | Chiamamifaro                                                                                                | Chiamamifaro                                                                                                | Chiamamifaro                                                                                                | Chiamamifaro                                                                                                | Chiamamifaro                                                                                                | Chiamamifaro                                                                                                | Chiamamifaro                                                                                                | Every Teardrop Is a Waterfall                                                                               | Every Teardrop Is a Waterfall                                                                               | Every Teardrop Is a Waterfall                                                                               | Every Teardrop Is a Waterfall                                                                               | Every Teardrop Is a Waterfall                                                                               | Every Teardrop Is a Waterfall                                                                               | Every Teardrop Is a Waterfall                                                                               | Every Teardrop Is a Waterfall                                                                               | Eliminata                                                                                                   | Eliminata                                                                                                   | Eliminata                                                                                                   | Eliminata                                                                                                   | Eliminata                                                                                                   | Eliminata                    | Eliminata                    |
| | | | | | | | | | | | | | | | | | | | | |                              |                              |
| Settimana 5                                                                                                 | | | | | | | | | | | | | | | | | | | | |                              |                              |
| Prima sfida                                                                                                 | Prima sfida                                                                                                 | Prima sfida                                                                                                 | Prima sfida                                                                                                 | Prima sfida                                                                                                 | Prima sfida                                                                                                 | Prima sfida                                                                                                 | | Seconda sfida                                                                                               | Seconda sfida                                                                                               | Seconda sfida                                                                                               | Seconda sfida                                                                                               | Seconda sfida                                                                                               | Seconda sfida                                                                                               | Seconda sfida                                                                                               | | Terza sfida                                                                                                 | Terza sfida                                                                                                 | Terza sfida                                                                                                 | Terza sfida                                                                                                 | Terza sfida                                                                                                 | Terza sfida                  | Terza sfida                  |
| Prova | Squadra Zerbi-Celentano                                                                                     | Squadra Zerbi-Celentano                                                                                     | Punto | Punto | Squadra Pettinelli-Lettieri                                                                                 | Squadra Pettinelli-Lettieri                                                                                 | Prova | Squadra Zerbi-Celentano                                                                                     | Squadra Zerbi-Celentano                                                                                     | Punto | Punto | Squadra Pettinelli-Lettieri                                                                                 | Squadra Pettinelli-Lettieri                                                                                 | Prova | Squadra Zerbi-Celentano                                                                                     | Squadra Zerbi-Celentano                                                                                     | Punto | Punto | Squadra Cuccarini-Emanuel Lo                                                                                | Squadra Cuccarini-Emanuel Lo                                                                                |                              |                              |
| Prova | Allievo/a                                                                                                   | Esibizione                                                                                                  | Punto | Punto | Allievo/a                                                                                                   | Esibizione                                                                                                  | Prova | Allievo/a                                                                                                   | Esibizione                                                                                                  | Punto | Punto | Allievo/a                                                                                                   | Esibizione                                                                                                  | Prova | Allievo/a                                                                                                   | Esibizione                                                                                                  | Punto | Punto | Allievo/a                                                                                                   | Esibizione                                                                                                  |                              |                              |
| I | Alessia | Uccen | 1 | 0 | Nicolò | Sinceramente                                                                                                | I | Antonia | Senza fine                                                                                                  | 1 | 0 | Trigno e Nicolò                                                                                             | Medley Pedro / Tanti auguri / A far l'amore comincia tu                                                     | I | Alessia | Guarda che luna                                                                                             | 1 | 0 | Senza Cri                                                                                                   | I Want to Know What Love Is                                                                                 |                              |                              |
| II | Chiara | Comparata Earned It                                                                                         | ANNULLATO                                                                                                   | ANNULLATO                                                                                                   | Francesca                                                                                                   | Comparata Earned It                                                                                         | II | Chiara | Cinema Paradiso                                                                                             | 0 | 1 | Nicolò | Come Together                                                                                               | II | Daniele | Comparata OMG                                                                                               | 1 | 0 | Francesco                                                                                                   | Comparata OMG                                                                                               |                              |                              |
| III | Alessia | Nera | 1 | 0 | Trigno | Scende la pioggia                                                                                           | III | Jacopo Sol                                                                                                  | Have You Ever Seen the Rain?                                                                                | 1 | 0 | Nicolò | Salvami | | | | | | | |                              |                              |
| Vince la Squadra Zerbi-Celentano per 2-0 contro la Squadra Pettinelli-Lettieri                              | Vince la Squadra Zerbi-Celentano per 2-0 contro la Squadra Pettinelli-Lettieri                              | Vince la Squadra Zerbi-Celentano per 2-0 contro la Squadra Pettinelli-Lettieri                              | Vince la Squadra Zerbi-Celentano per 2-0 contro la Squadra Pettinelli-Lettieri                              | Vince la Squadra Zerbi-Celentano per 2-0 contro la Squadra Pettinelli-Lettieri                              | Vince la Squadra Zerbi-Celentano per 2-0 contro la Squadra Pettinelli-Lettieri                              | Vince la Squadra Zerbi-Celentano per 2-0 contro la Squadra Pettinelli-Lettieri                              | Vince la Squadra Zerbi-Celentano per 2-1 contro la Squadra Pettinelli-Lettieri                              | Vince la Squadra Zerbi-Celentano per 2-1 contro la Squadra Pettinelli-Lettieri                              | Vince la Squadra Zerbi-Celentano per 2-1 contro la Squadra Pettinelli-Lettieri                              | Vince la Squadra Zerbi-Celentano per 2-1 contro la Squadra Pettinelli-Lettieri                              | Vince la Squadra Zerbi-Celentano per 2-1 contro la Squadra Pettinelli-Lettieri                              | Vince la Squadra Zerbi-Celentano per 2-1 contro la Squadra Pettinelli-Lettieri                              | Vince la Squadra Zerbi-Celentano per 2-1 contro la Squadra Pettinelli-Lettieri                              | Vince la Squadra Zerbi-Celentano per 2-0 contro la Squadra Cuccarini-Emanuel Lo                             | Vince la Squadra Zerbi-Celentano per 2-0 contro la Squadra Cuccarini-Emanuel Lo                             | Vince la Squadra Zerbi-Celentano per 2-0 contro la Squadra Cuccarini-Emanuel Lo                             | Vince la Squadra Zerbi-Celentano per 2-0 contro la Squadra Cuccarini-Emanuel Lo                             | Vince la Squadra Zerbi-Celentano per 2-0 contro la Squadra Cuccarini-Emanuel Lo                             | Vince la Squadra Zerbi-Celentano per 2-0 contro la Squadra Cuccarini-Emanuel Lo                             | Vince la Squadra Zerbi-Celentano per 2-0 contro la Squadra Cuccarini-Emanuel Lo                             |                              |                              |
| | | | | | | | | | | | | | | | | | | | | |                              |                              |
| Ballottaggio                                                                                                | Ballottaggio                                                                                                | Ballottaggio                                                                                                | Ballottaggio                                                                                                | Ballottaggio                                                                                                | Ballottaggio                                                                                                | Ballottaggio                                                                                                | Ballottaggio                                                                                                | Ballottaggio                                                                                                | Ballottaggio                                                                                                | Ballottaggio                                                                                                | Ballottaggio                                                                                                | Ballottaggio                                                                                                | Ballottaggio                                                                                                | Ballottaggio                                                                                                | Ballottaggio                                                                                                | Ballottaggio                                                                                                | Ballottaggio                                                                                                | Ballottaggio                                                                                                | Ballottaggio                                                                                                | Ballottaggio                                                                                                |                              |                              |
| Allievo/a                                                                                                   | Allievo/a                                                                                                   | Allievo/a                                                                                                   | Esito | Esito | Esito | Esito | Allievo/a                                                                                                   | Allievo/a                                                                                                   | Allievo/a                                                                                                   | Esito | Esito | Esito | Esito | Allievo/a                                                                                                   | Allievo/a                                                                                                   | Allievo/a                                                                                                   | Esito | Esito | Esito | Esito |                              |                              |
| Trigno | Trigno | Trigno | A rischio eliminazione                                                                                      | A rischio eliminazione                                                                                      | A rischio eliminazione                                                                                      | A rischio eliminazione                                                                                      | Nicolò | Nicolò | Nicolò | A rischio eliminazione                                                                                      | A rischio eliminazione                                                                                      | A rischio eliminazione                                                                                      | A rischio eliminazione                                                                                      | Francesco                                                                                                   | Francesco                                                                                                   | Francesco                                                                                                   | A rischio eliminazione                                                                                      | A rischio eliminazione                                                                                      | A rischio eliminazione                                                                                      | A rischio eliminazione                                                                                      |                              |                              |
| Nicolò | Nicolò | Nicolò | A rischio eliminazione                                                                                      | A rischio eliminazione                                                                                      | A rischio eliminazione                                                                                      | A rischio eliminazione                                                                                      | Trigno | Trigno | Trigno | A rischio eliminazione                                                                                      | A rischio eliminazione                                                                                      | A rischio eliminazione                                                                                      | A rischio eliminazione                                                                                      | Senza Cri                                                                                                   | Senza Cri                                                                                                   | Senza Cri                                                                                                   | A rischio eliminazione                                                                                      | A rischio eliminazione                                                                                      | A rischio eliminazione                                                                                      | A rischio eliminazione                                                                                      |                              |                              |
| Francesca                                                                                                   | | | A rischio eliminazione                                                                                      | A rischio eliminazione                                                                                      | A rischio eliminazione                                                                                      | A rischio eliminazione                                                                                      | | | | | | | | | | | | | | |                              |                              |
| Allievo/a                                                                                                   | Allievo/a                                                                                                   | Allievo/a                                                                                                   | Esibizione                                                                                                  | Esibizione                                                                                                  | Esito | Esito | Allievo/a                                                                                                   | Allievo/a                                                                                                   | Allievo/a                                                                                                   | Esibizione                                                                                                  | Esibizione                                                                                                  | Esito | Esito | Allievo/a                                                                                                   | Allievo/a                                                                                                   | Allievo/a                                                                                                   | Esibizione                                                                                                  | Esibizione                                                                                                  | Esito | Esito |                              |                              |
| Nicolò | Nicolò | Nicolò | Die for you                                                                                                 | Die for you                                                                                                 | Salvo | Salvo | Nicolò | Nicolò | Nicolò | Right Here Waiting                                                                                          | Right Here Waiting                                                                                          | Salvo | Salvo | Francesco                                                                                                   | Francesco                                                                                                   | Francesco                                                                                                   | White rabbit                                                                                                | White rabbit                                                                                                | Salvo | Salvo |                              |                              |
| Francesca                                                                                                   | Francesca                                                                                                   | Francesca                                                                                                   | Domani è un altro giorno                                                                                    | Domani è un altro giorno                                                                                    | A rischio eliminazione                                                                                      | A rischio eliminazione                                                                                      | Trigno | Trigno | Trigno | Calci e pugni                                                                                               | Calci e pugni                                                                                               | A rischio eliminazione                                                                                      | A rischio eliminazione                                                                                      | Senza Cri                                                                                                   | Senza Cri                                                                                                   | Senza Cri                                                                                                   | Edmund e Lucy                                                                                               | Edmund e Lucy                                                                                               | A rischio eliminazione                                                                                      | A rischio eliminazione                                                                                      |                              |                              |
| Trigno | Trigno | Trigno | Iris | Iris | A rischio eliminazione                                                                                      | A rischio eliminazione                                                                                      | | | | | | | | | | | | | | |                              |                              |
| Eliminazione                                                                                                | Eliminazione                                                                                                | Eliminazione                                                                                                | Eliminazione                                                                                                | Eliminazione                                                                                                | Eliminazione                                                                                                | Eliminazione                                                                                                | Eliminazione                                                                                                | Eliminazione                                                                                                | Eliminazione                                                                                                | Eliminazione                                                                                                | Eliminazione                                                                                                | Eliminazione                                                                                                | Eliminazione                                                                                                | Eliminazione                                                                                                | Eliminazione                                                                                                | Eliminazione                                                                                                | Eliminazione                                                                                                | Eliminazione                                                                                                | Eliminazione                                                                                                | Eliminazione                                                                                                | Eliminazione                 |                              |
| Allievo/a                                                                                                   | Allievo/a                                                                                                   | Allievo/a                                                                                                   | Esibizione                                                                                                  | Esibizione                                                                                                  | Esito | Esito | Allievo/a                                                                                                   | Allievo/a                                                                                                   | Allievo/a                                                                                                   | Esibizione                                                                                                  | Esibizione                                                                                                  | Esibizione                                                                                                  | Esibizione                                                                                                  | Esibizione                                                                                                  | Esibizione                                                                                                  | Esibizione                                                                                                  | Esibizione                                                                                                  | Esibizione                                                                                                  | Esibizione                                                                                                  | Esito | Esito                        |                              |
| Trigno | Trigno | Trigno | Angels | Angels | Salvo | Salvo | Trigno | Trigno | Trigno | Maledetta Milano (inedito)                                                                                  | Maledetta Milano (inedito)                                                                                  | Maledetta Milano (inedito)                                                                                  | Maledetta Milano (inedito)                                                                                  | Maledetta Milano (inedito)                                                                                  | Maledetta Milano (inedito)                                                                                  | Maledetta Milano (inedito)                                                                                  | Maledetta Milano (inedito)                                                                                  | Maledetta Milano (inedito)                                                                                  | Maledetta Milano (inedito)                                                                                  | Salvo | Salvo                        |                              |
| Francesca                                                                                                   | Francesca                                                                                                   | Francesca                                                                                                   | La cura per me                                                                                              | La cura per me                                                                                              | Eliminata                                                                                                   | Eliminata                                                                                                   | Senza Cri                                                                                                   | Senza Cri                                                                                                   | Senza Cri                                                                                                   | Madrid (inedito)                                                                                            | Madrid (inedito)                                                                                            | Madrid (inedito)                                                                                            | Madrid (inedito)                                                                                            | Madrid (inedito)                                                                                            | Madrid (inedito)                                                                                            | Madrid (inedito)                                                                                            | Madrid (inedito)                                                                                            | Madrid (inedito)                                                                                            | Madrid (inedito)                                                                                            | Eliminata                                                                                                   | Eliminata                    |                              |
| | | | | | | | | | | | | | | | | | | | | |                              |                              |
| Settimana 6                                                                                                 | | | | | | | | | | | | | | | | | | | | |                              |                              |
| Prima sfida                                                                                                 | Prima sfida                                                                                                 | Prima sfida                                                                                                 | Prima sfida                                                                                                 | Prima sfida                                                                                                 | Prima sfida                                                                                                 | Prima sfida                                                                                                 | | Seconda sfida                                                                                               | Seconda sfida                                                                                               | Seconda sfida                                                                                               | Seconda sfida                                                                                               | Seconda sfida                                                                                               | Seconda sfida                                                                                               | Seconda sfida                                                                                               | | Terza sfida                                                                                                 | Terza sfida                                                                                                 | Terza sfida                                                                                                 | Terza sfida                                                                                                 | Terza sfida                                                                                                 | Terza sfida                  | Terza sfida                  |
| Sfida | Squadra Zerbi-Celentano                                                                                     | Squadra Zerbi-Celentano                                                                                     | Punto | Punto | Squadra Pettinelli-Lettieri-Cuccarini-Emanuel Lo                                                            | Squadra Pettinelli-Lettieri-Cuccarini-Emanuel Lo                                                            | Sfida | Squadra Pettinelli-Lettieri-Cuccarini-Emanuel Lo                                                            | Squadra Pettinelli-Lettieri-Cuccarini-Emanuel Lo                                                            | Punto | Punto | Squadra Zerbi-Celentano                                                                                     | Squadra Zerbi-Celentano                                                                                     | Sfida | Squadra Zerbi-Celentano                                                                                     | Squadra Zerbi-Celentano                                                                                     | Punto | Punto | Squadra Pettinelli-Lettieri-Cuccarini-Emanuel Lo                                                            | Squadra Pettinelli-Lettieri-Cuccarini-Emanuel Lo                                                            |                              |                              |
| Sfida | Allievo/a                                                                                                   | Esibizione                                                                                                  | Punto | Punto | Allievo/a                                                                                                   | Esibizione                                                                                                  | Sfida | Allievo/a                                                                                                   | Esibizione                                                                                                  | Punto | Punto | Allievo | Esibizione                                                                                                  | Sfida | Allievo/a                                                                                                   | Esibizione                                                                                                  | Punto | Punto | Allievo/a                                                                                                   | Esibizione                                                                                                  |                              |                              |
| I | Antonia | Bridge Over Troubled Water                                                                                  | 1 | 0 | Francesco                                                                                                   | Che bambola                                                                                                 | I | Francesco                                                                                                   | What A Wonderful World                                                                                      | 1 | 0 | Jacopo Sol                                                                                                  | Purple Rain                                                                                                 | I | Jacopo Sol                                                                                                  | Fuorilegge                                                                                                  | 1 | 0 | Trigno | Wake me up when september ends                                                                              |                              |                              |
| II | Alessia | Game of Thrones                                                                                             | 0 | 1 | Trigno | Facciamo finta                                                                                              | II | Trigno | Nessuno vuole essere Robin                                                                                  | 0 | 1 | Antonia e Jacopo Sol                                                                                        | Unstoppable                                                                                                 | II | Daniele | Seven Nation Army                                                                                           | 0 | 1 | Trigno | Dedicato |                              |                              |
| III | Daniele | Non ti dimentico                                                                                            | 1 | 0 | Nicolò | Ordinary | III | Francesco                                                                                                   | Comparata Perdere l'amore                                                                                   | 1 | 0 | Daniele | Comparata Perdere l'amore                                                                                   | III | Antonia | Essere umani                                                                                                | 1 | 0 | Francesco                                                                                                   | Ti muovi |                              |                              |
| Vince la Squadra Zerbi-Celentano per 2-1 contro la Squadra Pettinelli-Lettieri-Cuccarini-Emanuel Lo         | Vince la Squadra Zerbi-Celentano per 2-1 contro la Squadra Pettinelli-Lettieri-Cuccarini-Emanuel Lo         | Vince la Squadra Zerbi-Celentano per 2-1 contro la Squadra Pettinelli-Lettieri-Cuccarini-Emanuel Lo         | Vince la Squadra Zerbi-Celentano per 2-1 contro la Squadra Pettinelli-Lettieri-Cuccarini-Emanuel Lo         | Vince la Squadra Zerbi-Celentano per 2-1 contro la Squadra Pettinelli-Lettieri-Cuccarini-Emanuel Lo         | Vince la Squadra Zerbi-Celentano per 2-1 contro la Squadra Pettinelli-Lettieri-Cuccarini-Emanuel Lo         | Vince la Squadra Zerbi-Celentano per 2-1 contro la Squadra Pettinelli-Lettieri-Cuccarini-Emanuel Lo         | Vince la Squadra Squadra Pettinelli-Lettieri-Cuccarini-Emanuel Lo per 2-1 contro la Squadra Zerbi-Celentano | Vince la Squadra Squadra Pettinelli-Lettieri-Cuccarini-Emanuel Lo per 2-1 contro la Squadra Zerbi-Celentano | Vince la Squadra Squadra Pettinelli-Lettieri-Cuccarini-Emanuel Lo per 2-1 contro la Squadra Zerbi-Celentano | Vince la Squadra Squadra Pettinelli-Lettieri-Cuccarini-Emanuel Lo per 2-1 contro la Squadra Zerbi-Celentano | Vince la Squadra Squadra Pettinelli-Lettieri-Cuccarini-Emanuel Lo per 2-1 contro la Squadra Zerbi-Celentano | Vince la Squadra Squadra Pettinelli-Lettieri-Cuccarini-Emanuel Lo per 2-1 contro la Squadra Zerbi-Celentano | Vince la Squadra Squadra Pettinelli-Lettieri-Cuccarini-Emanuel Lo per 2-1 contro la Squadra Zerbi-Celentano | Vince la Squadra Zerbi-Celentano per 2-1 contro la Squadra Pettinelli-Lettieri-Cuccarini-Emanuel Lo         | Vince la Squadra Zerbi-Celentano per 2-1 contro la Squadra Pettinelli-Lettieri-Cuccarini-Emanuel Lo         | Vince la Squadra Zerbi-Celentano per 2-1 contro la Squadra Pettinelli-Lettieri-Cuccarini-Emanuel Lo         | Vince la Squadra Zerbi-Celentano per 2-1 contro la Squadra Pettinelli-Lettieri-Cuccarini-Emanuel Lo         | Vince la Squadra Zerbi-Celentano per 2-1 contro la Squadra Pettinelli-Lettieri-Cuccarini-Emanuel Lo         | Vince la Squadra Zerbi-Celentano per 2-1 contro la Squadra Pettinelli-Lettieri-Cuccarini-Emanuel Lo         | Vince la Squadra Zerbi-Celentano per 2-1 contro la Squadra Pettinelli-Lettieri-Cuccarini-Emanuel Lo         |                              |                              |
| | | | | | | | | | | | | | | | | | | | | |                              |                              |
| Ballottaggio                                                                                                | Ballottaggio                                                                                                | Ballottaggio                                                                                                | Ballottaggio                                                                                                | Ballottaggio                                                                                                | Ballottaggio                                                                                                | Ballottaggio                                                                                                | Ballottaggio                                                                                                | Ballottaggio                                                                                                | Ballottaggio                                                                                                | Ballottaggio                                                                                                | Ballottaggio                                                                                                | Ballottaggio                                                                                                | Ballottaggio                                                                                                | Ballottaggio                                                                                                | Ballottaggio                                                                                                | Ballottaggio                                                                                                | Ballottaggio                                                                                                | Ballottaggio                                                                                                | Ballottaggio                                                                                                | Ballottaggio                                                                                                |                              |                              |
| Allievo/a                                                                                                   | Allievo/a                                                                                                   | Allievo/a                                                                                                   | Esito | Esito | Esito | Esito | Allievo/a                                                                                                   | Allievo/a                                                                                                   | Allievo/a                                                                                                   | Esito | Esito | Esito | Esito | Allievo/a                                                                                                   | Allievo/a                                                                                                   | Allievo/a                                                                                                   | Esito | Esito | Esito | Esito |                              |                              |
| Nicolò | Nicolò | Nicolò | A rischio eliminazione                                                                                      | A rischio eliminazione                                                                                      | A rischio eliminazione                                                                                      | A rischio eliminazione                                                                                      | Daniele | Daniele | Daniele | Salvo | Salvo | Salvo | Salvo | Francesco                                                                                                   | Francesco                                                                                                   | Francesco                                                                                                   | A rischio eliminazione                                                                                      | A rischio eliminazione                                                                                      | A rischio eliminazione                                                                                      | A rischio eliminazione                                                                                      |                              |                              |
| Trigno | Trigno | Trigno | A rischio eliminazione                                                                                      | A rischio eliminazione                                                                                      | A rischio eliminazione                                                                                      | A rischio eliminazione                                                                                      | Alessia | Alessia | Alessia | Salva | Salva | Salva | Salva | Trigno | Trigno | Trigno | A rischio eliminazione                                                                                      | A rischio eliminazione                                                                                      | A rischio eliminazione                                                                                      | A rischio eliminazione                                                                                      |                              |                              |
| Francesco                                                                                                   | Francesco                                                                                                   | Francesco                                                                                                   | A rischio eliminazione                                                                                      | A rischio eliminazione                                                                                      | A rischio eliminazione                                                                                      | A rischio eliminazione                                                                                      | Chiara | Chiara | Chiara | A rischio eliminazione                                                                                      | A rischio eliminazione                                                                                      | A rischio eliminazione                                                                                      | A rischio eliminazione                                                                                      | | | | | | | |                              |                              |
| | | | | | | | Jacopo Sol                                                                                                  | | | A rischio eliminazione                                                                                      | A rischio eliminazione                                                                                      | A rischio eliminazione                                                                                      | A rischio eliminazione                                                                                      | | | | | | | |                              |                              |
| Antonia | | | | | | | | | | A rischio eliminazione                                                                                      | A rischio eliminazione                                                                                      | A rischio eliminazione                                                                                      | A rischio eliminazione                                                                                      | | | | | | | |                              |                              |
| Allievo/a                                                                                                   | Allievo/a                                                                                                   | Allievo/a                                                                                                   | Esibizione                                                                                                  | Esibizione                                                                                                  | Esito | Esito | Allievo/a                                                                                                   | Allievo/a                                                                                                   | Allievo/a                                                                                                   | Esibizione                                                                                                  | Esibizione                                                                                                  | Esito | Esito | Allievo/a                                                                                                   | Allievo/a                                                                                                   | Allievo/a                                                                                                   | Esibizione                                                                                                  | Esibizione                                                                                                  | Esito | Esito |                              |                              |
| Trigno | Trigno | Trigno | Father And Son                                                                                              | Father And Son                                                                                              | Salvo | Salvo | Antonia | Antonia | Antonia | Romantica (inedito)                                                                                         | Romantica (inedito)                                                                                         | Salva | Salva | Francesco                                                                                                   | Francesco                                                                                                   | Francesco                                                                                                   | Pagliacci                                                                                                   | Pagliacci                                                                                                   | Salvo | Salvo |                              |                              |
| Francesco                                                                                                   | Francesco                                                                                                   | Francesco                                                                                                   | La rumba degli scugnizzi                                                                                    | La rumba degli scugnizzi                                                                                    | Salvo | Salvo | Jacopo Sol                                                                                                  | Jacopo Sol                                                                                                  | Jacopo Sol                                                                                                  | Di tutti (inedito)                                                                                          | Di tutti (inedito)                                                                                          | Salvo | Salvo | Trigno | Trigno | Trigno | Like a Rolling Stone                                                                                        | Like a Rolling Stone                                                                                        | A rischio eliminazione                                                                                      | A rischio eliminazione                                                                                      |                              |                              |
| Nicolò | Nicolò | Nicolò | Eco | Eco | A rischio eliminazione                                                                                      | A rischio eliminazione                                                                                      | Chiara | Chiara | Chiara | James Bond                                                                                                  | James Bond                                                                                                  | A rischio eliminazione                                                                                      | A rischio eliminazione                                                                                      | | | | | | | |                              |                              |
| Eliminazione                                                                                                | | | | | | | | | | | | | | | | | | | | |                              |                              |
| Allievo/a                                                                                                   | Allievo/a                                                                                                   | Allievo/a                                                                                                   | Allievo/a                                                                                                   | Allievo/a                                                                                                   | Allievo/a                                                                                                   | Allievo/a                                                                                                   | Allievo/a                                                                                                   | Esibizione                                                                                                  | Esibizione                                                                                                  | Esibizione                                                                                                  | Esibizione                                                                                                  | Esibizione                                                                                                  | Esibizione                                                                                                  | Esibizione                                                                                                  | Esibizione                                                                                                  | Esito | Esito | Esito | Esito | Esito | Esito                        | Esito                        |
| Nicolò | Nicolò | Nicolò | Nicolò | Nicolò | Nicolò | Nicolò | Nicolò | Sex on Fire                                                                                                 | Sex on Fire                                                                                                 | Sex on Fire                                                                                                 | Sex on Fire                                                                                                 | Sex on Fire                                                                                                 | Sex on Fire                                                                                                 | Sex on Fire                                                                                                 | Sex on Fire                                                                                                 | Salvo | Salvo | Salvo | Salvo | Salvo | Salvo                        | Salvo                        |
| Chiara | Chiara | Chiara | Chiara | Chiara | Chiara | Chiara | Chiara | Il the nel deserto                                                                                          | Il the nel deserto                                                                                          | Il the nel deserto                                                                                          | Il the nel deserto                                                                                          | Il the nel deserto                                                                                          | Il the nel deserto                                                                                          | Il the nel deserto                                                                                          | Il the nel deserto                                                                                          | A rischio eliminazione                                                                                      | A rischio eliminazione                                                                                      | A rischio eliminazione                                                                                      | A rischio eliminazione                                                                                      | A rischio eliminazione                                                                                      | A rischio eliminazione       | A rischio eliminazione       |
| Trigno | Trigno | Trigno | Trigno | Trigno | Trigno | Trigno | Trigno | Che coss'è l'amor                                                                                           | Che coss'è l'amor                                                                                           | Che coss'è l'amor                                                                                           | Che coss'è l'amor                                                                                           | Che coss'è l'amor                                                                                           | Che coss'è l'amor                                                                                           | Che coss'è l'amor                                                                                           | Che coss'è l'amor                                                                                           | A rischio eliminazione                                                                                      | A rischio eliminazione                                                                                      | A rischio eliminazione                                                                                      | A rischio eliminazione                                                                                      | A rischio eliminazione                                                                                      | A rischio eliminazione       | A rischio eliminazione       |
| Allievo/a                                                                                                   | Allievo/a                                                                                                   | Allievo/a                                                                                                   | Allievo/a                                                                                                   | Allievo/a                                                                                                   | Allievo/a                                                                                                   | Allievo/a                                                                                                   | Allievo/a                                                                                                   | Esibizione                                                                                                  | Esibizione                                                                                                  | Esibizione                                                                                                  | Esibizione                                                                                                  | Esibizione                                                                                                  | Esibizione                                                                                                  | Esibizione                                                                                                  | Esibizione                                                                                                  | Esito | Esito | Esito | Esito | Esito | Esito                        | Esito                        |
| Trigno | Trigno | Trigno | Trigno | Trigno | Trigno | Trigno | Trigno | 100 sigarette (inedito)                                                                                     | 100 sigarette (inedito)                                                                                     | 100 sigarette (inedito)                                                                                     | 100 sigarette (inedito)                                                                                     | 100 sigarette (inedito)                                                                                     | 100 sigarette (inedito)                                                                                     | 100 sigarette (inedito)                                                                                     | 100 sigarette (inedito)                                                                                     | Giudizio sospeso e rimandato                                                                                | Giudizio sospeso e rimandato                                                                                | Giudizio sospeso e rimandato                                                                                | Giudizio sospeso e rimandato                                                                                | Giudizio sospeso e rimandato                                                                                | Giudizio sospeso e rimandato | Giudizio sospeso e rimandato |
| Chiara | Chiara | Chiara | Chiara | Chiara | Chiara | Chiara | Chiara | Cercami | Cercami | Cercami | Cercami | Cercami | Cercami | Cercami | Cercami | Giudizio sospeso e rimandato                                                                                | Giudizio sospeso e rimandato                                                                                | Giudizio sospeso e rimandato                                                                                | Giudizio sospeso e rimandato                                                                                | Giudizio sospeso e rimandato                                                                                | Giudizio sospeso e rimandato | Giudizio sospeso e rimandato |
| | | | | | | | | | | | | | | | | | | | | |                              |                              |
| Settimana 7                                                                                                 | | | | | | | | | | | | | | | | | | | | |                              |                              |
| Eliminazione                                                                                                | | | | | | | | | | | | | | | | | | | | |                              |                              |
| Allievo/a                                                                                                   | Allievo/a                                                                                                   | Allievo/a                                                                                                   | Allievo/a                                                                                                   | Allievo/a                                                                                                   | Allievo/a                                                                                                   | Allievo/a                                                                                                   | Allievo/a                                                                                                   | Esibizione                                                                                                  | Esibizione                                                                                                  | Esibizione                                                                                                  | Esibizione                                                                                                  | Esibizione                                                                                                  | Esibizione                                                                                                  | Esibizione                                                                                                  | Esibizione                                                                                                  | Esito | Esito | Esito | Esito | Esito | Esito                        | Esito                        |
| Trigno | Trigno | Trigno | Trigno | Trigno | Trigno | Trigno | Trigno | Pesto | Pesto | Pesto | Pesto | Pesto | Pesto | Pesto | Pesto | Salvo | Salvo | Salvo | Salvo | Salvo | Salvo                        | Salvo                        |
| Chiara | Chiara | Chiara | Chiara | Chiara | Chiara | Chiara | Chiara | She | She | She | She | She | She | She | She | Eliminata                                                                                                   | Eliminata                                                                                                   | Eliminata                                                                                                   | Eliminata                                                                                                   | Eliminata                                                                                                   | Eliminata                    | Eliminata                    |
| | | | | | | | | | | | | | | | | | | | | |                              |                              |
| Prima sfida                                                                                                 | Prima sfida                                                                                                 | Prima sfida                                                                                                 | Prima sfida                                                                                                 | Prima sfida                                                                                                 | Prima sfida                                                                                                 | Prima sfida                                                                                                 | | Seconda sfida                                                                                               | Seconda sfida                                                                                               | Seconda sfida                                                                                               | Seconda sfida                                                                                               | Seconda sfida                                                                                               | Seconda sfida                                                                                               | Seconda sfida                                                                                               | | Terza sfida                                                                                                 | Terza sfida                                                                                                 | Terza sfida                                                                                                 | Terza sfida                                                                                                 | Terza sfida                                                                                                 | Terza sfida                  | Terza sfida                  |
| Sfida | Squadra Pettinelli-Lettieri-Cuccarini-Emanuel Lo                                                            | Squadra Pettinelli-Lettieri-Cuccarini-Emanuel Lo                                                            | Punto | Punto | Squadra Zerbi-Celentano                                                                                     | Squadra Zerbi-Celentano                                                                                     | Sfida | Squadra Zerbi-Celentano                                                                                     | Squadra Zerbi-Celentano                                                                                     | Punto | Punto | Squadra Pettinelli-Lettieri-Cuccarini-Emanuel Lo                                                            | Squadra Pettinelli-Lettieri-Cuccarini-Emanuel Lo                                                            | Sfida | Squadra Pettinelli-Lettieri-Cuccarini-Emanuel Lo                                                            | Squadra Pettinelli-Lettieri-Cuccarini-Emanuel Lo                                                            | Punto | Punto | Squadra Zerbi-Celentano                                                                                     | Squadra Zerbi-Celentano                                                                                     |                              |                              |
| Sfida | Allievo/a                                                                                                   | Esibizione                                                                                                  | Punto | Punto | Allievo/a                                                                                                   | Esibizione                                                                                                  | Sfida | Allievo/a                                                                                                   | Esibizione                                                                                                  | Punto | Punto | Allievo | Esibizione                                                                                                  | Sfida | Allievo/a                                                                                                   | Esibizione                                                                                                  | Punto | Punto | Allievo/a                                                                                                   | Esibizione                                                                                                  |                              |                              |
| I | Trigno | Ci vuole un fisico bestiale                                                                                 | 0 | 1 | Antonia e Jacopo Sol                                                                                        | Shallow | I | Alessia | Comparata Sex bomb                                                                                          | ANNULLATO                                                                                                   | ANNULLATO                                                                                                   | Francesco                                                                                                   | Comparata Sex bomb                                                                                          | I | Nicolò | Ciao amore, ciao                                                                                            | 0 | 1 | Antonia | Ain't no Sunshine                                                                                           |                              |                              |
| II | Francesco                                                                                                   | Variazione Les bourgeois                                                                                    | 1 | 0 | Daniele | Some nights                                                                                                 | II | Alessia | Comparata The Plaza of Execution                                                                            | 1 | 0 | Francesco                                                                                                   | Comparata The Plaza of Execution                                                                            | II | Trigno e Nicolò                                                                                             | Il più grande spettacolo dopo il Big Bang                                                                   | 1 | 0 | Alessia | Flamenco |                              |                              |
| III | Nicolò | Azizam | 1 | 0 | Jacopo Sol                                                                                                  | I want to break free                                                                                        | III | Antonia | La sera dei miracoli                                                                                        | 1 | 0 | Francesco                                                                                                   | Hey U | III | Trigno | L'italiano                                                                                                  | 1 | 0 | Daniele | Ma stasera                                                                                                  |                              |                              |
| Vince la Squadra Squadra Pettinelli-Lettieri-Cuccarini-Emanuel Lo per 2-1 contro la Squadra Zerbi-Celentano | Vince la Squadra Squadra Pettinelli-Lettieri-Cuccarini-Emanuel Lo per 2-1 contro la Squadra Zerbi-Celentano | Vince la Squadra Squadra Pettinelli-Lettieri-Cuccarini-Emanuel Lo per 2-1 contro la Squadra Zerbi-Celentano | Vince la Squadra Squadra Pettinelli-Lettieri-Cuccarini-Emanuel Lo per 2-1 contro la Squadra Zerbi-Celentano | Vince la Squadra Squadra Pettinelli-Lettieri-Cuccarini-Emanuel Lo per 2-1 contro la Squadra Zerbi-Celentano | Vince la Squadra Squadra Pettinelli-Lettieri-Cuccarini-Emanuel Lo per 2-1 contro la Squadra Zerbi-Celentano | Vince la Squadra Squadra Pettinelli-Lettieri-Cuccarini-Emanuel Lo per 2-1 contro la Squadra Zerbi-Celentano | Vince la Squadra Zerbi-Celentano per 2-0 contro la Squadra Pettinelli-Lettieri-Cuccarini-Emanuel Lo         | Vince la Squadra Zerbi-Celentano per 2-0 contro la Squadra Pettinelli-Lettieri-Cuccarini-Emanuel Lo         | Vince la Squadra Zerbi-Celentano per 2-0 contro la Squadra Pettinelli-Lettieri-Cuccarini-Emanuel Lo         | Vince la Squadra Zerbi-Celentano per 2-0 contro la Squadra Pettinelli-Lettieri-Cuccarini-Emanuel Lo         | Vince la Squadra Zerbi-Celentano per 2-0 contro la Squadra Pettinelli-Lettieri-Cuccarini-Emanuel Lo         | Vince la Squadra Zerbi-Celentano per 2-0 contro la Squadra Pettinelli-Lettieri-Cuccarini-Emanuel Lo         | Vince la Squadra Zerbi-Celentano per 2-0 contro la Squadra Pettinelli-Lettieri-Cuccarini-Emanuel Lo         | Vince la Squadra Squadra Pettinelli-Lettieri-Cuccarini-Emanuel Lo per 2-1 contro la Squadra Zerbi-Celentano | Vince la Squadra Squadra Pettinelli-Lettieri-Cuccarini-Emanuel Lo per 2-1 contro la Squadra Zerbi-Celentano | Vince la Squadra Squadra Pettinelli-Lettieri-Cuccarini-Emanuel Lo per 2-1 contro la Squadra Zerbi-Celentano | Vince la Squadra Squadra Pettinelli-Lettieri-Cuccarini-Emanuel Lo per 2-1 contro la Squadra Zerbi-Celentano | Vince la Squadra Squadra Pettinelli-Lettieri-Cuccarini-Emanuel Lo per 2-1 contro la Squadra Zerbi-Celentano | Vince la Squadra Squadra Pettinelli-Lettieri-Cuccarini-Emanuel Lo per 2-1 contro la Squadra Zerbi-Celentano | Vince la Squadra Squadra Pettinelli-Lettieri-Cuccarini-Emanuel Lo per 2-1 contro la Squadra Zerbi-Celentano |                              |                              |
| | | | | | | | | | | | | | | | | | | | | |                              |                              |
| Ballottaggio                                                                                                | Ballottaggio                                                                                                | Ballottaggio                                                                                                | Ballottaggio                                                                                                | Ballottaggio                                                                                                | Ballottaggio                                                                                                | Ballottaggio                                                                                                | Ballottaggio                                                                                                | Ballottaggio                                                                                                | Ballottaggio                                                                                                | Ballottaggio                                                                                                | Ballottaggio                                                                                                | Ballottaggio                                                                                                | Ballottaggio                                                                                                | Ballottaggio                                                                                                | Ballottaggio                                                                                                | Ballottaggio                                                                                                | Ballottaggio                                                                                                | Ballottaggio                                                                                                | Ballottaggio                                                                                                | Ballottaggio                                                                                                |                              |                              |
| Allievo/a                                                                                                   | Allievo/a                                                                                                   | Allievo/a                                                                                                   | Esito | Esito | Esito | Esito | Allievo/a                                                                                                   | Allievo/a                                                                                                   | Allievo/a                                                                                                   | Esito | Esito | Esito | Esito | Allievo/a                                                                                                   | Allievo/a                                                                                                   | Allievo/a                                                                                                   | Esito | Esito | Esito | Esito |                              |                              |
| Alessia | Alessia | Alessia | Salva | Salva | Salva | Salva | Nicolò | Nicolò | Nicolò | Salvo | Salvo | Salvo | Salvo | Daniele | Daniele | Daniele | Salvo | Salvo | Salvo | Salvo |                              |                              |
| Daniele | Daniele | Daniele | A rischio eliminazione                                                                                      | A rischio eliminazione                                                                                      | A rischio eliminazione                                                                                      | A rischio eliminazione                                                                                      | Francesco                                                                                                   | Francesco                                                                                                   | Francesco                                                                                                   | A rischio eliminazione                                                                                      | A rischio eliminazione                                                                                      | A rischio eliminazione                                                                                      | A rischio eliminazione                                                                                      | Alessia | Alessia | Alessia | A rischio eliminazione                                                                                      | A rischio eliminazione                                                                                      | A rischio eliminazione                                                                                      | A rischio eliminazione                                                                                      |                              |                              |
| Antonia | Antonia | Antonia | A rischio eliminazione                                                                                      | A rischio eliminazione                                                                                      | A rischio eliminazione                                                                                      | A rischio eliminazione                                                                                      | Trigno | Trigno | Trigno | A rischio eliminazione                                                                                      | A rischio eliminazione                                                                                      | A rischio eliminazione                                                                                      | A rischio eliminazione                                                                                      | Antonia | Antonia | Antonia | A rischio eliminazione                                                                                      | A rischio eliminazione                                                                                      | A rischio eliminazione                                                                                      | A rischio eliminazione                                                                                      |                              |                              |
| Jacopo Sol                                                                                                  | | | A rischio eliminazione                                                                                      | A rischio eliminazione                                                                                      | A rischio eliminazione                                                                                      | A rischio eliminazione                                                                                      | | | | | | | | | | | | | | |                              |                              |
| Allievo/a                                                                                                   | Allievo/a                                                                                                   | Allievo/a                                                                                                   | Esibizione                                                                                                  | Esibizione                                                                                                  | Esito | Esito | Allievo/a                                                                                                   | Allievo/a                                                                                                   | Allievo/a                                                                                                   | Esibizione                                                                                                  | Esibizione                                                                                                  | Esito | Esito | Allievo/a                                                                                                   | Allievo/a                                                                                                   | Allievo/a                                                                                                   | Esibizione                                                                                                  | Esibizione                                                                                                  | Esito | Esito |                              |                              |
| Antonia | Antonia | Antonia | Relax (inedito)                                                                                             | Relax (inedito)                                                                                             | Salva | Salva | Trigno | Trigno | Trigno | D'amore non si muore (inedito)                                                                              | D'amore non si muore (inedito)                                                                              | Salvo | Salvo | Antonia | Antonia | Antonia | Roxanne | Roxanne | Salva | Salva |                              |                              |
| Daniele | Daniele | Daniele | Conversations in the dark                                                                                   | Conversations in the dark                                                                                   | Salvo | Salvo | Francesco                                                                                                   | Francesco                                                                                                   | Francesco                                                                                                   | Strangers in the night                                                                                      | Strangers in the night                                                                                      | A rischio eliminazione                                                                                      | A rischio eliminazione                                                                                      | Alessia | Alessia | Alessia | Damme ’na mano                                                                                              | Damme ’na mano                                                                                              | A rischio eliminazione                                                                                      | A rischio eliminazione                                                                                      |                              |                              |
| Jacopo Sol                                                                                                  | Jacopo Sol                                                                                                  | Jacopo Sol                                                                                                  | Estremo (inedito)                                                                                           | Estremo (inedito)                                                                                           | A rischio eliminazione                                                                                      | A rischio eliminazione                                                                                      | | | | | | | | | | | | | | |                              |                              |
| Eliminazione                                                                                                | | | | | | | | | | | | | | | | | | | | |                              |                              |
| Allievo/a                                                                                                   | Allievo/a                                                                                                   | Allievo/a                                                                                                   | Allievo/a                                                                                                   | Allievo/a                                                                                                   | Allievo/a                                                                                                   | Allievo/a                                                                                                   | Allievo/a                                                                                                   | Esibizione                                                                                                  | Esibizione                                                                                                  | Esibizione                                                                                                  | Esibizione                                                                                                  | Esibizione                                                                                                  | Esibizione                                                                                                  | Esibizione                                                                                                  | Esibizione                                                                                                  | Esito | Esito | Esito | Esito | Esito | Esito                        | Esito                        |
| Francesco                                                                                                   | Francesco                                                                                                   | Francesco                                                                                                   | Francesco                                                                                                   | Francesco                                                                                                   | Francesco                                                                                                   | Francesco                                                                                                   | Francesco                                                                                                   | Io vorrei... Non Vorrei... Ma se vuoi                                                                       | Io vorrei... Non Vorrei... Ma se vuoi                                                                       | Io vorrei... Non Vorrei... Ma se vuoi                                                                       | Io vorrei... Non Vorrei... Ma se vuoi                                                                       | Io vorrei... Non Vorrei... Ma se vuoi                                                                       | Io vorrei... Non Vorrei... Ma se vuoi                                                                       | Io vorrei... Non Vorrei... Ma se vuoi                                                                       | Io vorrei... Non Vorrei... Ma se vuoi                                                                       | Salvo | Salvo | Salvo | Salvo | Salvo | Salvo                        | Salvo                        |
| Jacopo Sol                                                                                                  | Jacopo Sol                                                                                                  | Jacopo Sol                                                                                                  | Jacopo Sol                                                                                                  | Jacopo Sol                                                                                                  | Jacopo Sol                                                                                                  | Jacopo Sol                                                                                                  | Jacopo Sol                                                                                                  | Di tutti (inedito)                                                                                          | Di tutti (inedito)                                                                                          | Di tutti (inedito)                                                                                          | Di tutti (inedito)                                                                                          | Di tutti (inedito)                                                                                          | Di tutti (inedito)                                                                                          | Di tutti (inedito)                                                                                          | Di tutti (inedito)                                                                                          | A rischio eliminazione                                                                                      | A rischio eliminazione                                                                                      | A rischio eliminazione                                                                                      | A rischio eliminazione                                                                                      | A rischio eliminazione                                                                                      | A rischio eliminazione       | A rischio eliminazione       |
| Alessia | Alessia | Alessia | Alessia | Alessia | Alessia | Alessia | Alessia | Buonasera signorina                                                                                         | Buonasera signorina                                                                                         | Buonasera signorina                                                                                         | Buonasera signorina                                                                                         | Buonasera signorina                                                                                         | Buonasera signorina                                                                                         | Buonasera signorina                                                                                         | Buonasera signorina                                                                                         | A rischio eliminazione                                                                                      | A rischio eliminazione                                                                                      | A rischio eliminazione                                                                                      | A rischio eliminazione                                                                                      | A rischio eliminazione                                                                                      | A rischio eliminazione       | A rischio eliminazione       |
| Allievo/a                                                                                                   | Allievo/a                                                                                                   | Allievo/a                                                                                                   | Allievo/a                                                                                                   | Allievo/a                                                                                                   | Allievo/a                                                                                                   | Allievo/a                                                                                                   | Allievo/a                                                                                                   | Esibizione                                                                                                  | Esibizione                                                                                                  | Esibizione                                                                                                  | Esibizione                                                                                                  | Esibizione                                                                                                  | Esibizione                                                                                                  | Esibizione                                                                                                  | Esibizione                                                                                                  | Esito | Esito | Esito | Esito | Esito | Esito                        | Esito                        |
| Alessia | Alessia | Alessia | Alessia | Alessia | Alessia | Alessia | Alessia | Nuevayol | Nuevayol | Nuevayol | Nuevayol | Nuevayol | Nuevayol | Nuevayol | Nuevayol | Salva | Salva | Salva | Salva | Salva | Salva                        | Salva                        |
| Jacopo Sol                                                                                                  | Jacopo Sol                                                                                                  | Jacopo Sol                                                                                                  | Jacopo Sol                                                                                                  | Jacopo Sol                                                                                                  | Jacopo Sol                                                                                                  | Jacopo Sol                                                                                                  | Jacopo Sol                                                                                                  | Cercavo amore                                                                                               | Cercavo amore                                                                                               | Cercavo amore                                                                                               | Cercavo amore                                                                                               | Cercavo amore                                                                                               | Cercavo amore                                                                                               | Cercavo amore                                                                                               | Cercavo amore                                                                                               | Eliminato                                                                                                   | Eliminato                                                                                                   | Eliminato                                                                                                   | Eliminato                                                                                                   | Eliminato                                                                                                   | Eliminato                    | Eliminato                    |
| | | | | | | | | | | | | | | | | | | | | |                              |                              |
| Settimana 8 (Semifinale)                                                                                    | | | | | | | | | | | | | | | | | | | | |                              |                              |
| Prima sfida                                                                                                 | Prima sfida                                                                                                 | Prima sfida                                                                                                 | Prima sfida                                                                                                 | Prima sfida                                                                                                 | Prima sfida                                                                                                 | Prima sfida                                                                                                 | | Seconda sfida                                                                                               | Seconda sfida                                                                                               | Seconda sfida                                                                                               | Seconda sfida                                                                                               | Seconda sfida                                                                                               | Seconda sfida                                                                                               | Seconda sfida                                                                                               | | Terza sfida                                                                                                 | Terza sfida                                                                                                 | Terza sfida                                                                                                 | Terza sfida                                                                                                 | Terza sfida                                                                                                 | Terza sfida                  | Terza sfida                  |
| Sfida | Squadra Pettinelli-Lettieri-Cuccarini-Emanuel Lo                                                            | Squadra Pettinelli-Lettieri-Cuccarini-Emanuel Lo                                                            | Punto | Punto | Squadra Zerbi-Celentano                                                                                     | Squadra Zerbi-Celentano                                                                                     | Sfida | Squadra Zerbi-Celentano                                                                                     | Squadra Zerbi-Celentano                                                                                     | Punto | Punto | Squadra Pettinelli-Lettieri-Cuccarini-Emanuel Lo                                                            | Squadra Pettinelli-Lettieri-Cuccarini-Emanuel Lo                                                            | Sfida | Squadra Zerbi-Celentano                                                                                     | Squadra Zerbi-Celentano                                                                                     | Punto | Punto | Squadra Pettinelli-Lettieri-Cuccarini-Emanuel Lo                                                            | Squadra Pettinelli-Lettieri-Cuccarini-Emanuel Lo                                                            |                              |                              |
| Sfida | Allievo/a                                                                                                   | Esibizione                                                                                                  | Punto | Punto | Allievo/a                                                                                                   | Esibizione                                                                                                  | Sfida | Allievo/a                                                                                                   | Esibizione                                                                                                  | Punto | Punto | Allievo | Esibizione                                                                                                  | Sfida | Allievo/a                                                                                                   | Esibizione                                                                                                  | Punto | Punto | Allievo/a                                                                                                   | Esibizione                                                                                                  |                              |                              |
| I | Francesco                                                                                                   | Rock me Amadeus                                                                                             | 1 | 0 | Daniele | Black or White                                                                                              | I | Alessia | The show must go on                                                                                         | 1 | 0 | Trigno | Should I stay or Should I go                                                                                | I | Daniele | We are young                                                                                                | 1 | 0 | Trigno | Buonanotte fiorellino                                                                                       |                              |                              |
| II | Nicolò | I'm So Excited                                                                                              | 0 | 1 | Antonia | Napule è | II | Alessia | Por una cabeza                                                                                              | 1 | 0 | Nicolò | Are you gonna be my girl                                                                                    | II | Daniele | Arcade | 1 | 0 | Nicolò | As |                              |                              |
| III | Trigno e Nicolò                                                                                             | Proud Mary                                                                                                  | 1 | 0 | Daniele | Uprising | | | | | | | | | | | | | | |                              |                              |
| Vince la Squadra Squadra Pettinelli-Lettieri-Cuccarini-Emanuel Lo per 2-1 contro la Squadra Zerbi-Celentano | Vince la Squadra Squadra Pettinelli-Lettieri-Cuccarini-Emanuel Lo per 2-1 contro la Squadra Zerbi-Celentano | Vince la Squadra Squadra Pettinelli-Lettieri-Cuccarini-Emanuel Lo per 2-1 contro la Squadra Zerbi-Celentano | Vince la Squadra Squadra Pettinelli-Lettieri-Cuccarini-Emanuel Lo per 2-1 contro la Squadra Zerbi-Celentano | Vince la Squadra Squadra Pettinelli-Lettieri-Cuccarini-Emanuel Lo per 2-1 contro la Squadra Zerbi-Celentano | Vince la Squadra Squadra Pettinelli-Lettieri-Cuccarini-Emanuel Lo per 2-1 contro la Squadra Zerbi-Celentano | Vince la Squadra Squadra Pettinelli-Lettieri-Cuccarini-Emanuel Lo per 2-1 contro la Squadra Zerbi-Celentano | Vince la Squadra Zerbi-Celentano per 2-0 contro la Squadra Pettinelli-Lettieri-Cuccarini-Emanuel Lo         | Vince la Squadra Zerbi-Celentano per 2-0 contro la Squadra Pettinelli-Lettieri-Cuccarini-Emanuel Lo         | Vince la Squadra Zerbi-Celentano per 2-0 contro la Squadra Pettinelli-Lettieri-Cuccarini-Emanuel Lo         | Vince la Squadra Zerbi-Celentano per 2-0 contro la Squadra Pettinelli-Lettieri-Cuccarini-Emanuel Lo         | Vince la Squadra Zerbi-Celentano per 2-0 contro la Squadra Pettinelli-Lettieri-Cuccarini-Emanuel Lo         | Vince la Squadra Zerbi-Celentano per 2-0 contro la Squadra Pettinelli-Lettieri-Cuccarini-Emanuel Lo         | Vince la Squadra Zerbi-Celentano per 2-0 contro la Squadra Pettinelli-Lettieri-Cuccarini-Emanuel Lo         | Vince la Squadra Zerbi-Celentano per 2-0 contro la Squadra Pettinelli-Lettieri-Cuccarini-Emanuel Lo         | Vince la Squadra Zerbi-Celentano per 2-0 contro la Squadra Pettinelli-Lettieri-Cuccarini-Emanuel Lo         | Vince la Squadra Zerbi-Celentano per 2-0 contro la Squadra Pettinelli-Lettieri-Cuccarini-Emanuel Lo         | Vince la Squadra Zerbi-Celentano per 2-0 contro la Squadra Pettinelli-Lettieri-Cuccarini-Emanuel Lo         | Vince la Squadra Zerbi-Celentano per 2-0 contro la Squadra Pettinelli-Lettieri-Cuccarini-Emanuel Lo         | Vince la Squadra Zerbi-Celentano per 2-0 contro la Squadra Pettinelli-Lettieri-Cuccarini-Emanuel Lo         | Vince la Squadra Zerbi-Celentano per 2-0 contro la Squadra Pettinelli-Lettieri-Cuccarini-Emanuel Lo         |                              |                              |
| | | | | | | | | | | | | | | | | | | | | |                              |                              |
| Elezione primo/a finalista                                                                                  | Elezione primo/a finalista                                                                                  | Elezione primo/a finalista                                                                                  | Elezione primo/a finalista                                                                                  | Elezione primo/a finalista                                                                                  | Elezione primo/a finalista                                                                                  | Elezione primo/a finalista                                                                                  | Elezione secondo/a finalista                                                                                | Elezione secondo/a finalista                                                                                | Elezione secondo/a finalista                                                                                | Elezione secondo/a finalista                                                                                | Elezione secondo/a finalista                                                                                | Elezione secondo/a finalista                                                                                | Elezione secondo/a finalista                                                                                | Elezione terzo/a finalista                                                                                  | Elezione terzo/a finalista                                                                                  | Elezione terzo/a finalista                                                                                  | Elezione terzo/a finalista                                                                                  | Elezione terzo/a finalista                                                                                  | Elezione terzo/a finalista                                                                                  | Elezione terzo/a finalista                                                                                  |                              |                              |
| Allievo/a                                                                                                   | Allievo/a                                                                                                   | Allievo/a                                                                                                   | Esito | Esito | Esito | Esito | Allievo/a                                                                                                   | Allievo/a                                                                                                   | Allievo/a                                                                                                   | Esito | Esito | Esito | Esito | Allievo/a                                                                                                   | Allievo/a                                                                                                   | Allievo/a                                                                                                   | Esito | Esito | Esito | Esito |                              |                              |
| Trigno | Trigno | Trigno | Candidati alla finale                                                                                       | Candidati alla finale                                                                                       | Candidati alla finale                                                                                       | Candidati alla finale                                                                                       | Alessia | Alessia | Alessia | Candidati alla finale                                                                                       | Candidati alla finale                                                                                       | Candidati alla finale                                                                                       | Candidati alla finale                                                                                       | Antonia | Antonia | Antonia | Candidati alla finale                                                                                       | Candidati alla finale                                                                                       | Candidati alla finale                                                                                       | Candidati alla finale                                                                                       |                              |                              |
| Nicolò | Nicolò | Nicolò | Candidati alla finale                                                                                       | Candidati alla finale                                                                                       | Candidati alla finale                                                                                       | Candidati alla finale                                                                                       | Antonia | Antonia | Antonia | Candidati alla finale                                                                                       | Candidati alla finale                                                                                       | Candidati alla finale                                                                                       | Candidati alla finale                                                                                       | Daniele | Daniele | Daniele | Candidati alla finale                                                                                       | Candidati alla finale                                                                                       | Candidati alla finale                                                                                       | Candidati alla finale                                                                                       |                              |                              |
| Francesco                                                                                                   | Francesco                                                                                                   | Francesco                                                                                                   | Candidati alla finale                                                                                       | Candidati alla finale                                                                                       | Candidati alla finale                                                                                       | Candidati alla finale                                                                                       | Daniele | Daniele | Daniele | Candidati alla finale                                                                                       | Candidati alla finale                                                                                       | Candidati alla finale                                                                                       | Candidati alla finale                                                                                       | | | | | | | |                              |                              |
| Allievo/a                                                                                                   | Allievo/a                                                                                                   | Allievo/a                                                                                                   | Esibizione                                                                                                  | Esibizione                                                                                                  | Esito | Esito | Allievo/a                                                                                                   | Allievo/a                                                                                                   | Allievo/a                                                                                                   | Esibizione                                                                                                  | Esibizione                                                                                                  | Esito | Esito | Allievo/a                                                                                                   | Allievo/a                                                                                                   | Allievo/a                                                                                                   | Esibizione                                                                                                  | Esibizione                                                                                                  | Esito | Esito |                              |                              |
| Francesco                                                                                                   | Francesco                                                                                                   | Francesco                                                                                                   | Coppélia | Coppélia | Accede alla finale                                                                                          | Accede alla finale                                                                                          | Alessia | Alessia | Alessia | Titanium | Titanium | Accede alla finale                                                                                          | Accede alla finale                                                                                          | Daniele | Daniele | Daniele | Falling | Falling | Accede alla finale                                                                                          | Accede alla finale                                                                                          |                              |                              |
| Nicolò | Nicolò | Nicolò | Mille giorni di te e di me                                                                                  | Mille giorni di te e di me                                                                                  | Non accedono ancora alla finale                                                                             | Non accedono ancora alla finale                                                                             | Antonia | Antonia | Antonia | Noi due nel mondo e nell’anima                                                                              | Noi due nel mondo e nell’anima                                                                              | Non accedono ancora alla finale                                                                             | Non accedono ancora alla finale                                                                             | Antonia | Antonia | Antonia | New York, New York                                                                                          | New York, New York                                                                                          | Non accede ancora alla finale                                                                               | Non accede ancora alla finale                                                                               |                              |                              |
| Trigno | Trigno | Trigno | Pastello bianco                                                                                             | Pastello bianco                                                                                             | Non accedono ancora alla finale                                                                             | Non accedono ancora alla finale                                                                             | Daniele | Daniele | Daniele | Scarabocchi                                                                                                 | Scarabocchi                                                                                                 | Non accedono ancora alla finale                                                                             | Non accedono ancora alla finale                                                                             | | | | | | | |                              |                              |
| Elezione ultimo/a finalista ed eliminazione                                                                 | | | | | | | | | | | | | | | | | | | | |                              |                              |
| Allievo/a                                                                                                   | Allievo/a                                                                                                   | Allievo/a                                                                                                   | Allievo/a                                                                                                   | Allievo/a                                                                                                   | Allievo/a                                                                                                   | Allievo/a                                                                                                   | Allievo/a                                                                                                   | Esibizione                                                                                                  | Esibizione                                                                                                  | Esibizione                                                                                                  | Esibizione                                                                                                  | Esibizione                                                                                                  | Esibizione                                                                                                  | Esibizione                                                                                                  | Esibizione                                                                                                  | Esito | Esito | Esito | Esito | Esito | Esito                        | Esito                        |
| Antonia | Antonia | Antonia | Antonia | Antonia | Antonia | Antonia | Antonia | Relax (inedito)                                                                                             | Relax (inedito)                                                                                             | Relax (inedito)                                                                                             | Relax (inedito)                                                                                             | Relax (inedito)                                                                                             | Relax (inedito)                                                                                             | Relax (inedito)                                                                                             | Relax (inedito)                                                                                             | Accedono alla finale                                                                                        | Accedono alla finale                                                                                        | Accedono alla finale                                                                                        | Accedono alla finale                                                                                        | Accedono alla finale                                                                                        | Accedono alla finale         | Accedono alla finale         |
| Trigno | Trigno | Trigno | Trigno | Trigno | Trigno | Trigno | Trigno | D'amore non si muore (inedito)                                                                              | D'amore non si muore (inedito)                                                                              | D'amore non si muore (inedito)                                                                              | D'amore non si muore (inedito)                                                                              | D'amore non si muore (inedito)                                                                              | D'amore non si muore (inedito)                                                                              | D'amore non si muore (inedito)                                                                              | D'amore non si muore (inedito)                                                                              | Accedono alla finale                                                                                        | Accedono alla finale                                                                                        | Accedono alla finale                                                                                        | Accedono alla finale                                                                                        | Accedono alla finale                                                                                        | Accedono alla finale         | Accedono alla finale         |
| Nicolò | Nicolò | Nicolò | Nicolò | Nicolò | Nicolò | Nicolò | Nicolò | Un'ora di follia (inedito)                                                                                  | Un'ora di follia (inedito)                                                                                  | Un'ora di follia (inedito)                                                                                  | Un'ora di follia (inedito)                                                                                  | Un'ora di follia (inedito)                                                                                  | Un'ora di follia (inedito)                                                                                  | Un'ora di follia (inedito)                                                                                  | Un'ora di follia (inedito)                                                                                  | Eliminato                                                                                                   | Eliminato                                                                                                   | Eliminato                                                                                                   | Eliminato                                                                                                   | Eliminato                                                                                                   | Eliminato                    | Eliminato                    |
| | | | | | | | | | | | | | | | | | | | | |                              |                              |
| Settimana 9 (Finale)                                                                                        | | | | | | | | | | | | | | | | | | | | |                              |                              |
| Accesso finale di ballo                                                                                     | Accesso finale di ballo                                                                                     | Accesso finale di ballo                                                                                     | Accesso finale di ballo                                                                                     | Accesso finale di ballo                                                                                     | Accesso finale di ballo                                                                                     | Accesso finale di ballo                                                                                     | Accesso finale di ballo                                                                                     | Accesso finale di ballo                                                                                     | Accesso finale di ballo                                                                                     | Accesso finale di ballo                                                                                     | Accesso finale di ballo                                                                                     | Accesso finale di ballo                                                                                     | Accesso finale di ballo                                                                                     | Accesso finale di ballo                                                                                     | | Finalissima                                                                                                 | Finalissima                                                                                                 | Finalissima                                                                                                 | Finalissima                                                                                                 | Finalissima                                                                                                 | Finalissima                  | Finalissima                  |
| Sfida | Allievo/a                                                                                                   | Allievo/a                                                                                                   | Allievo/a                                                                                                   | Allievo/a                                                                                                   | Allievo/a                                                                                                   | Allievo/a                                                                                                   | Allievo/a                                                                                                   | Allievo/a                                                                                                   | Allievo/a                                                                                                   | Allievo/a                                                                                                   | Allievo/a                                                                                                   | Allievo/a                                                                                                   | Allievo/a                                                                                                   | Allievo/a                                                                                                   | Sfida | Allievo/a di canto                                                                                          | Allievo/a di canto                                                                                          | Allievo/a di canto                                                                                          | Allievo/a di ballo                                                                                          | Allievo/a di ballo                                                                                          | Allievo/a di ballo           |                              |
| Sfida | Alessia | Alessia | Alessia | Alessia | Daniele | Daniele | Daniele | Daniele | Daniele | Francesco                                                                                                   | Francesco                                                                                                   | Francesco                                                                                                   | Francesco                                                                                                   | Francesco                                                                                                   | Sfida | Trigno | Trigno | Trigno | Daniele | Daniele | Daniele                      |                              |
| I | He's a Pirate                                                                                               | He's a Pirate                                                                                               | He's a Pirate                                                                                               | He's a Pirate                                                                                               | Mi Ami Mi Odi                                                                                               | Mi Ami Mi Odi                                                                                               | Mi Ami Mi Odi                                                                                               | Mi Ami Mi Odi                                                                                               | Mi Ami Mi Odi                                                                                               | Who Wants to Live Forever                                                                                   | Who Wants to Live Forever                                                                                   | Who Wants to Live Forever                                                                                   | Who Wants to Live Forever                                                                                   | Who Wants to Live Forever                                                                                   | I | D'amore non si muore (inedito)                                                                              | D'amore non si muore (inedito)                                                                              | D'amore non si muore (inedito)                                                                              | La genesi del tuo colore                                                                                    | La genesi del tuo colore                                                                                    | La genesi del tuo colore     |                              |
| II | Faith | Faith | Faith | Faith | A Sky Full of Stars                                                                                         | A Sky Full of Stars                                                                                         | A Sky Full of Stars                                                                                         | A Sky Full of Stars                                                                                         | A Sky Full of Stars                                                                                         | Symphony no. 40                                                                                             | Symphony no. 40                                                                                             | Symphony no. 40                                                                                             | Symphony no. 40                                                                                             | Symphony no. 40                                                                                             | II | L'isola che non c'è                                                                                         | L'isola che non c'è                                                                                         | L'isola che non c'è                                                                                         | Completamente                                                                                               | Completamente                                                                                               | Completamente                |                              |
| III | Hey ma | Hey ma | Hey ma | Hey ma | Dance with Somebody                                                                                         | Dance with Somebody                                                                                         | Dance with Somebody                                                                                         | Dance with Somebody                                                                                         | Dance with Somebody                                                                                         | Mantieni il bacio                                                                                           | Mantieni il bacio                                                                                           | Mantieni il bacio                                                                                           | Mantieni il bacio                                                                                           | Mantieni il bacio                                                                                           | III | Casa | Casa | Casa | Lacrimosa                                                                                                   | Lacrimosa                                                                                                   | Lacrimosa                    |                              |
| Esito | Accede alla finale ballo (30,35%)                                                                           | Accede alla finale ballo (30,35%)                                                                           | Accede alla finale ballo (30,35%)                                                                           | Accede alla finale ballo (30,35%)                                                                           | Accede alla finale ballo (46,75%)                                                                           | Accede alla finale ballo (46,75%)                                                                           | Accede alla finale ballo (46,75%)                                                                           | Accede alla finale ballo (46,75%)                                                                           | Accede alla finale ballo (46,75%)                                                                           | Eliminato (22,90%) - Quinto classificato                                                                    | Eliminato (22,90%) - Quinto classificato                                                                    | Eliminato (22,90%) - Quinto classificato                                                                    | Eliminato (22,90%) - Quinto classificato                                                                    | Eliminato (22,90%) - Quinto classificato                                                                    | IV | Salirò | Salirò | Salirò | L'albero delle noci                                                                                         | L'albero delle noci                                                                                         | L'albero delle noci          |                              |
| Finale canto                                                                                                | Finale canto                                                                                                | Finale canto                                                                                                | Finale canto                                                                                                | Finale canto                                                                                                | Finale canto                                                                                                | Finale canto                                                                                                | Finale canto                                                                                                | Finale canto                                                                                                | Finale canto                                                                                                | Finale canto                                                                                                | Finale canto                                                                                                | Finale canto                                                                                                | Finale canto                                                                                                | Finale canto                                                                                                | Esito | Secondo classificato (45,20%)                                                                               | Secondo classificato (45,20%)                                                                               | Secondo classificato (45,20%)                                                                               | Vincitore (54,80%)                                                                                          | Vincitore (54,80%)                                                                                          | Vincitore (54,80%)           |                              |
| Sfida | Allievo/a                                                                                                   | Allievo/a                                                                                                   | Allievo/a                                                                                                   | Allievo/a                                                                                                   | Allievo/a                                                                                                   | Allievo/a                                                                                                   | Allievo/a                                                                                                   | Allievo/a                                                                                                   | Allievo/a                                                                                                   | Allievo/a                                                                                                   | Allievo/a                                                                                                   | Allievo/a                                                                                                   | Allievo/a                                                                                                   | Allievo/a                                                                                                   | Podio | Podio | Podio | Podio | Podio | Podio | Podio                        |                              |
| Sfida | Antonia | Antonia | Antonia | Antonia | Antonia | Antonia | Antonia | Trigno | Trigno | Trigno | Trigno | Trigno | Trigno | Trigno | Pos. | Allievo/a                                                                                                   | Allievo/a                                                                                                   | Allievo/a                                                                                                   | Categoria                                                                                                   | Categoria                                                                                                   | Categoria                    |                              |
| I | Cry Me a River                                                                                              | Cry Me a River                                                                                              | Cry Me a River                                                                                              | Cry Me a River                                                                                              | Cry Me a River                                                                                              | Cry Me a River                                                                                              | Cry Me a River                                                                                              | Via con me                                                                                                  | Via con me                                                                                                  | Via con me                                                                                                  | Via con me                                                                                                  | Via con me                                                                                                  | Via con me                                                                                                  | Via con me                                                                                                  | 1° | Daniele | Daniele | Daniele | Ballo | Ballo | Ballo                        |                              |
| II | Ancora | Ancora | Ancora | Ancora | Ancora | Ancora | Ancora | Light My Fire                                                                                               | Light My Fire                                                                                               | Light My Fire                                                                                               | Light My Fire                                                                                               | Light My Fire                                                                                               | Light My Fire                                                                                               | Light My Fire                                                                                               | 2° | Trigno | Trigno | Trigno | Canto | Canto | Canto                        |                              |
| III | S&M | S&M | S&M | S&M | S&M | S&M | S&M | Ricordati di me                                                                                             | Ricordati di me                                                                                             | Ricordati di me                                                                                             | Ricordati di me                                                                                             | Ricordati di me                                                                                             | Ricordati di me                                                                                             | Ricordati di me                                                                                             | 3° | Alessia | Alessia | Alessia | Ballo | Ballo | Ballo                        |                              |
| IV | Hallelujah                                                                                                  | Hallelujah                                                                                                  | Hallelujah                                                                                                  | Hallelujah                                                                                                  | Hallelujah                                                                                                  | Hallelujah                                                                                                  | Hallelujah                                                                                                  | How to Save A Life                                                                                          | How to Save A Life                                                                                          | How to Save A Life                                                                                          | How to Save A Life                                                                                          | How to Save A Life                                                                                          | How to Save A Life                                                                                          | How to Save A Life                                                                                          | 4° | Antonia | Antonia | Antonia | Canto | Canto | Canto                        |                              |
| Esito | Eliminata (33,72%) - Quarta classificata                                                                    | Eliminata (33,72%) - Quarta classificata                                                                    | Eliminata (33,72%) - Quarta classificata                                                                    | Eliminata (33,72%) - Quarta classificata                                                                    | Eliminata (33,72%) - Quarta classificata                                                                    | Eliminata (33,72%) - Quarta classificata                                                                    | Eliminata (33,72%) - Quarta classificata                                                                    | Accede alla finalissima (66,28%)                                                                            | Accede alla finalissima (66,28%)                                                                            | Accede alla finalissima (66,28%)                                                                            | Accede alla finalissima (66,28%)                                                                            | Accede alla finalissima (66,28%)                                                                            | Accede alla finalissima (66,28%)                                                                            | Accede alla finalissima (66,28%)                                                                            | 5° | Francesco                                                                                                   | Francesco                                                                                                   | Francesco                                                                                                   | Ballo | Ballo | Ballo                        |                              |
| Finale ballo                                                                                                | | | | | | | | | | | | | | | | | | | | |                              |                              |
| Sfida | Allievo/a                                                                                                   | Allievo/a                                                                                                   | Allievo/a                                                                                                   | Allievo/a                                                                                                   | Allievo/a                                                                                                   | Allievo/a                                                                                                   | Allievo/a                                                                                                   | Allievo/a                                                                                                   | Allievo/a                                                                                                   | Allievo/a                                                                                                   | Allievo/a                                                                                                   | Allievo/a                                                                                                   | Allievo/a                                                                                                   | Allievo/a                                                                                                   | | | | | | |                              |                              |
| Sfida | Alessia | Alessia | Alessia | Alessia | Alessia | Alessia | Alessia | Daniele | Daniele | Daniele | Daniele | Daniele | Daniele | Daniele | | | | | | |                              |                              |
| I | Libertango                                                                                                  | Libertango                                                                                                  | Libertango                                                                                                  | Libertango                                                                                                  | Libertango                                                                                                  | Libertango                                                                                                  | Libertango                                                                                                  | Kobra | Kobra | Kobra | Kobra | Kobra | Kobra | Kobra | | | | | | |                              |                              |
| II | A Strong Volition                                                                                           | A Strong Volition                                                                                           | A Strong Volition                                                                                           | A Strong Volition                                                                                           | A Strong Volition                                                                                           | A Strong Volition                                                                                           | A Strong Volition                                                                                           | Sign Of The Times                                                                                           | Sign Of The Times                                                                                           | Sign Of The Times                                                                                           | Sign Of The Times                                                                                           | Sign Of The Times                                                                                           | Sign Of The Times                                                                                           | Sign Of The Times                                                                                           | | | | | | |                              |                              |
| III | One Night Only                                                                                              | One Night Only                                                                                              | One Night Only                                                                                              | One Night Only                                                                                              | One Night Only                                                                                              | One Night Only                                                                                              | One Night Only                                                                                              | Sign O' The Times                                                                                           | Sign O' The Times                                                                                           | Sign O' The Times                                                                                           | Sign O' The Times                                                                                           | Sign O' The Times                                                                                           | Sign O' The Times                                                                                           | Sign O' The Times                                                                                           | | | | | | |                              |                              |
| IV | Ingobernable                                                                                                | Ingobernable                                                                                                | Ingobernable                                                                                                | Ingobernable                                                                                                | Ingobernable                                                                                                | Ingobernable                                                                                                | Ingobernable                                                                                                | The Race | The Race | The Race | The Race | The Race | The Race | The Race | | | | | | |                              |                              |
| Esito | Eliminata (40,68%) - Terza classificata                                                                     | Eliminata (40,68%) - Terza classificata                                                                     | Eliminata (40,68%) - Terza classificata                                                                     | Eliminata (40,68%) - Terza classificata                                                                     | Eliminata (40,68%) - Terza classificata                                                                     | Eliminata (40,68%) - Terza classificata                                                                     | Eliminata (40,68%) - Terza classificata                                                                     | Accede alla finalissima (59,32%)                                                                            | Accede alla finalissima (59,32%)                                                                            | Accede alla finalissima (59,32%)                                                                            | Accede alla finalissima (59,32%)                                                                            | Accede alla finalissima (59,32%)                                                                            | Accede alla finalissima (59,32%)                                                                            | Accede alla finalissima (59,32%)                                                                            | | | | | | |                              |                              |

## Inediti
| Allievo/a    | Inedito              | Pubblicazione    | Produzione         | Produzione         | Produzione          | Produzione          | Produzione              | Produzione              | Produzione              |
| ------------ | -------------------- | ---------------- | ------------------ | ------------------ | ------------------- | ------------------- | ----------------------- | ----------------------- | ----------------------- |
| Chiamamifaro | Perché?              | 12 novembre 2024 | Marco Paganelli    | Marco Paganelli    | Marco Paganelli     | Starchild           | Starchild               | Francesco Pedrinoni     | Francesco Pedrinoni     |
| Diego        | Il cielo è viola     | 12 novembre 2024 | Dominic Jordan     | James Giannos      | Sharif Elfishawi    | Pierpaolo Vandilli  | Leonardo Vittorini      | Davide Camperini        | JAMAR Beats             |
| Ilan         | Mezzocielo           | 12 novembre 2024 | Etta               | Etta               | Etta                | Etta                | Pietro Posani           | Pietro Posani           | Pietro Posani           |
| Luk3         | Parigi in motorino   | 12 novembre 2024 | Steve Tarta        | Steve Tarta        | Steve Tarta         | Steve Tarta         | Steve Tarta             | Steve Tarta             | Steve Tarta             |
| Nicolò       | Non mi dimenticherò  | 12 novembre 2024 | Freeso             | Freeso             | Freeso              | Freeso              | Freeso                  | Freeso                  | Freeso                  |
| Senza Cri    | Madrid               | 12 novembre 2024 | Fiodor Fogliato    | Fiodor Fogliato    | Fiodor Fogliato     | Fiodor Fogliato     | Swan                    | Swan                    | Swan                    |
| Trigno       | A un passo da me     | 12 novembre 2024 | Dat Boi Dee        | Dat Boi Dee        | Gianmarco Manilardi | Gianmarco Manilardi | Gianmarco Manilardi     | Antonio Filippelli      | Antonio Filippelli      |
| Vybes        | Standard             | 12 novembre 2024 | Null               | Null               | Null                | Null                | Null                    | Null                    | Null                    |
| Antonia      | Giganti              | 10 dicembre 2024 | ITACA              | ITACA              | WOLVS               | WOLVS               | WOLVS                   | Katoo                   | Katoo                   |
| Antonia      | Dove ti trovi tu     | 14 gennaio 2025  | GRND               | GRND               | GRND                | GRND                | Due                     | Due                     | Due                     |
| Chiamamifaro | O.M.G.               | 14 gennaio 2025  | Marco Paganelli    | Marco Paganelli    | Marco Paganelli     | Marco Paganelli     | Etta                    | Etta                    | Etta                    |
| Deddè        | Periferia            | 14 gennaio 2025  | Davide De Blasio   | Davide De Blasio   | Davide De Blasio    | Davide De Blasio    | Davide De Blasio        | Davide De Blasio        | Davide De Blasio        |
| Ilan         | Sangue blu           | 14 gennaio 2025  | Damien McFly       | Damien McFly       | Damien McFly        | Damien McFly        | Alessandro De Crescenzo | Alessandro De Crescenzo | Alessandro De Crescenzo |
| Jacopo Sol   | Complici             | 14 gennaio 2025  | Cripo              | Cripo              | Cripo               | Cripo               | Cripo                   | Cripo                   | Cripo                   |
| Luk3         | Valentine            | 14 gennaio 2025  | Macs               | Macs               | Macs                | Macs                | Isohel                  | Isohel                  | Isohel                  |
| Mollenbeck   | Male                 | 14 gennaio 2025  | GRND               | GRND               | GRND                | GRND                | GRND                    | GRND                    | GRND                    |
| Nicolò       | Yin e Yang           | 14 gennaio 2025  | Riccardo Scirè     | Riccardo Scirè     | Riccardo Scirè      | Riccardo Scirè      | Pietro Romitelli        | Pietro Romitelli        | Pietro Romitelli        |
| Senza Cri    | Tutto l'odio         | 14 gennaio 2025  | Fiodor Fogliato    | Fiodor Fogliato    | Fiodor Fogliato     | Fiodor Fogliato     | Fiodor Fogliato         | Fiodor Fogliato         | Fiodor Fogliato         |
| Trigno       | Maledetta Milano     | 14 gennaio 2025  | Steve Tarta        | Steve Tarta        | Steve Tarta         | Steve Tarta         | Antonio Filippelli      | Antonio Filippelli      | Antonio Filippelli      |
| Vybes        | Non mi passa         | 14 gennaio 2025  | Null               | Null               | Null                | Null                | Null                    | Null                    | Null                    |
| Luk3         | Piangi               | 28 gennaio 2025  | Steve Tarta        | Steve Tarta        | Steve Tarta         | Steve Tarta         | Steve Tarta             | Steve Tarta             | Steve Tarta             |
| Antonia      | Romantica            | 1º aprile 2025   | GRND               | GRND               | GRND                | GRND                | Due                     | Due                     | Due                     |
| Chiamamifaro | Leone                | 1º aprile 2025   | Marco Paganelli    | Marco Paganelli    | Marco Paganelli     | Marco Paganelli     | Marco Paganelli         | Marco Paganelli         | Marco Paganelli         |
| Jacopo Sol   | Di tutti             | 1º aprile 2025   | Cripo              | Cripo              | Cripo               | Cripo               | Cripo                   | Cripo                   | Cripo                   |
| Luk3         | Roma lo sa           | 1º aprile 2025   | GRND               | GRND               | GRND                | GRND                | GRND                    | GRND                    | GRND                    |
| Nicolò       | Cuore bucato         | 1º aprile 2025   | Giordana Angi      | Giordana Angi      | Giordana Angi       | Giordana Angi       | Francesco Luzzi         | Francesco Luzzi         | Francesco Luzzi         |
| Senza Cri    | Grande muraglia      | 1º aprile 2025   | Stabber            | Stabber            | Stabber             | Stabber             | Fiodor Fogliato         | Fiodor Fogliato         | Fiodor Fogliato         |
| Trigno       | 100 sigarette        | 1º aprile 2025   | Antonio Filippelli | Antonio Filippelli | Antonio Filippelli  | Antonio Filippelli  | Gianmarco Manilardi     | Gianmarco Manilardi     | Gianmarco Manilardi     |
| Antonia      | Relax                | 6 maggio 2025    | d.whale            | d.whale            | d.whale             | d.whale             | d.whale                 | d.whale                 | d.whale                 |
| Jacopo Sol   | Estremo              | 6 maggio 2025    | Cripo              | Cripo              | Cripo               | Cripo               | Zicanteturbo            | Zicanteturbo            | Zicanteturbo            |
| Nicolò       | Un'ora di follia     | 6 maggio 2025    | ITACA              | ITACA              | ITACA               | ITACA               | ITACA                   | ITACA                   | ITACA                   |
| Trigno       | D'amore non si muore | 6 maggio 2025    | CanovA             | CanovA             | CanovA              | CanovA              | CanovA                  | CanovA                  | CanovA                  |

## Ascolti e ospiti

### Pomeridiano
| Puntata                 | Messa in onda     | Ascolti        | Ascolti | Dettagli | Dettagli  |
| Puntata                 | Messa in onda     | Telespettatori | Share   | Ospiti | Riassunto |
| ----------------------- | ----------------- | -------------- | ------- | --- | --------- |
| 1                       | 29 settembre 2024 | 2 899 000      | 24,75%  | Sarah Toscano, Francesca Fagnani, Olly e Angelina Mango, Mahmood, Ilenia Pastorelli, Cristiano Malgioglio, Marco Bocci | [ 16 ]    |
| 2                       | 6 ottobre 2024    | 2 945 000      | 24,51%  | Gigi D'Alessio, Eleonora Abbagnato, Petit                                                                              | [ 18 ]    |
| 3                       | 13 ottobre 2024   | 2 730 000      | 23,42%  | Fiorella Mannoia, Kledi Kadiu, Virginio, Kristian Cellini, Giorgio Meneschincheri                                      | [ 20 ]    |
| 4                       | 20 ottobre 2024   | 2 889 000      | 23,26%  | Arisa, Rossella Brescia, Diana Del Bufalo                                                                              | [ 22 ]    |
| 5                       | 27 ottobre 2024   | 3 010 000      | 24,87%  | Amadeus, Virna Toppi, Alessandra Amoroso, Parsons Dance Company                                                        | [ 24 ]    |
| 6                       | 3 novembre 2024   | 3 034 000      | 24,84%  | Holden e Mew, Ghali, Noemi, Michelangelo, Oriella Dorella                                                              | [ 26 ]    |
| 7                       | 10 novembre 2024  | 2 987 000      | 25,20%  | Veronica Peparini, Cristiano Malgioglio, Ermal Meta, Giordana Angi, Byron Rosero                                       | [ 28 ]    |
| 8                       | 17 novembre 2024  | 3 063 000      | 22,70%  | Irma Di Paola, Tananai, Carlo Verdone, Giulia Pauselli, Mida                                                           | [ 30 ]    |
| 9                       | 24 novembre 2024  | 2 846 000      | 22,18%  | Anbeta Toromani, Al Bano, Brunori Sas, Gianni Morandi, Katoo, Thomas Signorelli                                        | [ 32 ]    |
| 10                      | 1º dicembre 2024  | 2 969 000      | 23,10%  | Giorgio Madia, J-Ax, Enrico Nigiotti, Briga                                                                            | [ 34 ]    |
| 11                      | 8 dicembre 2024   | 2 642 000      | 20,30%  | Christian De Sica, Alberto Matano, Gabriele Rossi, Pinguini Tattici Nucleari                                           | [ 36 ]    |
| 12                      | 15 dicembre 2024  | 3 015 000      | 24,30%  | Ricchi e Poveri, Raimondo Todaro, Giordana Angi e Sting                                                                | [ 38 ]    |
| 13                      | 22 dicembre 2024  | 2 977 000      | 22,50%  | Negramaro, Paola Turci, Gabry Ponte, Nicolò De Devitiis, Eleonora Abbagnato                                            | [ 40 ]    |
| 14                      | 12 gennaio 2025   | 3 037 000      | 22,51%  | Garrison Rochelle, Ornella Vanoni, Dardust, Ermal Meta                                                                 | [ 42 ]    |
| 15                      | 19 gennaio 2025   | 3 183 000      | 23,10%  | Alessandro Cattelan, Alfa, Rebecca Bianchi, Javier Rojas                                                               | [ 44 ]    |
| 16                      | 26 gennaio 2025   | 3 087 000      | 22,45%  | Benji & Fede, Enrico Nigiotti, Fred De Palma, Fabrizio Mainini                                                         | [ 46 ]    |
| 17                      | 2 febbraio 2025   | 3 290 000      | 25,40%  | Luca Argentero, Giusy Ferreri, Samanta Togni, Tancredi                                                                 | [ 48 ]    |
| 18                      | 9 febbraio 2025   | 3 237 000      | 24,40%  | Ilary Blasi, Veronica Peparini                                                                                         | [ 50 ]    |
| 19                      | 16 febbraio 2025  | 2 178 000      | 15,89%  | Fiorella Mannoia, Garrison Rochelle, Rossella Brescia                                                                  | [ 52 ]    |
| 20                      | 23 febbraio 2025  | 3 102 000      | 24,32%  | Elisa, Elodie, Gaia, Irama, Sarah Toscano, The Kolors e Gianluca "Fru" Colucci, Maurizio Lastrico, Emanuela Fanelli    | [ 54 ]    |
| 21                      | 2 marzo 2025      | 2 975 000      | 23,44%  | Coma_Cose, Francesca Michielin, Giorgia                                                                                | [ 56 ]    |
| 22                      | 9 marzo 2025      | 3 085 000      | 24,27%  | Fedez, Noemi, Rkomi, Petit e Marisol Castellanos, Stephane Jarny                                                       | [ 58 ]    |
| Media                   | Media             | 2 963 000      | 23,26%  | |           |
| Amici - Verso il serale | 16 marzo 2025     | 2 522 000      | 19,10%  | Sarah Toscano, Marisol Castellanos                                                                                     | [ 60 ]    |

### Serale
| Puntata    | Messa in onda  | Ascolti        | Ascolti | Dettagli                                                                       | Dettagli  |
| Puntata    | Messa in onda  | Telespettatori | Share   | Ospiti                                                                         | Riassunto |
| ---------- | -------------- | -------------- | ------- | ------------------------------------------------------------------------------ | --------- |
| 1          | 22 marzo 2025  | 4 019 000      | 27,85%  | Alessandro Siani, Gazzelle, Sabrina Ferilli, Gabriele Mainetti, Enrico Borello | [ 62 ]    |
| 2          | 29 marzo 2025  | 3 566 000      | 25,59%  | Tananai, Barbara Foria                                                         | [ 64 ]    |
| 3          | 5 aprile 2025  | 3 858 000      | 27,94%  | Alessandra Amoroso, PanPers, Riccardo Zanotti                                  | [ 66 ]    |
| 4          | 12 aprile 2025 | 3 555 000      | 25,91%  | Sangiovanni, Franco126, Giorgio Poi, PanPers                                   | [ 68 ]    |
| 5          | 19 aprile 2025 | 3 790 000      | 26,58%  | Giordana Angi                                                                  | [ 70 ]    |
| 6          | 26 aprile 2025 | 3 926 000      | 26,28%  | Holden, Achille Lauro                                                          | [ 72 ]    |
| 7          | 3 maggio 2025  | 3 583 000      | 25,90%  | Michele Bravi, Francesco Cicchella, Fedez, Clara                               | [ 74 ]    |
| Semifinale | 10 maggio 2025 | 3 784 000      | 27,70%  | Annalisa, Fred De Palma, Geppi Cucciari                                        | [ 76 ]    |
| Finale     | 18 maggio 2025 | 3 786 000      | 26,90%  | Sarah Toscano, Carl Brave, Federica Brignone                                   | [ 78 ]    |
| Media      | Media          | 3 763 000      | 26,74%  |                                                                                |           |